# Aborto en México
El aborto en México, referido al aborto inducido, se encuentra despenalizado (de facto). Desde septiembre de 2021, la penalización del aborto consentido es inconstitucional por lo que ningún juez en las 32 entidades federativas del país, sin importar lo que se señale en la ley, puede condenar a ninguna mujer o persona por interrumpir su embarazo. Así mismo, desde septiembre de 2023 es inconstitucional la criminalización del aborto voluntario en la normatividad federal. Sin embargo, su legalización (de iure) y armonización aún depende de la voluntad de cada entidad federativa que compone la República Mexicana. Su práctica ha sido gradualmente liberalizada por medio de diferentes demandas ciudadanas, fallos judiciales y cambios legislativos a la normatividad penal, de salud y contra la violencia sexual (tanto a nivel local como federal). Desde junio de 2023, la Suprema Corte de Justicia de la Nación facilitó la impugnación constitucional de cualquier ley que penalice al aborto consentido por medio de amparo. Por lo que desde septiembre de 2023, esa misma autoridad jurisdiccional y constitucional abrió la puerta para la derogación de todos los artículos que lo criminalicen en el Código Penal Federal.Además, desde enero de 2025, algunas instituciones federales de salud y seguridad social ya facilitan el acceso a servicios de aborto voluntario y seguro en sus instalaciones, siendo respetuosas con las causales del aborto legal en cada entidad.
A excepción del aborto por violación (protegido por diferentes sentencias de la SCJN), el poder legislativo de cada entidad es autónomo para determinar los supuestos bajo los cuales los servicios públicos y privados de salud pueden realizar un aborto legal en su territorio, toda vez que no contravengan las cláusulas federales. Algunas entidades señalan plazos para realizar el procedimiento, que generalmente son los primeros 90 días, 12 semanas o 3 meses de gestación; a excepción del aborto por violación, pues debe realizarse en cualquier momento del embarazo. Las entidades tampoco pueden imponer leyes que menoscaben los derechos sexuales y reproductivos de las personas ya nacidas, ni adicionar trabas al aborto voluntario. Menos aún, pueden definir cuando inicia la vida, ni dotar de personalidad jurídica a los productos de la gestación. Igualmente, la objeción de consciencia debe estar perfectamente limitada para que el personal médico y de enfermería puede ejercer su derecho, pero sin menoscabar los derechos de las y los pacientes.
Históricamente, las élites mexicanas han tenido una propensión hacia el conservadurismo, la estigmatización y el autoritarismo. Algunas asociaciones, como el Grupo de Información en Reproducción Elegida (GIRE), aún reportan opacidad en el poder judicial y en las fiscalías locales, incluidas las entidades donde el aborto electivo es legal, así como numerosos abusos e irregularidades que afectan sobre todo a las personas más pobres y vulnerables.
No obstante, esta tendencia restrictiva ha ido cambiando lentamente debido al empuje que las asociaciones, colectivas y organizaciones feministas a favor del aborto legal han venido realizando desde hace varias décadas. Igualmente, en las primeras décadas del siglo XXI se observa un cambio cultural en la sociedad, sobre todo entre las personas más jóvenes, que favorecen una tendencia mucho más progresista. México forma parte de los países latinoamericanos donde el movimiento de la marea verde se ha ido implementando satisfactoriamente. La labor de todos estos actores ha escalado hasta encontrar algunos aliados y aliadas en las autoridades e instituciones del Estado mexicano. Sin embargo, el tema del aborto sigue sin ser totalmente aceptado por toda la ciudadanía. El rechazo principal aún proviene de las asociaciones religiosas (sobre todo de la Iglesia Católica y de las Iglesias Evangélicas) y de los partidos políticos de tendencia conservadora.

## Marco legal
En México, el estatus legal del aborto inducido depende tanto del marco normativo federal como del local. A diferencia de lo que sucede en otros países en América Latina, también con regímenes federales (como Argentina, Venezuela o Brasil), la Constitución Política de los Estados Unidos Mexicanos otorga autonomía a cada una de las 32 entidades federativas que conforman la república mexicana para legislar, en su propio beneficio, asuntos relacionados con lo penal, la salud o la protección a víctimas de violencia sexual; siempre y cuando no sean incongruentes con las leyes generales. Es por esto que el análisis al aborto legal en México es complejo, pues se trata de un rompecabezas similar a lo que sucede en las otras dos grandes federaciones vecinas de América del Norte (Estados Unidos y Canadá).
Por lo tanto, en esta sección se describirá, de manera muy general, el orden jurídico que regula este asunto. La información detallada y particular se encuentra en el artículo principal recomendado.

### Regulación penal
Se reglamenta por los 33 códigos penales del país: el Código Penal Federal y los 32 locales para cada entidad. En la gran mayoría de las veces, el aborto es considerado una infracción del orden local (del fuero común) y no federal. Todos los códigos lo clasifican como consentido (cuando se cuenta con la voluntad de la mujer o persona gestante), forzado (cuando hay coacción), autoprocurado (cuando lo realiza la propia mujer o persona gestante) o específico (cuando lo ejecuta algún profesional de los servicios de salud). Las despenalizaciónes de septiembre de 2021 y 2023 por parte de la SCJN (acción de inconstitucionalidad AI 148/2017, contradicción de criterios CC 412/2022 y amparo en revisión AR 267/2023) solo involucran al aborto consentido, ya sea autoprocurado o específico. El aborto forzado sigue y seguirá siendo un delito que amerite penas más severas, sobre todo cuando hay violencia física o emocional de por medio.
Todos los códigos penales aún definen al aborto como un delito, pero con diferente temporalidad: en las entidades permisivas existe un plazo inicial, determinado en semanas de gestación (entre 6 y 13 según la entidad) en las que la interrupción del embarazo no se consideraría un crimen (despenalización parcial). Mientras que en las entidades restrictivas casi siempre se considera la muerte del producto de la concepción en cualquier momento de la preñez. Desde la reforma constitucional del 2011 sobre derechos humanos, el embarazo iniciaría con la implantación del embrión en el endometrio y no inmediatamente después de la fecundación (la misma descripción que utiliza la Organización Mundial de la Salud y la jurisprudencia de la Corte Interamericana de Derechos Humanos en el caso Artavia Murillo y otros vs. Costa Rica).
No obstante, desde hace más de un siglo, el aborto legal se puede realizar en diferentes momentos del embarazo por ciertos supuestos. En total hay 10 causales y cada entidad establece cuales son válidas en su territorio y cuales no:
- Sin necesidad de justificación. En algunas entidades hubo una reforma legislativa. Y en algunas otras las sanciones fueron invalidadas o se obligó a los congresos locales a reformar su legislación local por una sentencia judicial.
- Por aborto espontáneo, imprudencial o culposo.
- Por embarazo forzado, que se subdivide en:
  - Por agresión sexual, abuso sexual o estupro. Este supuesto debe observarse en todo el país (aunque el código penal local no lo mencione), por diferentes sentencias judiciales y normativas federales, en cualquier momento del embarazo (aunque el código penal local señale un plazo limitado) y sin necesidad de denuncia o autorización previa del Ministerio Público o las fiscalías (aunque el código penal local indique lo contrario).
  - Por inseminación artificial no consentida.
- Por aborto eugenésico o por alteraciones genéticas o congénitas graves.
- Por aborto terapéutico, que se subdivide en:
  - Cuando existe peligro de muerte.
  - Cuando existe grave daño a la salud.
  - Cuando existe trastorno ginecológico.

- Por causas económicas graves o precariedad económica.
- Por negligencia, obstaculización o privación de la libertad o trata de personas.

| Entidad federativa  | Normatividad                           | Tipo | VE     | IC | AS | IF | AC | PM | RS | TG | EP | NO |
| ------------------- | -------------------------------------- | ---- | ------ | -- | -- | -- | -- | -- | -- | -- | -- | -- |
| Aguascalientes      | Código Penal Artículo 103 Artículo 196 | ★    | VE(RL) | IC | AS |    | AC |    |    |    |    |    |
| Baja California     | Código Penal Artículo 136              | ★    | VE(RL) | IC | AS | IF | AC |    | RS |    |    |    |
| Baja California Sur | Código Penal Artículo 156              | ★    | VE(RL) | IC | AS | IF | AC | PM | RS |    |    | NO |
| Campeche            | Código Penal Artículo 159              | ★    | VE(RL) | IC | AS | IF | AC | PM | RS |    | EP | NO |
| Chiapas             | Código Penal Artículo 183              | ♦    | VE(RL) | IC | AS | IF | AC | PM |    |    |    |    |
| Chihuahua           | Código Penal Artículo 146              | ★    | VE(SJ) | IC | AS | IF |    |    | RS |    |    |    |
| Ciudad de México    | Código Penal Artículo 148              | ★    | VE(RL) | IC | AS | IF | AC |    | RS |    |    |    |
| Coahuila            | Código Penal Artículo 148              | ♦    | VE(SJ) | IC | AS | IF | AC | PM | RS |    |    |    |
| Colima              | Código Penal Artículo 141              | ♦    | VE(RL) | IC | AS | IF | AC | PM | RS |    |    | NO |
| Durango             | Código Penal Artículo 150              | ★    | VE(SJ) | IC | AS |    |    | PM |    |    |    |    |
| Guanajuato          | Código Penal Artículo 163              | ♦    |        | IC | AS |    |    |    |    |    |    |    |
| Guerrero            | Código Penal Artículo 159              | ★    | VE(RL) | IC | AS | IF | AC | PM | RS |    |    | NO |
| Hidalgo             | Código Penal Artículo 158              | ★    | VE(RL) | IC | AS | IF | AC | PM | RS |    |    |    |
| Jalisco             | Código Penal Artículo 229              | ★    | VE(RL) | IC | AS | IF | AC | PM | RS |    |    |    |
| Estado de México    | Código Penal Artículo 251              | ★    | VE(RL) | IC | AS | IF | AC | PM | RS | TG |    | NO |
| Michoacán           | Código Penal Artículo 146              | ♦    | VE(RL) | IC | AS | IF | AC | PM | RS |    | EP | NO |
| Morelos             | Código Penal Artículo 119              | ♦    | VE(SJ) | IC | AS | IF | AC | PM |    |    |    |    |
| Nayarit             | Código Penal Artículo 371              | ♦    | VE(RL) | IC | AS |    | AC | PM | RS |    |    |    |
| Nuevo León          | Código Penal Artículo 331              | ♦    |        |    | AS |    |    | PM | RS |    |    |    |
| Oaxaca              | Código Penal Artículo 316              | ★    | VE(RL) | IC | AS | IF | AC | PM | RS |    |    |    |
| Puebla              | Código Penal Artículo 343              | ♦    | VE(RL) | IC | AS | IF | AC | PM |    |    |    |    |
| Querétaro           | Código Penal Artículo 142              | ♦    |        | IC | AS |    |    |    |    |    |    |    |
| Quintana Roo        | Código Penal Artículo 97               | ♦    | VE(RL) | IC | AS | IF | AC | PM | RS |    |    |    |
| San Luis Potosí     | Código Penal Artículo 150              | ★    | VE(RL) | IC | AS | IF |    |    |    |    |    |    |
| Sinaloa             | Código Penal Artículo 158              | ★    | VE(RL) | IC | AS | IF | AC | PM | RS | TG |    |    |
| Sonora              | Código Penal Artículo 269 Artículo 270 | ♦    |        | IC | AS |    |    | PM |    |    |    |    |
| Tabasco             | Código Penal Artículo 136              | ★    | VE(RL) |    | AS | IF |    | PM |    |    |    |    |
| Tamaulipas          | Código Penal Artículo 361              | ♦    |        | IC | AS |    |    | PM | RS |    |    |    |
| Tlaxcala            | Código Penal Artículo 243              | ★    |        | IC | AS | IF | AC | PM | RS |    |    |    |
| Veracruz            | Código Penal Artículo 154              | ★    | VE(RL) | IC | AS | IF | AC | PM | RS |    |    |    |
| Yucatán             | Código Penal Artículo 393              | ★    | VE(RL) | IC | AS | IF | AC | PM |    |    | EP |    |
| Zacatecas           | Código Penal Artículo 313              | ★    | VE(RL) | IC | AS | IF | AC | PM | RS |    |    |    |
| México              | Código Penal Artículo 333 Artículo 334 | ♦    | VE(SJ) | IC | AS |    |    | PM |    |    |    |    |

| Indica excluyente de responsabilidad Indica no punibilidad Indica causal de aborto voluntario sin justificación (VE) (por reforma legislativa) Indica causal de aborto voluntario sin justificación (VE) (por sentencia judicial) Indica causal de aborto imprudencial o culposo (IC) Indica causal de aborto por agresión sexual (AS) Indica causal de aborto por inseminación artificial forzada (IF) Indica causal de aborto por alteraciones congénitas (AC) Indica causal de aborto por peligro de muerte (PM), riesgo a la salud (RS) o trastorno ginecológico (TG) Indica causal de aborto por condiciones económicas o precariedad económica (EP) Indica causal de aborto por negligencia, obstaculización, privación de la libertad o trata de personas (NO) |

Cada código también establece que penas son válidas en su territorio y cuáles no, así como el tiempo que la o el condenado debe purgar. Es importante señalar que desde 2021, los castigos únicamente se pueden hacer efectivos por aborto forzado. Las sanciones pueden incluir privación de la libertad, multas o medidas alternativas (tratamientos integrales en libertad ya sean educativos, sanitarios o psicológicos). La gran mayoría solo persiguen el acto consumado y no la tentativa (cuando se producen lesiones al producto del embarazo o a la mujer o la persona gestante).
En la actualidad, casi ninguna entidad sigue considerando atenuantes. Antes de 2021, servían para reducir el tiempo que una persona cumplía sentencia en la cárcel. Sin embargo, todas estaban basadas en estereotipos y prejuicios sexistas y anticuados: utilizaban un lenguaje binario que no reconoce a la diversidad sexogenérica (como son hombres trans, personas no binarias, queer, gender fluid, agénero o bigénero), en el honor (como la "mala fama", la "deshonra" o la "unión legítima") o en el consentimiento del padre (y que este "cumpliera con sus obligaciones inherentes").
La despenalización de 2021 y 2023 por medio de las sentencias AI 148/2017 y AR 267/2023 de la SCJN se considera de facto ya que obliga a que todas y todos los encargados de impartir justicia en el país no tengan la capacidad de procesar a las mujeres o personas gestantes acusadas por las fiscalías de abortar voluntariamente. Aunque estas últimas todavía pueden seguir abriendo carpetas de investigación contra personas que interrumpieron sus embarazos, una vez que estas lleguen a manos de las y los jueces, estos no pueden dictar ninguna sentencia. Las entidades y la federación aún deben armonizar de iure sus marcos normativos para acatar estas decisiones, pues a diferencia de otros países (como en los Estados Unidos con el caso Roe v. Wade) la legalización no es automática pues se estaría trasgrediendo la independencia de los poderes legislativos. Sin embargo, las disposiciones inconstitucionales de los códigos penales se considerarán letra muerta y no tendrán ninguna vigencia hasta que sean reformados adecuadamente. Además, debido a la sentencia CC 412/2022, también de la SCJN, ese máximo tribunal jurisdiccional y constitucional sí puede exigir que los poderes legislativos locales deroguen lo que ha sido invalidado. Por motivo del principio de progresividad de la Constitución general, el delito de aborto consentido tendría que desaparecer totalmente de todos los códigos penales. Básicamente, el sistema de plazos y causales no se debería configurarse en torno a castigos.
Gracias a lo anterior, las personas que han sido encarceladas por el delito de aborto consentido pueden salir de prisión, pues en México las jurisprudencias únicamente pueden ser retroactivas cuando benefician los derechos humanos. Es por esto que, la Secretaría de Gobernación (Segob) federal, la Comisión Nacional para Prevenir y Erradicar la Violencia Contra las Mujeres (Conavim) y la Comisión Nacional de Tribunales Superiores de Justicia de los Estados Unidos Mexicanos (CONATRIB) aún siguen realizando los procedimientos necesarios para la liberación de las personas condenadas.

### Regulación de salud
Se reglamenta por las 33 leyes de salud o los protocolos de atención de los diferentes institutos de salud y seguridad social: la Ley General de Salud y las 32 locales en cada entidad; así como los del IMSS, ISSSTE, PEMEX, ISSFAM, IMSS-Bienestar o de las secretarías de salud de cada entidad. Estas normativas se encargan de los derechos constitucionales a la protección de la salud y al ejercicio de la sexualidad o la reproducción de forma plena y libre (como la planificación familiar o la Interrupción Legal del Embarazo); así como de las bases, modalidades, servicios, programas, políticas, instituciones y organismos públicos que permitirán que la ciudadanía pueda ejercer esos derechos.
Como se indica previamente, no todas las entidades cuentan con capítulos específicos al aborto legal. En algunas de ellas existen guías y protocolos adicionales para tratar de suplir esa carencia en sus leyes de salud. Generalmente establecen:
- Los servicios de orientación y conserjería, tanto médica como psicológica y social, para que las y los gestantes conozcan sus derechos, opciones, y posibles consecuencias o riesgos.
- El tiempo máximo de espera para realizar el procedimiento una vez presentada la solicitud y reunidos los requisitos.
- La asistencia en salud sexual y reproductiva posterior al servicio
- El compromiso con la NOM-046-SSA2-2005 o la Ley General Víctimas en casos de delitos sexuales (que son de observancia obligatoria en todo el país).
- Las guías y protocolos de buenas prácticas emitidos por las autoridades sanitarias internacionales o federales para garantizar el aborto legal.[79]
- La universalidad y la gratuidad para cualquier gestante, a pesar de que cuenten con algún seguro público o privado.
- Las limitaciones al derecho del personal de los servicios de salud a la objeción de consciencia para que no sea un obstáculo para las y los gestantes.
- Las sanciones al personal objetor si no refiere de manera inmediata a la o el paciente con personal no objetor.
- Las urgencias en las que el personal objetor no puede negarse a ofrecer asistencia (como cuando el embarazo daña la salud o pone en riesgo la vida de la mujer o de la persona gestante, cuando el embarazo es resultado de una violación o cuando el plazo legal está próximo a vencer).

Sobre este último tema, cabe señalar que la acción de inconstitucionalidad AI 54/2018 establece que la objeción de consciencia necesita ser acotada para ser totalmente constitucional.
| Entidad federativa  | Normatividad            | ¿Señala a la NOM-046-SSA2-2005? | ¿Limita el tiempo de espera al reunir requisitos? | ¿Limita la objeción de consciencia?        | ¿Establece explícitamente universalidad? | Otras consideraciones                              |
| ------------------- | ----------------------- | ------------------------------- | ------------------------------------------------- | ------------------------------------------ | ---------------------------------------- | -------------------------------------------------- |
| Aguascalientes      | Ley de Salud            | Pendiente                       | Pendiente                                         | Pendiente                                  | Pendiente                                | Utiliza protocolos federales.                      |
| Baja California     | Ley de Salud            | Artículo 50.º nonies            | Artículo 50.º nonies indica 5 días hábiles        | Artículo 50.º decies                       | Artículo 50.º nonies                     | Utiliza protocolos federales.                      |
| Baja California Sur | Ley de Salud            | Artículo 62.º                   | Artículo 62.º indica 5 días                       | Artículos 32.º bis, 32.º ter y 32.º quater | Artículo 62.º                            | Utiliza protocolos federales.                      |
| Campeche            | Ley de Salud            | Pendiente                       | Pendiente                                         | Pendiente                                  | Pendiente                                | Utiliza protocolos federales.                      |
| Chiapas             | Ley de Salud            | Pendiente                       | Pendiente                                         | Pendiente                                  | Pendiente                                | Utiliza protocolos federales.                      |
| Chihuahua           | Ley de Salud            | Pendiente                       | Pendiente                                         | Pendiente                                  | Pendiente                                | Utiliza protocolos federales.                      |
| Ciudad de México    | Ley de Salud            | Artículos 6.º y 81.º            | Artículo 81.º indica 5 días                       | Artículo 82.º                              | Artículo 81.º                            | Artículo 144.º incluye a centros de reclusión.     |
| Coahuila            | Ley de Salud            | Pendiente                       | Pendiente                                         | Pendiente                                  | Pendiente                                | Utiliza protocolos federales.                      |
| Colima              | Ley de Salud            | Artículos 3.º y 62.º quinquies  | Artículo 62.º octies indica 5 días                | Artículo 30.º                              | Artículo 62.º quinquies                  | Artículo 113.º bis incluye a centros de reclusión. |
| Durango             | Ley de Salud            | Pendiente                       | Pendiente                                         | Pendiente                                  | Pendiente                                | Utiliza protocolos federales.                      |
| Guanajuato          | Ley de Salud            | Pendiente                       | Pendiente                                         | Pendiente                                  | Pendiente                                | -                                                  |
| Guerrero            | Ley de Salud            | Pendiente                       | Pendiente                                         | Pendiente                                  | Pendiente                                | Utiliza protocolos federales.                      |
| Hidalgo             | Ley de Salud            | Pendiente                       | Pendiente                                         | Artículo 12.º quáter                       | Pendiente                                | Artículo 98.º incluye a centros de reclusión.      |
| Jalisco             | Ley de Salud            | Pendiente                       | Pendiente                                         | Parcialmente. Artículo 187.º               | Pendiente                                | Utiliza protocolos federales.                      |
| Estado de México    | Ley de Salud            | Pendiente                       | Pendiente                                         | Pendiente                                  | Pendiente                                | -                                                  |
| Michoacán           | Ley de Salud            | Pendiente                       | Pendiente                                         | Pendiente                                  | Pendiente                                | Utiliza protocolos federales y locales.            |
| Michoacán           | Protocolos del servicio | Artículo 2.º                    | Pendiente                                         | Artículo 6.º                               | Pendiente                                | Utiliza protocolos federales y locales.            |
| Morelos             | Ley de Salud            | Pendiente                       | Pendiente                                         | Parcialmente. Artículo 12.º bis            | Pendiente                                | Utiliza protocolos federales.                      |
| Nayarit             | Ley de Salud            | Pendiente                       | Pendiente                                         | Pendiente                                  | Pendiente                                | Utiliza protocolos federales.                      |
| Nuevo León          | Ley de Salud            | Pendiente                       | Pendiente                                         | Pendiente                                  | Pendiente                                | -                                                  |
| Oaxaca              | Ley de Salud            | Pendiente                       | Artículo 65.º ter indica 3 días naturales         | Pendiente                                  | Artículo 65.º ter                        | Utiliza protocolos federales.                      |
| Puebla              | Ley de Salud            | Pendiente                       | Pendiente                                         | Pendiente                                  | Pendiente                                | Utiliza protocolos federales.                      |
| Querétaro           | Ley de Salud            | Pendiente                       | Pendiente                                         | Pendiente                                  | Pendiente                                | -                                                  |
| Quintana Roo        | Ley de Salud            | Pendiente                       | Pendiente                                         | Pendiente                                  | Pendiente                                | Utiliza protocolos federales.                      |
| San Luis Potosí     | Ley de Salud            | Artículos 36.º y 96.º bis       | Pendiente                                         | Parcialmente Artículo 58.º bis             | Artículo 58.º bis                        | Utiliza protocolos federales.                      |
| Sinaloa             | Ley de Salud            | Artículo 86.º bis               | Pendiente                                         | Artículo 86.º bis 2                        | Artículo 86.º bis                        | Artículo 235.º bis incluye a centros de reclusión. |
| Sonora              | Ley de Salud            | Pendiente                       | Pendiente                                         | Pendiente.                                 | Pendiente.                               | -                                                  |
| Tabasco             | Ley de Salud            | Pendiente                       | Pendiente                                         | Pendiente                                  | Pendiente                                | Utiliza protocolos federales.                      |
| Tamaulipas          | Ley de Salud            | Pendiente                       | Pendiente                                         | Parcialmente. Artículo 6.º bis             | Pendiente                                | Artículo 30.º bis alude al aborto legal            |
| Tlaxcala            | Ley de Salud            | Pendiente                       | Artículo 44.º bis indica 5 días                   | Artículo 44.º bis A                        | Pendiente                                | -                                                  |
| Veracruz            | Ley de Salud            | Pendiente                       | Pendiente                                         | Pendiente                                  | Pendiente                                | Utiliza protocolos federales y locales.            |
| Veracruz            | Protocolos del servicio | Página 53                       | Página 49 indica 3 días hábiles                   | Página 28 a 33 y 52                        | Página 48 y 62 a 63                      | Utiliza protocolos federales y locales.            |
| Yucatán             | Ley de Salud            | Pendiente                       | Pendiente                                         | Pendiente                                  | Pendiente                                | Utiliza protocolos federales.                      |
| Zacatecas           | Ley de Salud            | Pendiente                       | Pendiente                                         | Artículo 52.º bis                          | Pendiente                                | Utiliza protocolos federales.                      |
| México              | Ley de Salud            | Pendiente                       | Pendiente                                         | Parcialmente. Artículo 10.º bis            | Artículo 3.º, fracción II bis            | Complementa a las leyes locales de salud.          |

| Aborto electivo permitido. Existen protocolos o guías locales. Aborto electivo permitido. No existen regulaciones o guías locales. Aborto electivo restringido. |

 Indica un cierto tiempo máximo de espera al reunir los requisitos
 Indica objeción de consciencia limitada
Como se mencionó anteriormente, el sistema de plazos y causales no debería estar inscrito en las legislaciones penales (a través de castigos) sino en las de salud (por medio de acciones que permitan el ejercicio del derecho constitucional al bienestar y la salud). Una vez más, debido a las despenalizaciónes de 2021 y 2023 (sentencias AI 148/2017, CC 412/2022 y AR 267/2023 de la SCJN), las entidades deberían armonizar sus leyes de salud para ampliar los servicios de aborto legal y electivo. Por motivo del principio de progresividad de la Constitución general, los congresos locales no pueden ir en contra de las reformas permisivas. Así mismo, las mujeres y las personas gestantes en entidades restrictivas pueden recurrir a amparos para que las clínicas y hospitales públicos realicen abortos electivos; o para obligar a los poderes legislativos a actuar a través de impugnaciones a las porciones inconstitucionales en sus legislaciones. Igualmente, las instituciones públicas de salud, tanto federales (IMSS, ISSSTE, PEMEX, ISSFAM o IMSS-Bienestar) como locales, deberían permitir el aborto legal sin necesidad de justificación alguna y no solo por los supuestos que sus marcos normativos contemplen.Ante esto, el ISSSTE ha sido la primera en atender el tema, aunque sigue limitandose a las causales de cada entidad.
A partir de mediados de 2021, el gobierno federal proporciona el esquema de los Servicios del Aborto Seguro en algunas unidades hospitalarias públicas del Sistema Nacional de Salud de todo el país para ofrecer un trato de calidad, confidencial, sin discriminación y con personal capacitado; no solo a pacientes que necesitan abortar sino también a las o los que hayan experimentado un aborto espontáneo. Así mismo, la Secretaría de Salud (SSA) federal junto con el Centro Nacional de Equidad de Género y Salud Reproductiva (CNEGSR) publican el Lineamiento Técnico para la atención del Aborto Seguro en México donde se consignan los criterios, procedimientos y protocolos de este programa para los tres niveles de atención intrahospitalaria; basados en la mejor evidencia científica disponible, con perspectiva de género y de derechos humanos, así como con tecnología e insumos clínicos adecuados. Cabe destacar que es de los pocos documentos federales que mencionan a los miembros de la diversidad sexogenérica aunque los agrupa bajo el concepto de "usuarias" (lo que es una inconsistencia y desacierto). Igualmente, señala que el legrado uterino instrumental es obsoleto, nocivo y está totalmente desaconsejado; por lo que en México se debe actuar con medicamentos farmacéuticos (misoprostol y mifepristona) o con instrumental quirúrgico (aspiración manual o eléctrica endoúterina).

### Regulación contra la violencia sexual
Se reglamenta por las 33 leyes de víctimas del país: la Ley General de Víctimas y las 32 locales en cada entidad. Estas normativas se encargan del derecho constitucional a la asistencia, reparación del daño y protección de las víctimas de delitos; así como de los servicios médicos (como son la anticoncepción de emergencia y la Interrupción Voluntaria del Embarazo), de las bases, de las instituciones, de las modalidades, de los servicios, de los organismos públicos, de los programas y de las políticas que permitirán que la ciudadanía pueda ejercer ese derecho. Sin embargo, solo algunas mencionan de manera explícita a la violencia sexual. 
 Indica a la anticoncepción de emergencia
 Indica a la Interrupción Voluntaria del Embarazo
Usualmente, se señala que la atención debe llevarse a cabo en instituciones hospitalarias públicas, la cual debe ser gratuita (o reembolsable), inmediata, impartida por personal capacitado en el tema, sin exigir condición previa y sin importar la capacidad socioeconómica o la nacionalidad / ciudadanía de la persona lesionada.
| Entidad federativa  | Normatividad    | ¿Señala que las autoridades deben apegarse al principio de buena fe? | ¿Qué servicios médicos se mencionan? |
| ------------------- | --------------- | -------------------------------------------------------------------- | ------------------------------------ |
| Aguascalientes      | Ley de Víctimas | Artículo 3.º                                                         | Artículo 20.º                        |
| Aguascalientes      | Ley de Víctimas | Artículo 3.º                                                         | Interrupción Voluntaria del Embarazo |
| Baja California     | Ley de Víctimas | Artículo 6.º                                                         | Artículos 30.º y 33.º                |
| Baja California     | Ley de Víctimas | Artículo 6.º                                                         | Anticoncepcion de Emergencia         |
| Baja California     | Ley de Víctimas | Artículo 6.º                                                         | Interrupción Voluntaria del Embarazo |
| Baja California     | Ley de Víctimas | Artículo 6.º                                                         | Profilaxis Post Exposición para VIH  |
| Baja California Sur | Ley de Víctimas | No                                                                   | No se mencionan                      |
| Campeche            | Ley de Víctimas | No                                                                   | Artículo 33.º y 35.º                 |
| Campeche            | Ley de Víctimas | No                                                                   | Anticoncepcion de Emergencia         |
| Campeche            | Ley de Víctimas | No                                                                   | Interrupción Voluntaria del Embarazo |
| Chiapas             | Ley de Víctimas | No                                                                   | No se mencionan                      |
| Chihuahua           | Ley de Víctimas | No                                                                   | No se mencionan                      |
| Ciudad de México    | Ley de Víctimas | Artículo 5.º                                                         | Artículos 18.º, 20.º y 90.º          |
| Ciudad de México    | Ley de Víctimas | Artículo 5.º                                                         | Anticoncepcion de Emergencia         |
| Ciudad de México    | Ley de Víctimas | Artículo 5.º                                                         | Interrupción Voluntaria del Embarazo |
| Ciudad de México    | Ley de Víctimas | Artículo 5.º                                                         | Profilaxis Post Exposición para VIH  |
| Coahuila            | Ley de Víctimas | Artículo 7.º                                                         | Artículo 14.º y 18.º                 |
| Coahuila            | Ley de Víctimas | Artículo 7.º                                                         | Anticoncepcion de Emergencia         |
| Coahuila            | Ley de Víctimas | Artículo 7.º                                                         | Interrupción Voluntaria del Embarazo |
| Colima              | Ley de Víctimas | Artículo 5.º                                                         | Artículos 26.º y 31.º                |
| Colima              | Ley de Víctimas | Artículo 5.º                                                         | Anticoncepcion de Emergencia         |
| Colima              | Ley de Víctimas | Artículo 5.º                                                         | Interrupción Voluntaria del Embarazo |
| Durango             | Ley de Víctimas | Artículo 4.º                                                         | Artículo 97.º                        |
| Durango             | Ley de Víctimas | Artículo 4.º                                                         | Interrupción Voluntaria del Embarazo |
| Guanajuato          | Ley de Víctimas | No                                                                   | No se mencionan                      |
| Guerrero            | Ley de Víctimas | Artículo 3.º                                                         | No se mencionan                      |
| Hidalgo             | Ley de Víctimas | No                                                                   | Artículo 24.º y 25.º                 |
| Hidalgo             | Ley de Víctimas | No                                                                   | Anticoncepcion de Emergencia         |
| Hidalgo             | Ley de Víctimas | No                                                                   | Interrupción Voluntaria del Embarazo |
| Jalisco             | Ley de Víctimas | Artículo 5.º                                                         | Artículo 22.º y 27.º                 |
| Jalisco             | Ley de Víctimas | Artículo 5.º                                                         | Anticoncepcion de Emergencia         |
| Jalisco             | Ley de Víctimas | Artículo 5.º                                                         | Interrupción Voluntaria del Embarazo |
| Estado de México    | Ley de Víctimas | Artículo 6.º                                                         | Artículo 19.º y 23.º                 |
| Estado de México    | Ley de Víctimas | Artículo 6.º                                                         | Anticoncepcion de Emergencia         |
| Michoacán           | Ley de Víctimas | No                                                                   | No se mencionan                      |
| Morelos             | Ley de Víctimas | Artículo 5.º                                                         | Artículos 16.º, 20.º y 23.º          |
| Morelos             | Ley de Víctimas | Artículo 5.º                                                         | Anticoncepcion de Emergencia         |
| Morelos             | Ley de Víctimas | Artículo 5.º                                                         | Interrupción Voluntaria del Embarazo |
| Morelos             | Ley de Víctimas | Artículo 5.º                                                         | Profilaxis Post Exposición para VIH  |
| Nayarit             | Ley de Víctimas | Artículo 5.º                                                         | Artículos 30.º y 33.º                |
| Nayarit             | Ley de Víctimas | Artículo 5.º                                                         | Anticoncepcion de Emergencia         |
| Nayarit             | Ley de Víctimas | Artículo 5.º                                                         | Interrupción Voluntaria del Embarazo |
| Nuevo León          | Ley de Víctimas | Artículo 6.º                                                         | No se mencionan                      |
| Oaxaca              | Ley de Víctimas | Artículo 5.º                                                         | Artículos 29 y 34.º                  |
| Oaxaca              | Ley de Víctimas | Artículo 5.º                                                         | Anticoncepcion de Emergencia         |
| Oaxaca              | Ley de Víctimas | Artículo 5.º                                                         | Interrupción Voluntaria del Embarazo |
| Puebla              | Ley de Víctimas | Artículo 3.º                                                         | Artículo 32.º                        |
| Puebla              | Ley de Víctimas | Artículo 3.º                                                         | Anticoncepcion de Emergencia         |
| Puebla              | Ley de Víctimas | Artículo 3.º                                                         | Interrupción Voluntaria del Embarazo |
| Querétaro           | Ley de Víctimas | Artículo 5.º                                                         | Artículo 8.º                         |
| Querétaro           | Ley de Víctimas | Artículo 5.º                                                         | Anticoncepcion de Emergencia         |
| Quintana Roo        | Ley de Víctimas | Artículo 5.º                                                         | Artículo 33.º                        |
| Quintana Roo        | Ley de Víctimas | Artículo 5.º                                                         | Interrupción Voluntaria del Embarazo |
| San Luis Potosí     | Ley de Víctimas | Artículo 5.º                                                         | Artículos 29.º y 34.º                |
| San Luis Potosí     | Ley de Víctimas | Artículo 5.º                                                         | Anticoncepcion de Emergencia         |
| San Luis Potosí     | Ley de Víctimas | Artículo 5.º                                                         | Interrupción Voluntaria del Embarazo |
| Sinaloa             | Ley de Víctimas | Artículo 4.º                                                         | Artículos 39.º y 44.º                |
| Sinaloa             | Ley de Víctimas | Artículo 4.º                                                         | Anticoncepcion de Emergencia         |
| Sinaloa             | Ley de Víctimas | Artículo 4.º                                                         | Interrupción Voluntaria del Embarazo |
| Sonora              | Ley de Víctimas | No                                                                   | No se mencionan                      |
| Tabasco             | Ley de Víctimas | Artículo 6.º                                                         | Artículo 19.º                        |
| Tabasco             | Ley de Víctimas | Artículo 6.º                                                         | Anticoncepcion de Emergencia         |
| Tabasco             | Ley de Víctimas | Artículo 6.º                                                         | Interrupción Voluntaria del Embarazo |
| Tamaulipas          | Ley de Víctimas | No                                                                   | Artículos 17.º y 22.º                |
| Tamaulipas          | Ley de Víctimas | No                                                                   | Anticoncepcion de Emergencia         |
| Tamaulipas          | Ley de Víctimas | No                                                                   | Interrupción Voluntaria del Embarazo |
| Tlaxcala            | Ley de Víctimas | Artículo 5.º                                                         | Artículo 27.º                        |
| Tlaxcala            | Ley de Víctimas | Artículo 5.º                                                         | Interrupción Voluntaria del Embarazo |
| Veracruz            | Ley de Víctimas | Artículo 5.º                                                         | Artículos 28.º y 33.º                |
| Veracruz            | Ley de Víctimas | Artículo 5.º                                                         | Anticoncepcion de Emergencia         |
| Veracruz            | Ley de Víctimas | Artículo 5.º                                                         | Interrupción Voluntaria del Embarazo |
| Yucatán             | Ley de Víctimas | Sección quinta de la exposición de motivos                           | No se mencionan                      |
| Zacatecas           | Ley de Víctimas | Artículo 5.º                                                         | No se mencionan                      |
| México              | Ley de Víctimas | Artículo 5.º                                                         | Artículos 30.º y 35.º                |
| México              | Ley de Víctimas | Artículo 5.º                                                         | Anticoncepcion de Emergencia         |
| México              | Ley de Víctimas | Artículo 5.º                                                         | Interrupción Voluntaria del Embarazo |

| La legislación local menciona medidas de atención. La legislación local no menciona medidas de atención. |

Igualmente, también existe la NOM-046-SSA2-2005 Norma Oficial Mexicana Violencia Familiar, Sexual y Contra las Mujeres. Criterios para la prevención y atención, que es de observancia obligatoria para todas las instituciones de salud y personal médico y de enfermería pertenecientes al Sistema Nacional de Salud de los sectores público, privado y social. Con esta normativa se pretender garantizar que la atención sea de calidad, libre de estigmas y de malos tratos. También establece características, criterios, directrices, procedimientos, protocolos y reglas en la detección, orientación, prevención, recuperación y tratamiento y de las víctimas de violencia familiar o sexual. Su incumplimiento da origen a sanciones penales, civiles o administrativas; según corresponda conforme a las disposiciones legales aplicables. Por ejemplo, señala que:
- Las instituciones deben atender estas urgencias médicas de forma inmediata.
- La anticoncepción de emergencia se debe proporcionar hasta 120 horas después de la agresión.
- Ya no se requiere denuncia ni autorización del Ministerio Público para acceder a la Interrupción Voluntaria del Embarazo, solo una solicitud escrita bajo protesta de decir verdad. No es obligatorio verificar el dicho del solicitante, conforme al principio de buena fe (Ley General de Víctimas). La persona debe recibir información completa sobre riesgos y consecuencias para garantizar una decisión informada. Mayores de 12 años no necesitan permiso de padres o tutores.
- El personal de salud debe ser sensibilizado, capacitado y actualizado periódicamente. Se respeta la objeción de conciencia, pero las instituciones deben contar con personal no objetor suficiente y capacitado. En caso de no poder brindar el servicio, se debe referir al paciente a una unidad con infraestructura adecuada y personal no objetor.

Finalmente, diversas sentencias de la SCJN han respaldado la validez y constitucionalidad de estas normativas (CC 54/2009, CC 53/2016 y CC 45/2016) y han protegido a personas a quienes se les negó interrumpir embarazos producto de violación. Las autoridades locales, en esos casos, usaron como pretexto disposiciones inconstitucionales de los códigos penales estatales, como la imposición de plazos gestacionales en el primer trimestre o la exigencia de denuncias o autorizaciones previas (AR 601/2017, AR 1170/2017, AR 45/2018 y AR 438/2020).

### Normativa sobre el derecho a la vida y la personalidad jurídica
La Constitución general sí contiene algunos artículos que tratan, de manera genérica, sobre el bien constitucional valioso de la vida. Sin embargo, no hay ninguna referencia que otorgue personalidad jurídica plena a fetos y embriones. Tampoco existen blindajes absolutos a la vida en gestación o alguna determinación que asegure que la vida inicia desde el momento de la fecundación.
Únicamente los códigos civiles, tanto el federal como los locales, de manera muy contradictoria, señalan que los derechos y beneficios contenidos en dichos documentos se adquieren, disfrutan y pueden hacerse valer después del nacimiento. Pero también, en la gran mayoría se enfatiza que el nasciturus puede ser designado para acceder a ciertos privilegios como heredar, legatar o donar, siempre y cuando se cumplan con ciertos requisitos sobre su viabilidad (tradición del Derecho Romano). No se trata entonces de un reconocimiento a la vida como un bien jurídico tutelado (como sí lo hacen los códigos penales a través de sanciones) como algunos grupos conservadores, religiosos y antiderechos pudieran llegar a malinterpretar
Igualmente, México ha firmado y ratificado una serie de tratados internacionales sobre el derecho a la vida. Ahora bien, tanto el Estado mexicano como diversos órganos internacionales encargados de supervisar el cumplimiento de esas convenciones han emitido una serie de manifestaciones para evitar malentendidos en el tema del aborto legal:
- La Declaración interpretativa de 1981 al artículo 4.º de la Convención Americana sobre Derechos Humanos donde se señala que el derecho a la vida estará protegido por la ley y, en general, a partir del momento de la concepción. Como dicha disposición utiliza la expresión "en general", el Estado mexicano considera que adoptar o mantener en vigor una legislación sobre esta materia forma parte del dominio reservado de cada país. Por lo tanto, no existe ninguna obligación para que la legislación mexicana reconozca que la vida inicia a partir de la concepción.
- la Resolución No. 23/81 al caso 2141 ("Baby Boy") de 1981 por parte de la CIDH que indica que la redacción original del artículo 4.º de la Convención Americana sobre Derechos Humanos se hizo de tal manera para evitar ser restrictiva en el tema del aborto legal y electivo. Entonces, cada país puede decidir libremente y como mejor le convenga.
- La Observación General No. 6 del año de 1982 por parte del Comité de Derechos Humanos de Naciones Unidas (CDH) que menciona que el derecho a la vida del artículo 6.º del Pacto Internacional de Derechos Civiles y Políticos (PIDCP) no puede entenderse de manera coercitiva con prohibiciones al aborto legal y electivo que pongan en riesgo la salud y la vida de las mujeres y personas gestantes. Entonces, la protección de este derecho exige que los países adopten medidas positivas.

Como el derecho a la vida está implícito, entre 2000 y 2020, varias entidades federativas reformaron sus constituciones para otorgar garantías absolutas a los productos de la concepción, pero esto fue declarado inconstitucional en septiembre de 2021 por la SCJN (AI 106/2018 y AI 107/2018). La protección de la vida en gestación debe ser respetuosa de los derechos sexuales, reproductivos y de acceso a la salud de las mujeres y las personas gestantes. En términos legales, embriones y fetos no son considerados personas; cuentan con protecciones que aumentan conforme avanza el embarazo, sin prevalecer sobre los derechos de las personas nacidas. La vida del producto de la concepción se protege mediante cuidados prenatales, pero solo si la mujer o persona gestante decide continuar con su embarazo hasta término. La Constitución general y el Congreso de la Unión son los únicos facultados para definir explícitamente el origen de la vida humana, el concepto de persona y los derechos humanos, algo que aún no se ha realizado.

Entonces, actualmente cualquier persona con capacidad de gestar en México puede interrumpir su embarazo por decisión propia en sus primeras etapas. Asociaciones, colectivas y organizaciones feministas a favor del aborto legal han buscado establecer un límite mínimo de 12 semanas para garantizar el ejercicio de este derecho. Y de hecho, existe ya una acción de inconstitucionalidad en trámite ante la SCJN debido a que en Aguascalientes se redujo el límite legal de 12 a 6 semanas.
| Entidad federativa  | Artículo                  | Año de aprobación         | Año de derogación         | Consideraciones |
| ------------------- | ------------------------- | ------------------------- | ------------------------- | --- |
| Aguascalientes      | 2.º                       | 2021                      | Pendiente                 | Declarado inconstitucional el 10 de octubre de 2022 por la sentencia AI 72/2021 de la SCJN. |
| Baja California     | 7.º                       | 2008                      | Pendiente                 | El Pleno de la SCJN discutió el tema el 28 de septiembre de 2011 a través de la acción de inconstitucionalidad AI 11/2009. Una mayoría simple votó por la invalidez, pero se necesitaba un sufragio más para declararla  |
| Baja California Sur | Nunca hubo candado alguno | Nunca hubo candado alguno | Nunca hubo candado alguno | Nunca hubo candado alguno |
| Campeche            | Nunca hubo candado alguno | Nunca hubo candado alguno | Nunca hubo candado alguno | En 2021 se intentó modificar el artículo 6.º pero nunca entró en vigor. |
| Chiapas             | 4.º                       | 2009                      | 2024                      | Decreto 018 del 21 de noviembre de 2024 en el Periódico Oficial de la entidad. |
| Chihuahua           | 5.º                       | 1994                      | Pendiente                 | Debe ser reformado |
| Ciudad de México    | Nunca hubo candado alguno | Nunca hubo candado alguno | Nunca hubo candado alguno | Nunca hubo candado alguno |
| Coahuila            | Nunca hubo candado alguno | Nunca hubo candado alguno | Nunca hubo candado alguno | Existe en el artículo 173.º una disposición ambigua desde 1989. |
| Colima              | 2.º                       | 2009                      | 2021                      | Decreto 90 del 24 de noviembre de 2021 en el Periódico Oficial de la entidad. |
| Durango             | 3.º                       | 2009                      | Pendiente                 | Debe ser reformado |
| Guanajuato          | 1.º                       | 2009                      | Pendiente                 | Debe ser reformado |
| Guerrero            | Nunca hubo candado alguno | Nunca hubo candado alguno | Nunca hubo candado alguno | Nunca hubo candado alguno |
| Hidalgo             | Nunca hubo candado alguno | Nunca hubo candado alguno | Nunca hubo candado alguno | Nunca hubo candado alguno |
| Jalisco             | 4.º                       | 2009                      | Pendiente                 | Debe ser reformado |
| Estado de México    | Nunca hubo candado alguno | Nunca hubo candado alguno | Nunca hubo candado alguno | Nunca hubo candado alguno |
| Michoacán           | Nunca hubo candado alguno | Nunca hubo candado alguno | Nunca hubo candado alguno | Nunca hubo candado alguno |
| Morelos             | 1.º Bis                   | 2008                      | Pendiente                 | Debe ser reformado |
| Nayarit             | 7.º                       | 2009                      | Pendiente                 | Debe ser reformado |
| Nuevo León          | 1.º                       | 2019                      | Pendiente                 | Declarado inconstitucional el 26 de mayo de 2022 por las sentencias AI 41/2019 y AI 42/2019 de la SCJN. |
| Oaxaca              | 12.º                      | 2009                      | 2021                      | Decreto 43 del 23 de octubre de 2021 en el Periódico Oficial de la entidad. |
| Puebla              | 26.º                      | 2009                      | Pendiente                 | Debe ser reformado |
| Querétaro           | 2.º                       | 2009                      | Pendiente                 | Debe ser reformado |
| Quintana Roo        | 13.º                      | 2009                      | Pendiente                 | Debe ser reformado |
| San Luis Potosí     | 16.º                      | 2009                      | 2025                      | El Pleno de la SCJN discutió el tema el 29 de septiembre de 2011 a través de la acción de inconstitucionalidad AI 62/2009. Una mayoría simple votó por la invalidez, pero se necesitaba un sufragio más para declararla. |
| San Luis Potosí     | 16.º                      | 2009                      | 2025                      | Decreto 0205 del 27 de mayo de 2025 en el Periódico Oficial de la entidad. |
| Sinaloa             | 4.º Bis                   | 2018                      | 2022                      | Declarado inconstitucional el 9 de septiembre de 2021 por las sentencias AI 106/2018 y AI 107/2018 de la SCJN. Decreto 043 del 8 de abril de 2022 en el Periódico Oficial de la entidad.                                 |
| Sonora              | 1.º                       | 2009                      | Pendiente                 | Debe ser reformado |
| Tabasco             | Nunca hubo candado alguno | Nunca hubo candado alguno | Nunca hubo candado alguno | Nunca hubo candado alguno |
| Tamaulipas          | 16.º                      | 2010                      | Pendiente                 | Debe ser reformado |
| Tlaxcala            | Nunca hubo candado alguno | Nunca hubo candado alguno | Nunca hubo candado alguno | Nunca hubo candado alguno |
| Veracruz            | 4.º                       | 2017                      | Pendiente                 | Declarado inconstitucional el 30 de mayo de 2022 por la sentencia AI 85/2016 de la SCJN. |
| Yucatán             | 1.º                       | 2009                      | Pendiente                 | Debe ser reformado |
| Zacatecas           | Nunca hubo candado alguno | Nunca hubo candado alguno | Nunca hubo candado alguno | Nunca hubo candado alguno |
| México              | Nunca hubo candado alguno | Nunca hubo candado alguno | Nunca hubo candado alguno | Nunca hubo candado alguno |

| Aborto electivo permitido. Nunca hubo blindaje alguno. Aborto electivo permitido. El blindaje ya fue reformado. Aborto electivo permitido. El blindaje aún debe ser reformado. Aborto electivo restringido. El blindaje aún debe ser reformado. Aborto electivo restringido. Nunca hubo blindaje alguno. |

## Historia

### Mesoamérica prehispánica

Códice Florentino, manuscrito conocido también como Historia General de las cosas de Nueva España. Libro 6, Capítulo 27: "de como una matrona parienta […] habla a la partera para que se encargue del parto de la preñada y de cómo la partera responde aceptando el ruego".

De manera general, comparado con los estándares contemporáneos, debido a la alta mortalidad y la baja esperanza de vida de las sociedades antiguas, el éxito de la supervivencia de la comunidad dependía de una tasa de natalidad alta, por lo que la maternidad era crucial para que los pilares de sus economías se fortalecieran en los campos de la agricultura, la producción artesanal, el comercio y, sobre todo, la defensa militar. En casi todas las culturas mesoamericanas, las mujeres eran educadas para cumplir con ciertos “papeles complementarios”: la procreación y el cuidado únicamente dentro del vínculo matrimonial, pues en la mayoría los casos, la castidad de las mujeres jóvenes y solteras era obligatoria. Para la gran mayoría de las comunidades indígenas en México, la fertilidad era, y sigue siendo, una “bendición”.
Es por eso que la partería, actividad compuesta totalmente por mujeres, tenía un rol central, prestigioso y sagrado; como lo atestiguo Bernardino de Sahagún en su Historia general de las cosas de Nueva España. Aquellas comadronas contaban con conocimientos empíricos en farmacología adquiridos a través de muchas generaciones de observación, práctica y experimentación. Conocían hierbas medicinales como el barbasco (dioscorea composita) que utilizaban para interrumpir los embarazos, como lo expuso Francisco de Villacastín en sus Relaciones Geográficas.
A diferencia de los mayas y los zapotecas, la sociedad mexica, de la cual se ha estudiado más sobre este tema, era abiertamente sexista y patriarcal. Su sexualidad estaba plagada de tabúes y todos los aspectos de su vida privada estaban condicionados fuertemente por el Estado. A las mujeres se les imponía el matrimonio desde una edad temprana y se les amenazaba con penas muy severas por trasgredir ese “orden”. Por ejemplo, si rechazaban a sus pretendientes corrían el riesgo de ser violadas. Igualmente, el lesbianismo, la carnalidad premarital o extraconyugal, el infanticidio o el aborto se castigaba con pena de muerte. Sobre este último, la sentencia era el ahogamiento, tanto para la usuaria (netlatlaxilixtli) como para la partera (temixihuitiani) que la auxiliaba (nitetla tlaxilia). Sin embargo, solo se le permitía esta práctica a las concubinas o esposas secundarias de los gobernantes (tlatoanis) pues de esa manera se creía que se evitarían disputas políticas o nobiliarias. La obstinación a la maternidad era tal que se decía que la parturienta que moría dando a luz era reconocida como una cihuateteo; una guerrera cuyo espíritu servirá en el Tonatiuhichan.

### Nueva España
En ciertos aspectos, la herencia cultural de la Europa Medieval no fue muy diferente al de los mexicas prehispánicos. Así, la sociedad novohispana también era misógina, aunque las condiciones de vida de las mujeres podían ser ligeramente mejores según el grupo étnico al que pertenecían. Tanto la anticoncepción como el aborto se mantenían en estricto secreto, por lo que sus vestigios históricos son muy tenues o incluso borrados. En todo caso, se sabe que lo practicaban casadas, viudas y solteras; ya sea “de familias decentes”, trabajadoras sexuales y hasta monjas de clausura. Se recurría a él para “evitar la deshonra y la vergüenza” de procrear un hijo fuera del matrimonio y terminar así en un convento, para eludir la necesidad de casarse al embarazar a una “doncella”, para evitar la separación de los cónyuges ante la evidencia de un adulterio, para ocultar un incumplimiento a la castidad, para encubrir una agresión sexual o simplemente como una medida terapéutica. Se cree que el término “mal parto”, con el que las personas a veces se referían a su descendencia, funcionaba como un eufemismo sobre este procedimiento.
La mayoría de la normatividad penal de los virreinatos americanos provenía del reino de Castilla, que a su vez estaba muy influenciada por la religión cristiana. Se destacan dos cuerpos legislativos: el Fuero Juzgo (que es la traducción del Liber Iudiciorum de los visigodos) y las Siete Partidas o Libro de las Leyes (redactadas durante el reinado de Alfonso X “el Sabio”). Tomando esta última como ejemplo, el ¡¡Título VIII de la Partida Séptima, señalaba dos tipos de castigos por interrumpir un embarazo, ya sea por ingesta de hierbas o por golpes sobre el vientre: la pena capital (si el producto de la gestación aún estaba vivo dentro del útero); o con el destierro durante 5 años (si el feto no lo estaba). No obstante, se tenían muchos cabos sueltos ya que nunca se especificó que tribunal aplicaría dichas sanciones, que autoridad investigaría sobre la posible transgresión o que procesos se utilizarían para corroborar el delito. Aunque se le equiparaba al homicidio, se cree que la apatía de las fiscalías y de la sociedad era muy fuerte pues los registros que se pueden encontrar en la Sala del Crimen de la antigua Real Audiencia de México (en la actual Ciudad de México) son muy escasos. Probablemente no existía la costumbre de denunciarlo o no había mucho interés en perseguirlo.

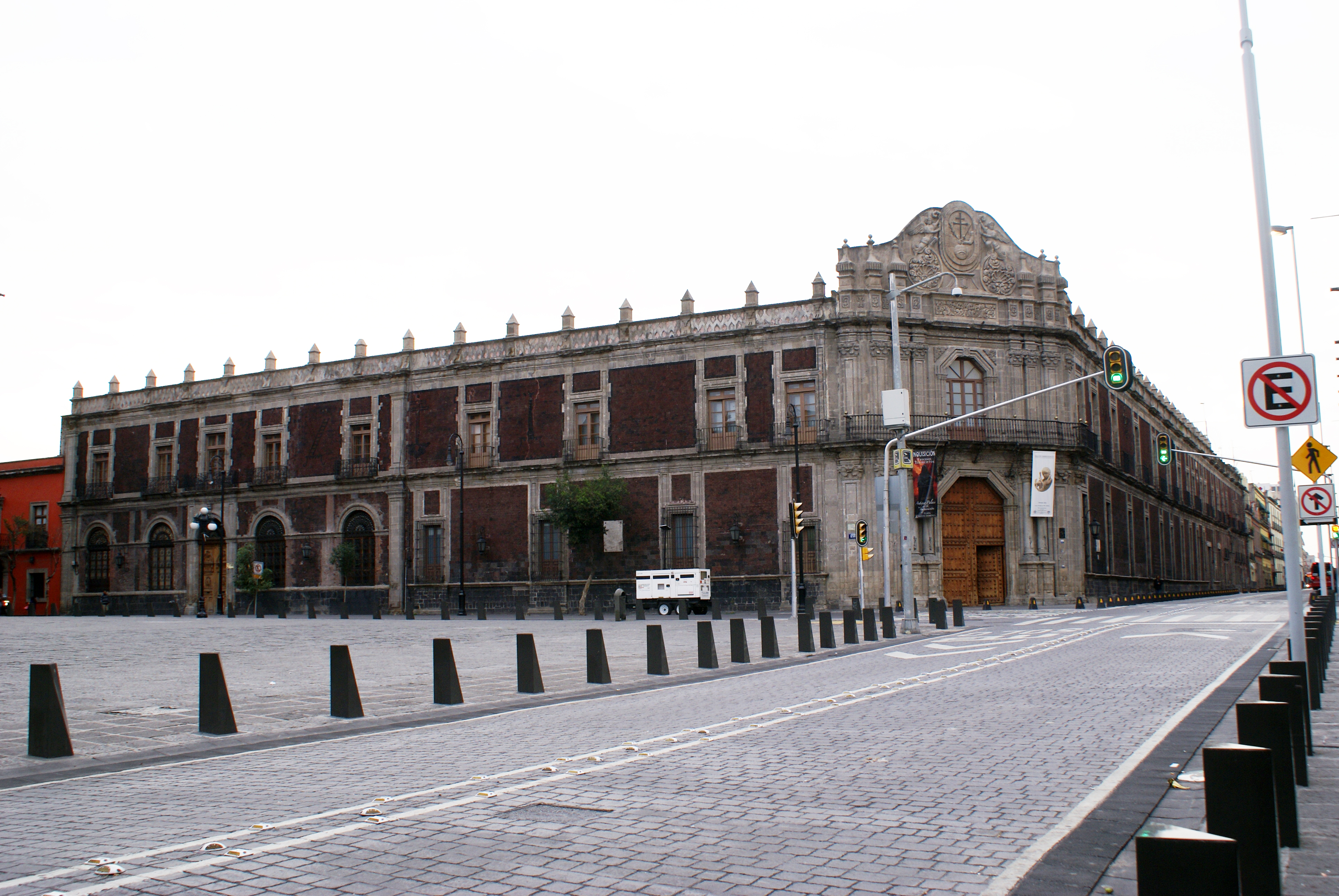
Antigua sede del Tribunal del Santo Oficio y actual Palacio de la Escuela de Medicina en el Centro Histórico de la Ciudad de México.

Por su parte, para la Iglesia católica de ese entonces, el aborto no se consideraba una herejía ni un homicidio debido a que el feto carecía de raciocinio hasta su nacimiento. Pero sí era (y sigue siendo) un pecado mortal siempre y cuando sea consumado y no se produzca de manera natural o espontánea. El castigo correspondiente era (y aún lo es) únicamente la excomunión, aunque algunos autores mencionan que existien algunos casos donde las parteras (sobre todo indígenas, mulatas y mestizas) fueron acusadas por el Tribunal del Santo Oficio y por lo tanto torturadas y atormentadas. Para las personas de esa época, la excomunión era un castigo muy severo ya que no solo afectaba su vida litúrgica sino además se le aislaba socialmente y se le suspendían sus derechos civiles: no podía tratar con otras personas, lo que le impedía hacer negocios, y no tenía autorizada la sepultura en los cementerios. Si bien la oposición religiosa se fundamenta en el 5.ª mandamiento (no matarás), en realidad se obligaba a tener descendencia, también dentro de la "unión legítima", para educarla en la fe según la doctrina del sacramento del matrimonio. Por eso mismo no se prestó mucha atención a las prácticas abortivas de los solteros. A diferencia de la justicia secular, la persecución eclesiástica pudo ser mayor debido a la necesidad de confesar los pecados.
Tanto el poder civil como el religioso tenían la creencia del “fruto humano”, es decir, que el feto en realidad era un apéndice de la madre que no se independizaba hasta el momento del nacimiento. Se tenía a la “animación”, cuando supuestamente el alma de ese ser se creaba y manifestaba su existencia mediante movimientos en el vientre materno, como el momento en el cual la imputación podía ser procedente. Se decía que ese acontecimiento ocurría a los 40 días, si el feto era masculino; o a los 80 días, si el producto de la concepción era femenino. Entonces, si la interrupción se realizaba antes de ese plazo, no existía delito o pecado alguno. Todo esto hacía que la aplicación de la justicia fuera muy compleja.
A diferencia de los mesoamericanos y al igual que en Europa, en la Hispanoamérica colonial la partería no gozó de mucha reputación por ninguna autoridad hasta mediados del siglo XVIII. El Real Tribunal del Protomedicato la toleraba debido a que los médicos no se dedicaban a ella pues consideraban a la obstetricia como “denigrante” y hasta "repugnante". Existían algunos hombres legalmente autorizados para el ejercicio de la profesión quienes eran llamados "cirujanos romancistas" ya que no contaban con ningún estudio al respecto. Igualmente, las comadronas carecían de instrucción formal y parte de sus conocimientos estaban basados en tradiciones europeas, americanas (indígenas) y africanas; ya sean supersticiones un tanto ridículas (rezos, magia y amuletos), métodos de dudosa eficacia (brebajes, ungüentos, polvos), pero también costumbres de una muy buena calidad terapéutica e higiénica (baños temazcales). Algunos aseguran que la educación obstétrica comenzó en la Nueva España con la fundación del Real Colegio de Cirugía en 1768, mientras que otros mencionan que fue hasta 1804 en respuesta a una ordenanza general aprobada por Carlos IV (la Real Cédula del 6 de mayo). Lo anterior se tradujo en una alta mortalidad de mujeres y niños, sobre todo hacia finales del virreinato. Por lo tanto, la Inquisición solía perseguir a las parteras por “charlatanería” o “brujería”. Ellas no sólo ayudaban a las mujeres en los cuidados prenatales, posnatales y el parto. También auxiliaban a las embarazadas que deseaban interrumpir sus embarazos o intentaban convencerlas de no realizar tales actos; inclusive podían llegar a denunciarlas, de manera secreta, para que los sacerdotes intervinieran y lo evitaran. Creían que, si una mujer embarazada dejaba de pedir cosas que se le antojaban, por vergüenza, y nadie cumplía estos deseos, el aborto podía provocarse. También se decía que las constituciones astrales, el aire, lugares muy frescos o las relaciones sexuales excesivas durante el embarazo podían causar emergencias obstétricas. Así mismo, recomendaban el uso de la ruda (ruta graveolens) que desde los antiguos romanos suele decirse que tiene efectos anticonceptivos y abortivos, aunque su efectividad nunca ha sido comprobada. Es más, hoy se sabe que puede ser tóxica.

### SigloXIX
Es una época marcada por intensas convulsiones y contradicciones tanto políticas como sociales. México deja de ser una posesión española, pero hasta la restauración juarista, cualquier intento de imposición duradera de un único cuerpo legal fue prácticamente imposible por las distintas guerras civiles en el país entre liberales y conservadores. Todas las facciones compartían el anhelo napoleónico de codificación para así dejar atrás "el desorden y la anarquía" de las dispersas leyes heredadas de la Nueva España, pero nadie se ponía de acuerdo en la configuración del nuevo Estado (republicano o monárquico, federal o unitario, laico o confesional). Conviven entonces las disposiciones del Antiguo Régimen junto a nuevos reglamentos inspirados en el espíritu revolucionario burgués. Por lo que a manera de jurisprudencia, las autoridades mexicanas tenían que interpretar todo ese complicado acervo al momento de impartir justicia. De esta manera, nacen adaptaciones locales que no siempre solían abordar el tema del aborto, como el Novísimo Sala Mexicano, el Nuevo Febrero Mexicano o las Pandectas Hispano-mejicanas. Destacan esas últimas pues siguen imponiendo pena de muerte o destierro, aunque se desconoce si realmente alguna vez se ejecutaron esas sentencias.
Fue hasta 1871 cuando se publicó el Código Penal para el Distrito y Territorios Federales, el cual fue vigente hasta 1924. A manera de resumen:
- El artículo 569 señalaba, sin aludir en ningún momento la protección de la vida humana, que el delito de aborto era la extracción o expulsión del producto de la concepción provocados por cualquier medio, sin que seas necesarios y sin importar el momento de la preñez. Ahora bien, se puntualiza que a partir del octavo mes del embarazo recibiría el nombre de "parto prematuro artificial", pero en ambos casos la sanción sería igual.

- Los artículos 570 y 572 establecían las dos únicas causales de no punibilidad, siendo estas la de peligro de muerte (a juicio de dos especialistas y siempre que no sea peligrosa la demora) y conducta culposa.

- El artículo 571 establecía que sólo podía sancionarse el acto consumado. No se hacía distinción entre una acción voluntaria y una forzada.

- El artículo 575 castigaba con 4 años de cárcel ya sea a la mujer o al colaborador, cuando no existía violencia física o moral; o con 6 años de prisión, solo al colaborador, cuando se causaba violencia física o moral. Si el colaborador era parte del personal “calificado” y provocaba la muerte de manera dolosa, entonces merecía la pena capital.

- El artículo 579 establecía 3 atenuantes por "honor": que la mujer no tenga “mala fama”, que haya logrado ocultar su embarazo y que éste sea fruto de una "unión ilegítima". Si se reunían las 3 condiciones, el tiempo que se debía purgar en la cárcel se reducía a 2 años. Si faltaba la primera, la segunda o ambas; se aumentaba un año por cada una. Si no se cumplía con la última condición, se dictaban 5 años de privación de la libertad.

El último tercio de este siglo estuvo dominado por el régimen tiránico del presidente Porfirio Díaz Mori. Se buscó pacificar al país para permitir, con una desigualdad brutal, el desarrollo industrial y la prosperidad de una élite obsesionada con Europa. Así, el documento fue reformado varias veces durante esta época para usarlo como una herramienta de control y represión social.

En México se consignaron políticas higienistas donde el personal médico, en su mayoría hombres, estaban encargados de combatir los "vicios infractores de la naturaleza". Algunos de ellos, como Luis Hidalgo y Carpio o Gustavo Ruíz Sandoval, redactaron documentos de interés jurídico como el propio Capítulo IX, Título Segundo (sobre delitos contra las personas cometidos por particulares) del Código Penal de 1871 o el Compendio de medicina legal de 1877. En este último se confirma que, basados en las estadísticas criminales y los altos índices de natalidad del país, la práctica del aborto fue quizás muy poco frecuente o la denuncia y la persecución no era habitual. La medicina legal llena ese vacío que tenían los procesos judiciales para comprobar si un aborto merecía o no castigo. Fuera del ámbito penal, muchos profesionales de la salud también tendrán una labor educativa. En lugar de denunciar y generar escándalos, buscaran la sensibilización de los convalecientes para evitar así la repetición de ciertas conductas "incorrectas". Los médicos pretendían así ayudar al gobierno a alejar a las mujeres de actividades "depravadas y peligrosas contra el sentido genésico" como eran la prostitución, la masturbación, el lesbianismo, la contracepción y el aborto.  Debido a las nuevas legislaciones sobre la confidencialidad de los pacientes, el prestigio de los especialistas médicos crece y comienza a reemplazar al de los sacerdotes. 

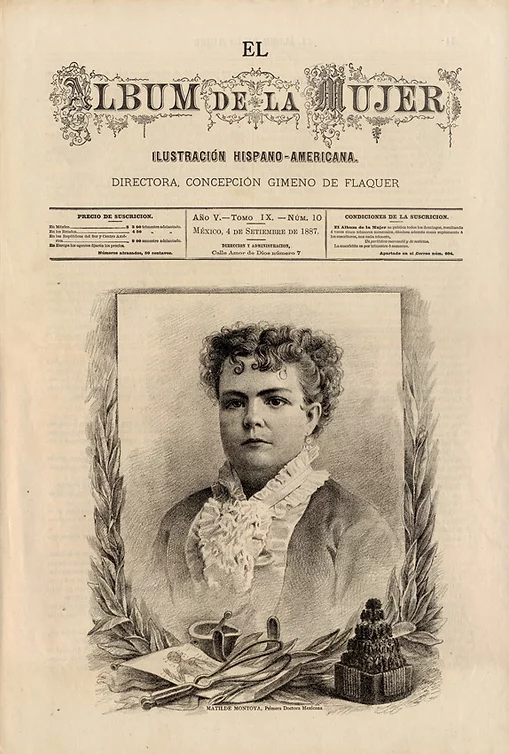
Portada del periódico femenino El Album de la Mujer, donde aparece la médica Matilde Montoya Lafragua, con fecha del 4 de septiembre de 1887.

Como parte de la reconciliación, el presidente Porfirio Díaz Mori buscó mejorar la relación con Iglesia Católica, profundamente deteriorada por la consolidación del Estado laico en 1857, durante la administración del presidente Benito Juárez (la proclamación de las Leyes de Reforma y la Constitución Federal de los Estados Unidos Mexicanos). La moral pública de porfiriato (así como la victoriana en el Reino Unido, será bastante hipócrita ya que si las transgresiones se realizaban "de manera discreta y sin ofender el pudor", los castigos se reducían o simplemente desaparecían. Aunque la Inquisición se había extinguido desde 1820, la censura religiosa al aborto se endureció en 1869 cuando el Papa Pío IX, a través de la bula Apostolicae Sedis (basada en presuntas investigaciones científicas) eliminó la distinción entre feto inanimado y animado. Desde entonces, la Iglesia aboga por reconocer la vida desde la concepción. No obstante, la sociedad mexicana dejará de temer cada vez más a la excomunión.
Es durante este episodio que el feminismo llega a México. El ímpetu decimonónico de modernidad también incluye la educación profesional femenina, pero sin descuidar las labores de ama de casa. El régimen consideraba que las mujeres contribuirían al orden y el progreso armónico de la Nación al casarse, tener hijos y educarlos como buenos ciudadanos; pero también accediendo a ciertas escuelas para formarlas en carreras cortas y percibidas como serviciales: maestras, secretarias, periodistas, parteras y enfermeras. Había entonces profesiones "reservadas a los hombres" o de "actividades exclusivamente masculinas", como la medicina o la ciencia, por lo que las mujeres que quisieran cursar esos estudios se encontraban con muchas trabas y obstáculos. Esto le sucedió a Matilde Montoya Lafragua, la primera médica graduada en México en 1887 quien además estaba titulada como enfermera y obstetra desde 1880. Alrededor de ella hubo una campaña difamatoria orquestada tanto por tradicionalistas, como por religiosos y hasta por sus compañeros y profesores. Ella por su parte fue una ferviente defensora de la profesionalización de la partería, sobre todo para ayudar a mujeres pobres. Se desconoce su postura sobre la interrupción del embarazo.
En un país donde el analfabetismo era aproximadamente del 80%, serán sobre todo las mujeres aristocráticas las que podrán difundir los nuevos ideales femeninos. Así surgen revistas, periódicos y semanarios exclusivos para ellas, donde sólo participaban mujeres (para evitar los prejuicios y burlas de los hombres); como La Mujer Moderna, El Álbum de la Mujer o Violetas del Anáhuac. La mayoría de estos medios impresos contaban con el apoyo y beneplácito tanto de las autoridades en el gobierno como de sus esposas, por lo que, aunque se trataban temas "transgresores", siempre tuvieron un límite especialmente en lo político.

### SigloXX

#### Primer tercio

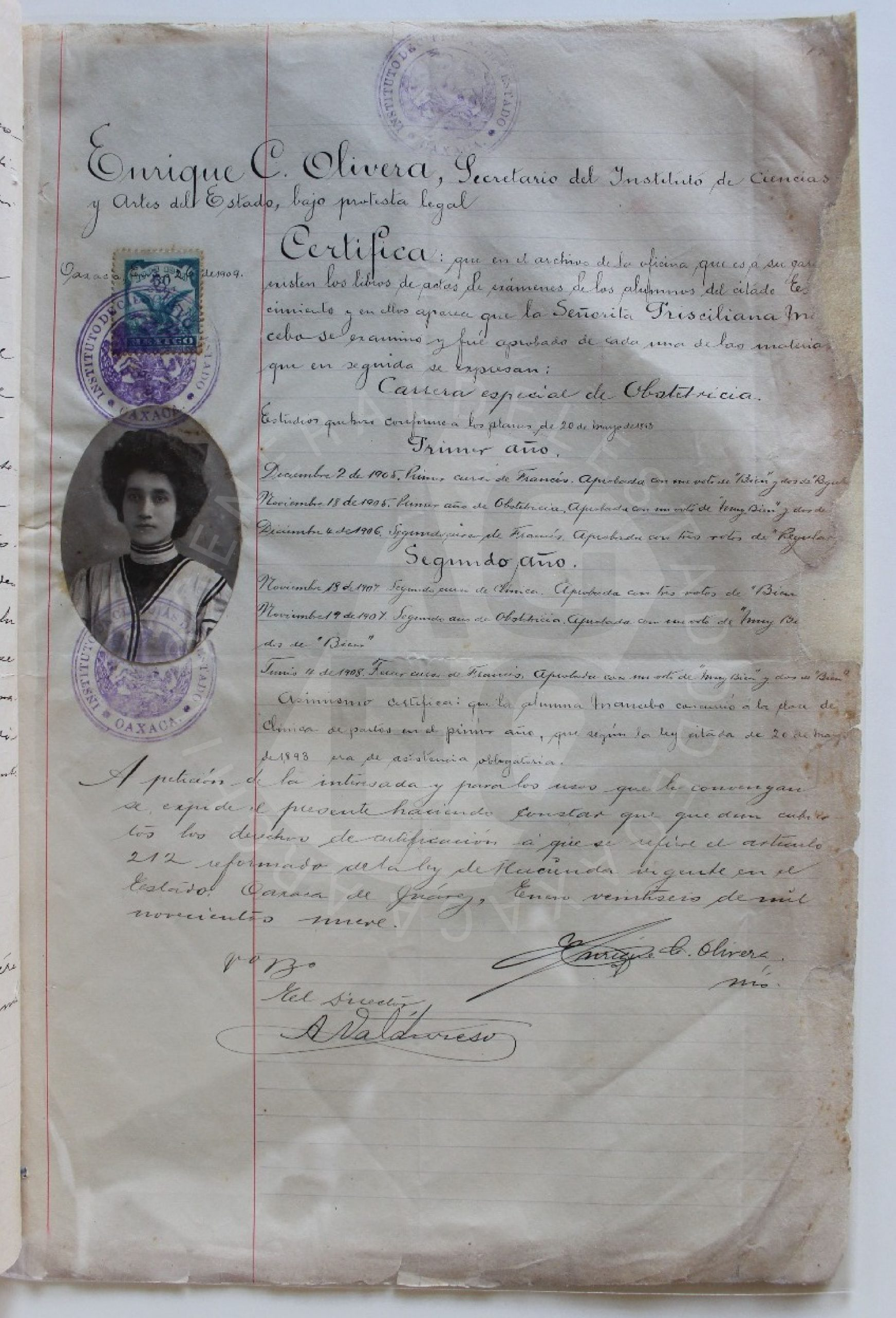
Certificado de estudios de Prisciliana Mancebo.

Durante los últimos años de la dictadura porfirista, el positivismo domina tanto a la burguesía como al gobierno del país, por lo que se buscaba incidir en la educación con una orientación científica. Como legado de esto, en el Archivo General del Estado de Oaxaca (AGEO) se encuentra resguardada la tesis presentada en 1909 por Prisciliana Mancebo, alumna del Instituto de Ciencias y Artes del Estado (perteneciente a la Facultad de Medicina de Oaxaca) para aprobar (de manera satisfactoria) el examen profesional correspondiente para obtener el título de Obstetricia. Se denomina El aborto y se centra en la interrupción espontánea del embarazo antes del inicio del tercer trimestre (previo a la viabilidad extrauterina). Consta de 6 secciones: Introducción, Definición, Etiología, Síntomas, Diagnóstico, Pronóstico y Tratamiento. Lamentablemente, se desconocen más detalles de la biografía de esta persona.
La década de 1910 estará atravesada por diversos conflictos armados de lo que colectivamente se conoce como la Revolución mexicana. Esto trajo cambios radicales pues esta vez las mujeres, de todos los estratos, no solo se rebelan contra el régimen político sino también de los roles tradicionales impuestos con anterioridad. Así, a pesar del fuerte y arraigado machismo, muchas participaron activamente tanto dentro como fuera del campo de batalla. Muchas escalaron hasta altos rangos en sus respectivos ejércitos consolidando así amistades cercanas con los líderes principales. Si bien la población mexicana de la época se declaraba abrumadoramente religiosa, existía también un importante anticlericalismo pues muchos de los insurrectos percibían a la Iglesia Católica como corrupta y cómplice de las injusticias de la dictadura de Porfirio Díaz Mori (entre 1877 a 1911) y de la de Victoriano Huerta Márquez (entre 1913 y 1914). Es por lo anterior que durante la última etapa, la constitucionalista (en el marco de la presidencia de Venustiano Carranza Garza), algunas se ven impulsadas a formar agrupaciones para denunciar sobre todo la desigualdad política, aunque también la económica y social, que sufren sus correligionarias. Son los inicios de la primera ola feminista que afortunadamente, se ve parcialmente favorecida por algunas administraciones locales (como en el sureste donde se declaran socialistas). En 1916 organizan el Primer Congreso Feminista de Yucatán. Será en ese seminario donde Hermila Galindo propone liberar la educación, a través de la ciencia, de los dogmas supersticiosos del Clero, enseñando a las niñas y jóvenes sobre su anatomía, biología y deseo sexual. Posteriormente, en 1919, Elvia Carrillo Puerto recorre ese mismo estado con las Ligas de Resistencia Feministas para que las mujeres indígenas, campesinas y obreras escucharan su mensaje a favor de la anticoncepción, la prevención de infecciones de transmisión sexual y el derecho al amor y la sexualidad libre. Sin embargo, no todas las revolucionarias estuvieron de acuerdo con estos ideales.
En los años 1920, durante las administraciones de Álvaro Obregón Salido y Plutarco Elías Calles, se pretende "reconstruir la Nación" devastada por casi una década de guerra civil. Es por eso que la élite científica e intelectual explora la eugenesia y la profilaxis por medio de políticas en beneficio de la salud materno-infantil, pero también de otras que hoy en día se consideran reprobables como la esterilización forzada. Se buscaba entonces "depurar" a la sociedad mexicana de los elementos que, según ellos, consideraban como "factores de atraso y degeneración". Las médicas de la época, entre las cuales habían algunas feministas, empiezan a empaparse en el tema del aborto y la anticoncepción. También regresan las "buenas costumbres" y la visión anticuada de los roles femeninos: parir y criar. Aunque ahora cuentan con pocas ventajas legales, como el divorcio, para el nuevo nacionalismo revolucionario ser madre seguirá siendo una labor patriótica y ciudadana que todas las mexicanas deberían cumplir. De hecho, en 1922, el entonces secretario de Educación Pública, José Vasconcelos, junto con el fundador del diario Excélsior, Rafael Alducin, establecieron que el 10 de mayo fuera el Día de la Madre en el país. Algunos autores, como Marta Lamas, señalan que esa estrategia buscaba frenar las reivindicaciones del feminismo radical yucateco. Se dice también que la presión ejercida tanto por la Constitución Política de los Estados Unidos Mexicanos (promulgada en 1917) como por los presidentes de esta época contra la jerarquía eclesiástica, no buscaba realmente liberar las conciencias de la sociedad, sino cambiar el centro de gravedad de la moral pública mexicana (del Clero hacia el gobierno). Aun así, entre 1926 y 1929, estalla la Guerra Cristera en las regiones más conservadoras del país, la cual termina otra vez con una tregua: el Estado se mantendrá al margen de los asuntos de la Iglesia católica mientras esta no se exhiba públicamente. Lo anterior hizo que esa institución religiosa buscara a grupos de la sociedad civil para manifestarse por medio de ellos. No obstante, una parte importante de la élite artística prefiere transgredir y vivir fuera de esos paradigmas que censuraban el placer, el erotismo y la sensualidad. Tal fue el caso de Carmen Mondragón Valseca (Nahui Ollin), Tina Modotti o Frida Kahlo. Igualmente, a finales de esta década se funda el Partido Nacional Revolucionario (PNR) con el objetivo de aglutinar diferentes facciones económicas y sociales, inclusive totalmente opuestas, y consolidarse como partido populista y hegemónico.  
Al inicio de la década de 1930, en el Maximato (durante los gobiernos de Emilio Portes Gil, Pascual Ortiz Rubio y Abelardo Rodríguez Luján) se introduce la educación sexual en las escuelas públicas. La medida ocasionó protestas desde 1932 por parte de la Unión Nacional de Padres de Familia (colonizada desde entonces y hasta la fecha por actores conservadores y religiosos), por lo que dos años después, en 1934, se desechó. El nuevo sexenio, el de Lázaro Cárdenas, fue más cercano a las corrientes marxistas, campesinas y obreras del PNR. Aunque siempre trató de reconciliarse con el Clero sin traicionar su proyecto político, hacia 1937, los fanáticos religiosos inspirados por las corrientes autoritarias de "tercera vía" en Europa (como el franquismo en España, el salazarismo en Portugal y el austrofascismo de Engelbert Dollfuss) fundan en Guanajuato, la Unión Nacional Sinarquista. 

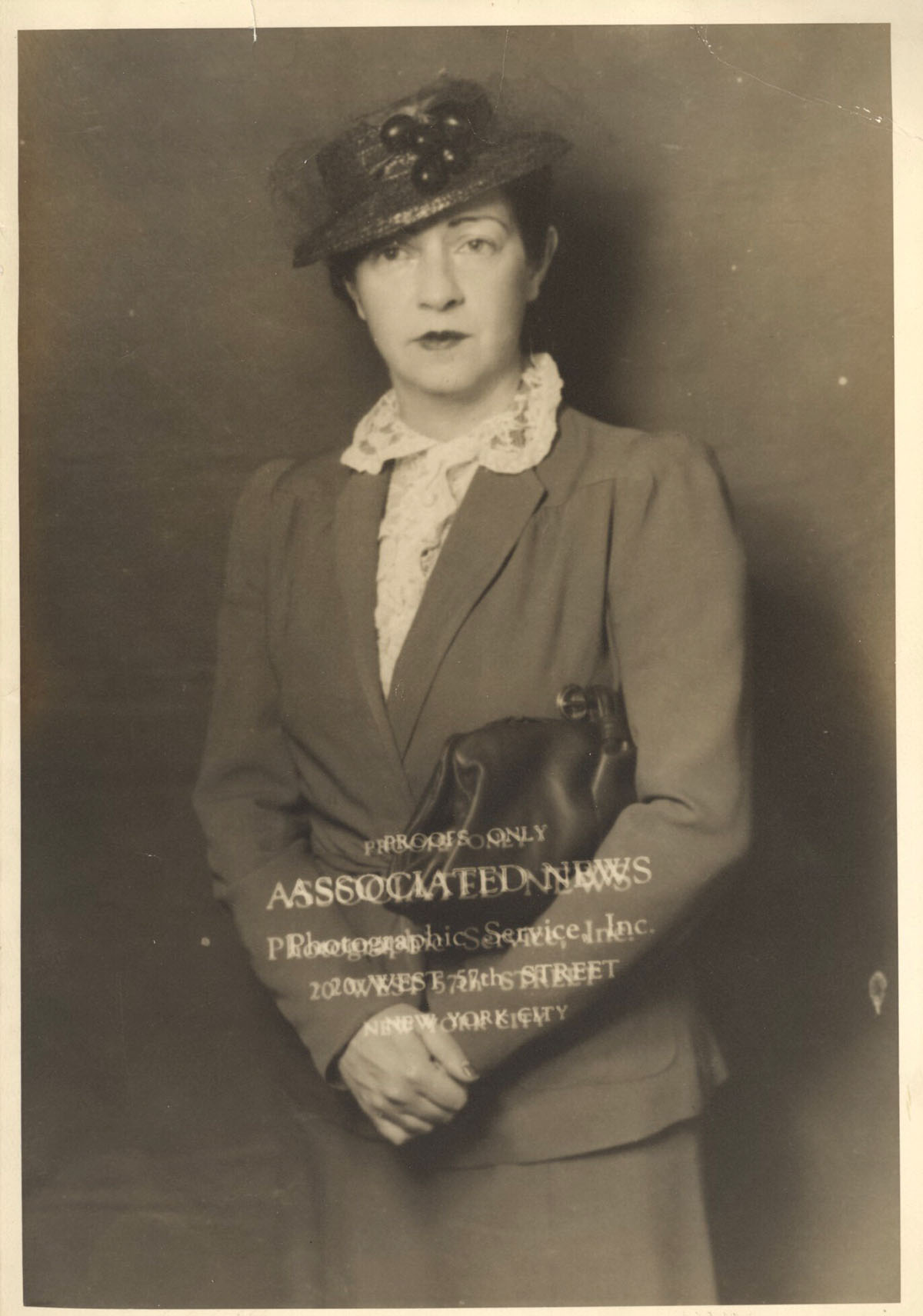
La doctora Matilde Rodríguez Cabo en un viaje a la ciudad de Nueva York.

En todo caso, las feministas, de todas las corrientes ideológicas, forman en 1935 el Frente Único Pro Derechos de la Mujer (FUPDM) con personalidades como Consuelo Uranga, Adelina Zendejas, María del Refugio García o Benita Galeana; para demandar una vez más tanto derechos políticos (en mayor medida) como derechos civiles (en menor medida). Es en 1931 cuando la médica psiquiatra Matilde Rodríguez Cabo aborda, por primera vez, el aborto por causas socioeconómicas. Ella tenía una profunda simpatía hacia la Unión Soviética (donde esta práctica había estado totalmente liberalizada entre 1920 y 1936) por lo que propone despenalizarlo, siempre y cuando se realizará durante el primer trimestre, en clínicas u hospitales indicados y por médicos autorizados. También, sostuvo que la legalización de la interrupción del embarazo debería considerar ciertas medidas para permitirlo y luchar contra él al mismo tiempo (quizás para evitar los errores cometidos en la URSS): repartiendo métodos anticonceptivos a las madres pobres, investigando y comprobando las condiciones de vida de las solicitantes y divulgando información científica sobre los problemas y males que podría acarrear al organismo. Años más tarde, en 1936, durante las discusiones para subsanar las diferencias entre los ordenamientos federales y locales, la Convención de Unificación del Código Penal, la abogada sindicalista Ofelia Domínguez Navarro presenta el documento El aborto por causas sociales y económicas basado en el trabajo de Rodríguez Cabo. Sin embargo, su caso nunca prosperó y el escrito fue relegado a la influyente revista Futuro de su amigo, el sindicalista Vicente Lombardo Toledano. Mientras tanto, de manera extraordinaria, durante la gubernatura de Humberto Canto Echeverría, antiguo militante del Partido Socialista del Sureste (PSS), se añaden en 1938 dos causales más al Código Penal de Yucatán para no criminalizar el aborto: por malformaciones graves del producto de la concepción (según dictamen de dos peritos) y por situaciones económicas difíciles y justificadas (al tener 3 hijos o más). Esta entidad fue la única en contemplarlas en México durante gran parte del siglo XX. Y además, como opositor al corporativista Partido de la Revolución Mexicana (PRM), heredero del PNR, surge en 1939 el Partido Acción Nacional (PAN), el cual suele asociarse a la derecha conservadora en el espectro político mexicano.

#### Segundo tercio
En 1940, durante el mandato de Manuel Ávila Camacho, se prefirió "la moderación, la unidad y la conciliación". La Iglesia Católica vuelve a ganar poder, pero totalmente subordinada al Estado, y se prefiere privilegiar a las clases medias, tanto liberales como religiosas. Así, el PRM vuelve a evolucionar en el Partido Revolucionario Institucional (PRI), autodefinido como de centro en el espectro político mexicano, aunque en los hechos el sistema se consolidará en el de un partido único poco democrático. Por su parte, la Unión Nacional Sinarquista entra en una primera decadencia. Una parte se une al PAN y la otra se reorganiza en su propio partido político, el Partido Demócrata Mexicano (PDM), el cual fue eventualmente ilegalizado.
La década de 1950, durante los gobiernos de Miguel Alemán Valdés y Adolfo Ruiz Cortines, se caracterizó por una nueva tendencia industrializadora que propició otro despegue económico, el cual pudo sostenerse por casi tres décadas más. A esta nueva etapa se le suele denominar el milagro mexicano o del desarrollo estabilizador, pues esta vez, como herencia de la Revolución de 1910, el rol benefactor del Estado es mucho más profundo, logrando así avances significativos en la reducción de la pobreza y la desigualdad. Las ciudades y las clases medias retoman un crecimiento rápido, y por lo tanto el acceso a diferentes servicios demandados como en educación, salud, cultura y recreación se vuelve mucho más fácil. No obstante, el autoritarismo del gobierno se refuerza, pero ahora con protagonistas civiles. Por fin las mujeres obtienen derecho a votar y ser votadas. Será entre este momento y la década siguiente cuando se despenalice o se legalice (ya sea por una primera o una segunda vez) el aborto electivo en gran parte de los países del segundo mundo, siendo Cuba el referente más cercano a México y el primer país independiente de América Latina en hacerlo.
En los años 1960, en las administraciones de Adolfo López Mateos y Gustavo Díaz Ordaz, inician los anhelos cosmopolitas que empiezan a dejar atrás el nacionalismo revolucionario. Al igual que en el resto del mundo, la protesta y la disidencia, sobre todo de los y las más jóvenes, buscaban ampliar las pocas libertades permitidas en aquel entonces. Sin embargo, en México, el estallido social surgido a finales de esta década se reprimió con un exceso de violencia pues las generaciones más viejas estaban fuertemente ancladas en el conservadurismo social. Es en estos años cuando algunas clínicas de planificación familiar se establecen en el país, aunque vigiladas con mucho recelo y a veces hasta clausuradas por ser falsamente acusadas de practicar abortos clandestinos. En realidad, la gran mayoría de estos centros sanitarios ayudaron a muchas mujeres que llegaban con intoxicaciones, quemaduras, heridas o hemorragias por haber intentado interrumpir sus embarazos con métodos poco efectivos y hasta tóxicos como hierbas, sondas o pastillas de permanganato de potasio. Por ejemplo, Magdalena de la Isla Montoya, trabajadora de Pro-Salud Maternal A.C, comenta que aproximadamente un 30% de las pacientes que atendía estaban en esa situación. Igualmente, Eva Norvind, actriz y sexóloga de origen noruego, relató en una entrevista que se le realizó en 2003, que en el año de 1966 estuvo a punto de ser expulsada del país por hablar en televisión pública sobre el amor libre y la píldora anticonceptiva, aunque en México nunca hubo restricción alguna para la venta libre de esta última. La Secretaría de Gobernación (Segob) de aquella época la acusó de "haber insultado a las mexicanas" y le prohibió volver a aparecer en televisión mientras viviera en el país. No solo eso, también aseguró que poco tiempo después de ese incidente, su ginecólogo le dijo que en México ganaba más dinero reconstruyendo hímenes falsos que ayudando a parir hijos.
De manera paradójica, en esta época, muchas mujeres estadounidenses cruzaban la frontera sur de su país para interrumpir embarazos en México de forma discreta, aunque ilegal. Las feministas estadounidenses llegaron a establecer redes secretas de apoyo para garantizar procedimientos médicos seguros y amables. Sin embargo, la desesperación de algunas mujeres las llevaba, en ocasiones, a someterse a prácticas inseguras y agresivas que ponían en riesgo su vida y su salud. Esto marcó el inicio de una actividad económica significativa para los estados del norte de México, que aún persiste en la actualidad: el turismo médico, no solo en el ámbito del aborto voluntario, sino en diversos servicios de salud.

#### Tercer tercio
La década de 1970, durante el sexenio de Luis Echeverría Álvarez, se inicia con el recrudecimiento de la Guerra sucia. El espionaje, las desapariciones y los asesinatos continúan contra los opositores políticos más radicales constituidos en guerrillas urbanas y rurales. Sin embargo, a diferencia de su antecesor, el nuevo presidente asume un supuesto discurso de izquierda progresista, aunque incoherente y lleno de contradicciones. En 1972 se crea por decreto presidencial el Comité Nacional de Mortalidad Materna. En 1974, se reforma el artículo 4.º de la Constitución general para incluir el derecho de toda persona a decidir de manera libre, responsable e informada sobre el número y espaciamiento de sus hijos. Esta reforma consagra los derechos sexuales y reproductivos de las mujeres mexicanas únicamente por medio de la planificación familiar como puede observarse en la Ley General de Población que igualmente se modifica en este mismo año. Finalmente, en 1976, a través del Consejo Nacional de Población (Conapo), el gobierno crea el Grupo Interdisciplinario para el Estudio del Aborto en México (GIEA) constituido por demógrafos, economistas, psicólogos, médicos, abogados, antropólogos, filósofos, un sacerdote católico, un pastor protestante y un rabino. Llegaron a la conclusión que todas las sanciones, a mujeres o personal médico, deberían ser suprimidas, y que las normas sanitarias deberían ser cambiadas para que este servicio pueda presentarse en óptimas condiciones. Aun así, nada cambia.
La revolución sexual y la segunda ola del feminismo irrumpen con fuerza en estos años. Ya no se busca el reconocimiento legal pues este se había alcanzado dos décadas antes. Ahora, sobre todo las mujeres de las clases medias, buscan poner de manifiesto diversos tabúes sociales y culturales que las afectan. Por ejemplo, el 10 de octubre de 1970, en las calles de la Zona Rosa de la Ciudad de México, se registra una marcha femenina para reivindicar el uso de la minifalda. Aun así, Ana Victoria Jiménez, quien se desempeñó como fotógrafa en varias marchas, asegura que las activistas eran vigiladas por la Dirección General de Investigaciones Políticas y Sociales (DGIPS), el antecedente del Centro Nacional de Inteligencia (CNI). No sólo eso, existen expedientes donde se informa que por espacio de casi 30 años el Estado mexicano las vigiló como si se trata de un grupo peligroso. En todo caso, durante todo este tiempo, surgen diferentes colectivas. En 1972 se da la convivencia en la escuela Cipactli donde el grupo socialista de Mujeres en Acción Solidaria (MAS) plantea, por primera vez, el concepto de "maternidad voluntaria" con el objetivo de lograr que todas las mujeres tuvieran los hijos e hijas que realmente desearan. Ese ideal se articulaba en torno a cuatro demandas fácilmente traducibles a labor legislativa:
- Aborto libre y gratuito, siempre visto como una excepción y como el último recurso.
- Acceso amplio a anticonceptivos seguros y económicos.
- Educación sexual que realmente llegara a todo los niños y jóvenes, así como a todas las mujeres de las zonas rurales e indígenas del país.
- Fin de las esterilizaciones forzadas.

Cabe recordar que a inicios de 1973 se da el fallo al Caso Roe contra Wade de la Corte Suprema de los Estados Unidos de América, el cual despenaliza y legaliza el aborto voluntario en todo el territorio de ese país. Algún tiempo después, en 1976, un año después del Año Internacional de la Mujer, ya había 6 colectivas tan solo en la Ciudad de México, por lo que nace la Coalición de Mujeres Feministas (CMF) como primer intento de unificarlas a todas. En ese mismo año se organiza la Primera Jornada Nacional sobre Aborto que consistía en conferencias con médicos, psicólogos e inclusive un sacerdote (todos a favor de la interrupción del embarazo). Se sugería que:
- El procedimiento fuera libre, gratuito y realizado en instituciones públicas de salud.
- Mayor difusión al uso de métodos anticonceptivos y más subsidios para la investigación científica de los mismos.

En 1977, se da la Segunda Jornada Nacional sobre Aborto donde el CMF presenta, junto a una manifestación frente al edificio de la entonces Cámara de Diputados (el actual Congreso de la Ciudad de México), una propuesta legislativa para su despenalización. Sin embargo, fueron ignoradas.
Un año después, en 1978, el grupo liberal del Movimiento Nacional de Mujeres (MNA), con conexiones con la prensa y el gobierno, inicia con la tradición de marchar cada 10 de mayo en el entonces Distrito Federal sobre Avenida Reforma hacia el Monumento a la Madre, vestidas de color negro, cargadas con coronas fúnebres y enlutadas por todas las personas muertas por abortos clandestinos mal realizados. Pretendían así hacer presión para que ese día fuera reconocido como el Día de la Maternidad Libre y Voluntaria. 
Al mismo tiempo, en 1978, se crea la asociación civil conservadora del Comité Nacional Provida. Es más, algunas diputadas del PRI denunciaron la existencia de "la industria negra clandestina de abortos". Según ellas, se estimaba que las ganancias ascendían hasta los 9 mil millones de pesos libres de impuestos. Mientras que los registros oficiales establecían que al año se efectuaban un millón de abortos.
Al sentirse desatendidas, también en 1978, las activistas intensifican sus protestas, marchas y mítines. Convocan a la Tercera Jornada Nacional sobre la Liberalización del Aborto con participación de feministas de todo el país y publican y difunden el folleto la maternidad voluntaria y el derecho al aborto libre y gratuito. En 1979, se crea como un segunto intento de unificación, el Frente Nacional de Lucha por la Liberación y los Derechos de las Mujeres (Fnalidm) con miembros de partidos de izquierda y sindicatos universitarios. Quizás por las afinidades políticas e ideológicas, este último y la CMF consiguen un aliado político en la Cámara de Diputados por medio del recién re-legalizado Partido Comunista Mexicano (PCM). Así se logra presentar el nuevo Proyecto de Ley sobre Maternidad Voluntaria que contemplaba:
- Que el Código Penal Federal, el Código Sanitario Federal y el Reglamento de Parteros Empíricos Capacitados fueran congruentes con el artículo 4.º de la Constitución general.
- Que el aborto sea un problema social y de salud pública, no moral.
- Que fuera un servicio gratuito, seguro y en condiciones de salubridad, incluso a mujeres que no fueran derechohabientes.
- Que se incluyera la prevención al aborto electivo a través de educación sexual.
- Que se facultara a los parteros y las comadronas para realizar el procedimiento con el método de succión (descentralizando así a la profesión médica).
- Que el límite necesario para acceder a un aborto voluntario fuera de 3 meses (por primera vez se fija un estándar).

La década termina, durante el gobierno de José López Portillo y Pacheco, con las primeras reformas a favor de la democratización, lo cual trajo a la vida a partidos extremistas como el PDM. Pero también se hicieron evidentes las grietas del sistema económico.
Los años 1980 serán de una absoluta decadencia por las constantes crisis económicas, los fraudes electorales para mantener la hegemonía del PRI y la pésima actuación gubernamental en los terremotos de 1985 en la Ciudad de México. Para evitar más descredito e impopularidad, el gobierno ignora o sabotea todos los intentos para aumentar las causales del aborto legal, así como despenalizar y legalizar el aborto electivo. Por ejemplo, en 1981, el MNM convoca, junto al CMF y el Fnalidm, la Sexta Jornada Nacional sobre la Liberalización del Aborto y exigir avances en la propuesta legislativa presentada dos años antes junto al PCM pero no obtuvieron ninguna respuesta. En 1982, en la Reunión Nacional de Consulta Popular sobre Población, Miguel de la Madrid Hurtado, como candidato a la elección presidencial de ese mismo año, asumió una postura permisiva. El crecimiento demográfico seguía siendo demasiado alto, pero ahora con mayor pobreza y desigualdad, por lo que en 1983, ya como presidente, presenta junto con su procurador general de Justicia, Sergio García Ramírez, otro proyecto de ley para cambiar el Código Penal y aumentar las causales de grave daño a la salud y alteraciones genéticas o congénitas graves. Tuvieron que retractarse y todo se quedó en la promoción de leyes más severas contra la agresión sexual promovidas por Conapo. Una gran parte de las colectivas se sienten totalmente abrumadas por la persecución, casi terrorista, de la Iglesia Católica a través los sectores conservadores de la población por lo que deciden desmovilizarse o desintegrarse. La misma Marta Lamas recuerda que algunas de las campañas mostraban las fotos de las y los legisladores federales impulsores del proyecto de despenalización en carteles con la leyenda de "recompensa" o "se busca", como si se tratara de peligrosos delincuentes prófugos. Así mismo, se caricaturizaban a las activistas y el personal médico bajo el lema de "estos son los asesinos".
Entonces, el apoyo vendrá en gran medida por eventos e instituciones fuera del país. Así nacen nuevos grupos que trabajarán con mujeres de sectores populares como Comunicación Intercambio y Desarrollo Humano en América Latina (CIDHAL). En 1986 se llevan a cabo las Jornadas sobre Feminismo y Sectores Populares en América Latina con representantes de 16 países latinoamericanos, y en 1987 se organiza el Cuarto Encuentro Feminista Latinoamericano y del Caribe en Taxco, Guerrero. Aunque en ambos eventos el tema del aborto trata de relegarse, en este último aparecen los orígenes de lo que posteriorimente será la Red de Católicas por el Derecho a Decidir. Sus primeras demandas serán la de continuar con la lucha por la despenalización y desmitificar la culpa que supuestamente debían sentir millones de mujeres cristianas que se hubieran practicado uno. A inicios de 1988, se da el fallo al Caso R. contra. Morgentaler de la Corte Suprema de Canadá, el cual despenaliza y legaliza el aborto voluntario en todo el territorio de ese país. También en ese mismo año, el CIDHAL en el marco de la Red Internacional por los Derechos Reproductivos de las Mujeres, lanza una campaña de denuncia por los altos índices de mortandad materna ocasionados por abortos clandestinos, la cual termina el 28 de mayo cuando se instituye el Día Mundial contra la Mortalidad Materna. 
El PDM pierde su registro por los bajos resultados electorales en las elecciones federales de 1988 por lo que el partido será totalmente absorbido por el PAN. En ese mismo año, el ala socialdemócrata y nacional-revolucionaria del PRI se desprende y funda su propio partido un año después, el Partido de la Revolución Democrática (PRD), el cual solía asociarse a la izquierda progresista en el espectro político mexicano. 
En la Semana Santa de 1989 se dan los sucesos de Tlaxcoaque, cuando un grupo de judiciales corruptos llevan a los separos de la División de Investigaciones para la Prevención de la Delincuencia (DIPD) a un grupo de mujeres y personal médico de una clínica en la Ciudad de México donde se practicaban abortos clandestinos. Una de las detenidas, quien se cree era militante del Partido Revolucionario de los Trabajadores (PTR), denunciará días después que fue torturada en ese mismo lugar (ahora abandonado), donde además se ha documentado que sucedieron otras atrocidades contra disidentes políticos o sexuales y de género Esta vez, debido a la violación de los derechos humanos, la Iglesia interviene menos y la sociedad civil expresa una gran indignación en defensa de las mujeres. Las activistas deciden desplegar un comunicado en tres importantes medios impresos (Excélsior, La Jornada y El Día), firmado por funcionarias gubernamentales, artistas e intelectuales (como Elena Poniatowska, Ángeles Mastretta, Ofelia Medina, Sara Lovera, Gloria Brasdefer o Fátima Fernández); generando así más apoyo y un nuevo impulso a la causa. La movilización continua hasta agosto de ese mismo año cuando se llevó a cabo el VI Encuentro Nacional Feminista en la Universidad Autónoma de Chapingo. Esta vez se propuso un tercer intento de unificación y el ajuste en la discusión sobre la despenalización y la legalización a la realidad de cada entidad del país fuera de la Ciudad de México.
Será hasta la década de 1990 cuando la lucha por la liberalización del aborto voluntario resurja con fuerza, impulsada por organizaciones de la sociedad civil y en paralelo a una incipiente tercera ola feminista. Por un lado, la hegemonía política adopta plenamente el neoliberalismo y la tecnocracia, lo que supone un abandono definitivo del régimen priísta tradicional. Por otro lado, el desmantelamiento de este mismo régimen facilita la consolidación de nuevas corrientes ideológicas tanto a la derecha como a la izquierda. Estas corrientes se posicionan en diferentes posturas: algunas a favor o en contra del nuevo modelo económico neoliberal, otras en discordancia o en sintonía con las tendencias progresistas, y algunas con la intención de formar un nuevo régimen o de mantenerse al margen de él, pero todas buscando mantener un amplio apoyo popular y empapando su discurso con un tema que en México había estado relegado hasta entonces: el de los derechos humanos. La transición democrática, iniciada dos década antes, permite la alternancia partidista en diversas entidades del país, por lo que también obliga a las activistas a dirigir sus esfuerzos, poco a poco, al ámbito local. Por un lado, el PAN va preparando el terreno para una incipiente cruzada antiderechos. Mientras que la capital federal permanecerá por mucho tiempo como un bastión del PRD. En Chiapas irrumpe el Ejército Zapatista de Liberación Nacional, el cual se articula en principios básicos como la autonomía de las comunidades indígenas, la igualdad de género o la libertad sexual; entre otras.
Debido al relativo apoyo que dieron los gobiernos de Carlos Salinas de Gortari y Ernesto Zedillo Ponce de León a las organizaciones en pro de los derechos humanos, la colaboración con las instituciones del Estado se mejora. Se deja atrás la protesta callejera para dedicarse mejor en la recopilación de datos, la publicación de sus investigaciones y la realización de campañas publicitarias; no sólo sobre aborto legal sino también en anticoncepción, violencia obstétrica, muerte materna y reproducción asistida. Así nace, en 1992, el Grupo de Información en Reproducción Elegida (GIRE), gracias a los esfuerzos de Marta Lamas, Patricia Mercado, María Consuelo Mejía Piñeros, Sara Sefchovich y Lucero González. No será la única, ya que en México, también se instalan otros organismos internacionales como Ipas o Católicas por el Derecho a decidir. Como antecedente, durante la transición a la institucionalización, a principios de 1990, se constituye la Coordinadora Feminista del Distrito Federal como heredera del CMF y el Fnalidm. Un año después, en 1991, la Coordinadora Feminista del Distrito Federal convoca a una reunión especial que aglutina organizaciones sociales, partidos políticos, organizaciones sindicales y no gubernamentales, así como intelectuales y científicos (como Carlos Monsiváis, Juan Villoro y Ruy Pérez Tamayo) los cuales deciden fundar el Frente Nacional por la Maternidad Voluntaria y la Despenalización del Aborto. Su primer acto público fue una marcha hasta el edificio de la recién creada CNDH para entregar un escrito a la secretaria del presidente de la Comisión, Jorge Carpizo MacGregor, donde decenas de mujeres portaron un letrero con la frase "yo he abortado" (inspirado en el manifiesto francés de 1971 des 343 salopes). Desde entonces, la reivindicación por los derechos sexuales y reproductivos serán abordados dentro del universo de los derechos humanos. En ese mismo año, se realiza otra manifestación frente al Monumento a la Madre donde se colocó una segunda placa, debajo de la original. La leyenda, ahora modificada, se leía como: "A la que nos amó aun antes de conocernos", "Porque su maternidad fue voluntaria". Todo ese ruido llega a la televisión, también en 1991, cuando se transmite un debate en Televisa, en el famoso programa de discusión Usted, ¿qué opina?. En él se enfrentaron miembros del Comité Nacional Provida y del PAN (en contra); así como abogados de la antigua Procuraduría del Distrito Federal, personal médico del Instituto Mexicano del Seguro Social, psicoanalistas, sexólogos y la entonces diputada del PRD, Amalia García Medina (todos a favor). Ese programa no solo fue el más largo (de 6 horas) sino que también, hasta finales de la década de 2010, fue el único que abordó el tema en razón de la censura cometida por los chantajes de los poderosos empresarios católicos que amenazaban con retirar su publicidad si se trataban temas polémicos.
Es importante señalar que también en 1990 se da una reforma constitucional, al artículo 130.º, para otorgar representación jurídica a la Iglesia Católica bajo el pretexto de garantizar la libertad de creencias. Se restablecieron las relaciones diplomáticas con la Santa Sede, suspendidas desde 1860 por causa de las Leyes de Reforma, por lo que el Clero encontrará una nueva libertad de acción y de discurso. Por ejemplo, a finales de 1990, la LVIII legislatura del Congreso del Estado de Chiapas con mayoría del PRI y con apoyo del gobernador Patrocinio González Garrido, modificó el Código Penal local para incluir la causal de razones económicas. Entonces, el aborto se permitiría dentro de los primeros 90 días del embarazo y cuando lo solicitara una pareja en común acuerdo o una mujer soltera. La medida es importante al ser Chiapas una de las entidades con mayores índices de pobreza y rezago de México. Sin embargo, tanto la Iglesia como grupos antiderechos (principalmente el PAN y el Comité Nacional Provida), realizaron una campaña de rechazo dentro y fuera del estado liderada por el controvertido obispo Samuel Ruiz García. El propio líder del PAN a nivel federal, Carlos Castillo Peraza, propuso a la LV legislatura del Congreso de la Unión en ese mismo año, que la reforma fuera condenada y se recomendará su derogación. Aunque su solicitud fue desechada, casi todos los grupos políticos criticaron que el aborto se utilizara para el control natal. El PRI a nivel federal, consideró la reforma chiapaneca como un "crimen". En el PRD sólo algunos se pronunciaron a favor, mientras que otros recomendaron una consulta popular junto con los extintos Partido Popular Socialista (PPS) y el Partido del Frente Cardenista de Reconstrucción Nacional (PFCRN). Al final, el Congreso local suspendió la iniciativa y argumentó que esperaría un dictamen de la CNDH sobre el tema (lo cual nunca sucedió). Algunos años más tarde, entre 1994 y 1995, en el contexto de las conferencias de la Organización de las Naciones Unidas (ONU) de El Cairo y la de Beijing, el arzobispo primado, Norberto Rivera Carrera, organizó una serie de marchas hacia la Basílica de Guadalupe como respuesta a las declaraciones del entonces secretario de salud federal, Juan Ramón de la Fuente Ramírez. Aquel funcionario había expresado que el debate sobre el aborto no estaba cerrado pues era un serio problema de salud pública que debía ser revisado por toda la sociedad. Pero el clérigo, por su parte, consideraba que esa posible discusión solo "dividiría y confrontaría a los mexicanos". 
En ese mismo sentido, en 1993, la LVII legislatura del Congreso del Estado de Chihuahua, por mayoría panista, modificó la Constitución local para introducir, por primera vez en el país, un blindaje a la vida en gestación desde el momento de la concepción. Y luego, en 1999 en Baja California (la primera entidad que el PRI perdió frente al PAN en 1989) se da el escándalo por el caso Paulina cuando una adolescente de 13 años de edad y residente de la ciudad de Mexicali, Paulina del Carmen Ramírez Jacinto, había quedado embarazada por culpa de una agresión sexual cometida por un intruso que intentó asaltar su hogar. Aunque en el estado ella podía abortar de manera legal por esta causa, a partir de su denuncia ante el Ministerio Público, se iniciaron una serie de abusos contra ella. En primer lugar, nunca se le informó sobre la existencia de la anticoncepción de emergencia ni sobre su derecho a interrumpir su embarazo si así ella lo decidía. En segundo lugar, en el hospital público donde se realizaría el aborto utilizó demasiados pretextos para no atenderla. Y, en tercer lugar, fue aterrorizada para que desistiera de su decisión a través de información sesgada y falsa. Diversos grupos religiosos y antiderechos la obligaron a ver imágenes de fetos destrozados. El entonces director de la institución médica, Ismael Ávila Íñiguez, le mintió asegurándole que quedaría estéril o que moriría. El procurador de justicia local, Juan Manuel Salazar Pimentel, la llevó ante un sacerdote. El mismo gobierno estatal la engaño prometiéndole indemnizaciones y ayudas, tanto a ella como a su futuro bebé, las cuales nunca llegaron. Finalmente lograron su cometido, y ella dio a luz a un niño en el año 2000.
Mientras tanto, en 1997, las plataformas del PRD y del Partido del Trabajo (PT) incluyeron la despenalización del aborto consentido y la maternidad voluntaria como parte de sus temas centrales a nivel federal. Además, en mayo de ese mismo año, el candidato perredista al primer gobierno autónomo del DF, Cuauhtémoc Cárdenas Solórzano, junto con la asociación Red por la Salud de las Mujeres del Distrito Federal, acordaron la realización de una consulta pública por la reforma a las leyes sobre aborto en caso de ganar la elección. El PRD no solo obtuvo la jefatura de gobierno, sino también una mayoría absoluta en la recién creada Asamblea Legislativa del Distrito Federal (ALDF). Se inicia entonces la redacción de un nuevo Código Penal local, independiente del federal, donde se planteaba aumentar las causales de grave daño a la salud y alteraciones genéticas o congénitas graves. Esto no sucedió a tiempo debido a la visita del papa Juan Pablo II en 1999, en la cual se hicieron proclamas contra el aborto ante un auditorio de dos millones de personas. La popularidad de aquel personaje era enorme y las elecciones federales de 2000, estaban cercanas. Por eso, el PRD decidió simplemente congelar el tema. No obstante, algunas organizaciones como el GIRE encargó una encuesta donde se reveló que 71% apoyaba la interrupción del embarazo por malformaciones graves del producto de la concepción y 63% lo hacía en caso de grave daño a la salud. No sólo eso, desde hacía un año, en 1998, esa misma organización retomó el tema de publicar desplegados en la prensa firmados por personalidades de gran prestigio intelectual y científico, como el denominado Por un cambio imprescindible del 28 de mayo (Día Internacional de Acción para la Salud de las Mujeres) avalado por el mismo Octavio Paz.

### SigloXXI

#### Década de 2000 a 2020
Se suele considerar al año 2000 como un hito en la política mexicana debido a la alternancia partidista que se dio cuando el candidato del PRI perdió las elecciones federales por primera vez en 71 años. El exgobernador del estado de Guanajuato, Vicente Fox Quezada, y candidato del PAN, en coalición con el Partido Verde Ecologista de México (PVEM), se convierte en presidente y continúa con el acercamiento a la Iglesia Católica. Se suele acusar que esa nueva corriente panista del Bajío está fuertemente influida por grupos extremistas y sucesores del extinto Sinarquismo, como la Organización Nacional del Yunque. Por lo que su gabinete estuvo compuesto por personajes muy conservadores.
Las primeras alertas se dieron durante la campaña presidencial. En primer lugar, minimizó toda la revictimización y violaciones a los derechos humanos que se dieron en el caso Paulina pues aseguró que "a la mera hora, esa chica está enamorada de su hijo". Aunque en sus propuestas se incluían aspectos sobre derechos sexuales y reproductivos, siempre evitó mencionar la facultad de las víctimas a interrumpir sus embarazos en casos de violación (para evitar justamente lo sucedido en Baja California un año antes). Igualmente, mientras que en algunos medios respaldaba al aborto cuando, de manera comprobada, la vida de la madre se encuentre en riesgo o se detecte muerte cerebral en el feto; en otros indicaba que creía en la vida desde el momento de la fecundación. Es más, sobre esto último, se filtró una carta dirigida a la Conferencia del Episcopado Mexicano (CEM) donde prometía la promoción al respeto al "derecho a la vida desde el momento de la concepción hasta la muerte natural". Así mismo, hizo hincapié en los roles anticuados de la maternidad forzada y de la reproducción como una función obligatoria de las mujeres, aunque de manera velada. Según él, toda la sociedad era responsable de apoyar y proteger ese "desempeño biológico", obviamente a través de la familia tradicional, pues esa institución "tiene como fines naturales la continuación responsable de la especie humana". Inclusive planteó, entre muchos otros, elevar a rango constitucional los "derechos naturales" de la familia, que los medios de comunicación difundieran "valores familiares" e impulsar y promover el cambio cultural y de actitudes para que hombres y mujeres puedan cumplir con sus "obligaciones" dentro y fuera de la familia.
También en el año 2000, la cruzada antiderechos empieza a tomar forma. Por ejemplo, en Guanajuato, legisladores locales, en su gran mayoría del PAN, aprobaron una polémica reforma a su Código Penal para criminalizar el aborto en caso de violación, lo que significaba un retroceso de 70 años. Debido al escándalo y al repudio que generó esa medida, el entonces gobernador interino, Ramón Martín Huerta, efectuó una encuesta para conocer la opinión de la sociedad guanajuatense sobre el tema. Finalmente, a pesar del fuerte conservadurismo en ese estado, se demostró una gran inconformidad sobre los cambios legislativos, por lo que tuvieron que ser vetados un mes antes de que dejara el cargo.
El debate volvió a abrirse en los primeros meses del 2003, cuando de nuevo en Guanajuato, María del Rocío Mayo Valadez, una agente del Ministerio Público supuestamente especializada en delitos sexuales, le negó a una mujer con una discapacidad mental, llamada Sandra Rodríguez Macías, ejercer su derecho al aborto después de haber sido violada por su patrón, Ernesto Juárez Martínez, cuando ella se encontraba trabajando como empleada doméstica en su casa. La agente judicial mintió a los familiares de la víctima, diciéndoles que "cometerían un delito" si la víctima ponía fin a ese embarazo, por lo que al final, nació una niña que dieron en adopción. La agente nunca recibió castigo por su grave omisión. Únicamente, el entonces procurador de justicia local, Miguel Valadez Reyes, aceptó en marzo de ese mismo año, que sí se habían cometido irresponsabilidades, errores y deficiencias; por lo que sugirió a la LVIII legislatura del Congreso del Estado de Guanajuato reformar el Código de Procedimientos Penales a fin de garantizar de manera clara y precisa los procedimientos y lineamientos para acceder al aborto legal. Mientras tanto, el nuevo gobernador, Juan Carlos Romero Hicks, decidió ser completamente indiferente al señalar que era responsabilidad de los expertos, los legisladores y la sociedad el determinar si el Código Penal debía revisarse en este tema (lo cual ya estaba contemplado).
A nivel federal, en 2003, las Comisiones de Equidad y Género así como la de Cuenta Pública, ambas de la LVIII Legislatura de la Cámara de Diputados del Congreso de la Unión, denunciaron al diputado federal, también del PAN, Luis Pazos de la Torre, por el desvío de entre 30 y 60 millones de pesos destinados al control y prevención del VIH/sida, incluidos en el presupuesto de egresos, para dárselos a la Organización Nacional Provida a través del fideicomiso Transforma México de la Lotería Nacional, en contubernio con la Administración del Patrimonio de la Beneficencia Pública, perteneciente a la Secretaría de Salud (SSA) federal. Supuestamente, ese dinero sería canalizado para la construcción y equipamiento de 10 Centros de Ayuda a la Mujer en varias ciudades del país. Pero como el traspaso de dinero fue aprobado sin haber sometido el proyecto a la evaluación obligada del Comité de Especialistas, al año siguiente, en 2004, un Órgano Interno de Control de la SSA encontró una serie de irregularidades por facturas falsas en la compra de equipo de ultrasonido y ecografía. Se descubrió que los recursos otorgados fueron usados, en realidad, para la compra de objetos suntuarios como lencería femenina y bolígrafos Mont Blanc (razón por la cual este escándalo fue denominado como el tangagate). Así, el caso fue llevado, en 2005, ante la Secretaría de la Función Pública (SFP) federal, la cual ordenó a Jorge Serrano Limón (director de la Organización Nacional Provida) a devolver el dinero o recibiría una multa de 13 millones de pesos. Al no estar de acuerdo, este último personaje decidió ampararse ante la SCJN, a lo cual la SFP también contraatacó con otro amparo. Y aunque en 2009, un juez federal le giró una orden de aprehensión por peculado y malversación, no pudo ser detenido ya que los amparos tardaron en ser revisados.
Al mismo tiempo, en el año 2002, el Estado mexicano fue demandado ante la Corte Interamericana de Derechos Humanos (CIDH) en razón del pésimo manejo del caso Paulina. La denuncia imputaba responsabilidad internacional por la violación de los derechos protegidos por los artículos 1.º, 5.º, 7.º, 8.º, 11.º, 12.º, 19.º y 25.º de la Convención Americana sobre Derechos Humanos; y los artículos 1.º, 2.º, 4.º, 7.º y 9.º de la Convención Interamericana para prevenir, sancionar y erradicar la violencia contra la mujer. Es por lo anterior que entre 2004 y 2006, ambas partes se reunieron para llegar a una solución amistosa donde, además de las reparaciones y disculpas públicas hacia la agraviada, se exigía revisar y actualizar la NOM 190-SSA1-1999 (relativa a la atención médica de la violencia familiar). Así, después de varios retrasos y descalabros por la fuerte resistencia conservadora de grupos religiosos y legisladores locales y federales, se publica de manera oficial, en 2009, la NOM-046-SSA2-2005. Cabe destacar que, en 2008, se planteaba incluir la objeción de conciencia del personal médico y de enfermería, pero finalmente eso nunca pasó. La versión definitiva sí determinó que la interrupción del embarazo en caso de violación debía ser respetuosa con la legislación penal de cada entidad (códigos penales y códigos de procedimientos penales) por lo que en algunos casos aún se necesitaba denuncia previa o autorización judicial. Además, requería autorización de los padres o tutores para las personas menores de 18 años.

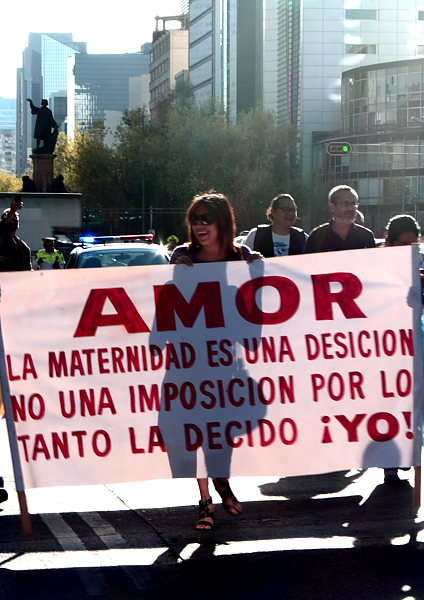
Marcha del 28 de septiembre (Día de Acción Global por el acceso al aborto legal y seguro) de 2011 en la Ciudad de México.

Al contrario de lo que sucedía a lo largo y ancho del país, en el entonces Distrito Federal, el aborto legal se fue liberalizando de manera paulatina. En primer lugar, igualmente en el año 2000, se aprueba la Ley Robles, denominada así por haber sido impulsada por la jefa de Gobierno interina, Rosario Robles Berlanga. La reforma, además de incluir los supuestos y causales que planteaba la administración anterior (la de Cuauhtémoc Cárdenas Solórzano), fijaba al Ministerio Público como el encargado de autorizar el procedimiento cuando el embarazo fuera producto de una violación, resolviéndose así el vacío legal que existía desde 1931. Entonces, tanto el PAN como el PVEM, al representar una tercera parte de los escaños de la ALDF, presentaron de manera conjunta una acción de inconstitucionalidad ante la Suprema Corte de Justicia de la Nación (SCJN) que fue resuelta un año después. Así, en enero de 2002, la SCJN avaló su constitucionalidad por mayoría simple de 7 votos (incluidos ministros abiertamente católicos, como Mariano Azuela, y a pesar de las amenazas de excomunión). Por su parte, solo 6 ministros se mostraron a favor de otorgar al Ministerio Público, y no al juzgador, la licencia para permitir abortos en caso de agresión sexual, por lo que, en términos prácticos, también se ratificó esa parte. Desde aquí, la SCJN empieza a perfilarse como una institución reformista a favor de los derechos y las libertades consagradas en la actual Constitución general.
Posteriormente, en 2004 y otra vez en el extinto DF, durante la administración del nuevo jefe de Gobierno, Andrés Manuel López Obrador, se hicieron cambios a su Ley de Salud que pasaron casi desapercibidas, pero que hasta la fecha, han tenido un impacto importante en la legalización del aborto electivo. En aquella ocasión, se estableció que las instituciones públicas de la entidad estarían obligadas a proceder con la interrupción del embarazo, en los supuestos y causales permitidas en su Código Penal, de manera gratuita y en condiciones de calidad. Igualmente se incluyó un periodo máximo de espera para realizar el procedimiento, una vez que la solicitud se hubiera hecho y los requisitos se hubieran completado. Además, se dispuso que las usuarias tenían que recibir información, oportuna y veraz, sobre las opciones con contaban, así como las consecuencias en su salud. Y, por último, se reguló la objeción de consciencia para que el personal médico y de enfermería que se excusaba de no intervenir en estos casos por razones ideológicas o morales, estuvieran obligados a referir a los pacientes con personal no objetor. Igualmente, en casos de urgencia, como para salvaguardar la salud o la vida de la mujer, no podrían oponerse. Mientras que todos los hospitales y clínicas públicas de la entidad deberían contar, de manera permanente, con personal no objetor. Fue hasta 2007, cuando la misma ALDF adoptó el sistema de plazos para despenalizar el aborto voluntario hasta la semana 12 de gestación. El entonces DF se convirtió en la primera entidad en México, y el tercer lugar en Latinoamérica, en hacerlo (después de Cuba, Puerto Rico y la Guyana Francesa). Al mismo tiempo, mientras se daba la discusión parlamentaria al respecto, la asociación civil denominada Colegio de bioética A.C., integrada por expertos científicos egresados de las universidades más prestigiosas de México (tanto públicas como privadas), difunde un desplegado en los periódicos La Jornada y Reforma donde expresan su apoyo a aquellas medidas permisivas. En ese mismo anuncio, exponían que un embrión hasta el primer trimestre, no puede ser considerado "un individuo biológico ni mucho menos una persona" ya que no puede sobrevivir fuera del útero, no posee genoma humano completo, y no ha desarrollado corteza cerebral ni conexiones nerviosas. Entonces, no puede experimentar dolor, sufrimiento, gozo o cualquier otro estímulo sensorial. El responsable de esta documento fue el doctor Rubén Lisker Yourkowitsky, jefe de los departamentos de Hematología, Genética y Enseñanza del Instituto Nacional de Ciencias Médicas y Nutrición “Salvador Zubirán”.[2] De nuevo, tanto el PAN como el PVEM se muestran hostiles y amenazan con reunir firmas para la realización de un referéndum para tumbar los cambios argumentando que la vida del producto de la concepción debía prevalecer sobre los derechos humanos de las mujeres. Como nunca pudieran lograr su cometido, solicitaron ayuda al gobierno federal, quien utilizó varias instituciones donde había instalado personajes afines a su ideología conservadora. Tanto la Procuraduría General de la República (PGR) junto a la CNDH, ambas dirigidas por personajes conservadores cercanos al PAN, por primer y única vez en la historia del país, promovieron otra acción de inconstitucionalidad ante la SCJN. Sin embargo, en contra de sus expectativas, esta última volvió a determinar la validez de las modificaciones legales.
Con la llegada del sexenio, el de Felipe Calderón Hinojosa, también del PAN, la cruzada antiderechos tomo mucha más fuerza. Esta vez, la supuesta "defensa al derecho a la vida" tomo un papel central, aunque paradójicamente, el gobierno federal desató una ola de violencia por una estrategia fallida para combatir el crimen organizado y que hasta la fecha no ha parado. Como parte de su programa electoral, en 2006, se planteó la promoción de "políticas públicas y programas en materia de educación sexual y de prevención de embarazos no planeados que respeten el derecho a la vida desde el momento de la concepción". En 2007, durante una visita oficial de la entonces presidenta de Chile, Michelle Bachelet Jeria, expresó que una posible legislación permisiva al aborto "solo dividiría a los mexicanos, por lo que sería mejor promover únicamente acciones en las que todos estén de acuerdo", así como "trabajar más en una educación de valores" y "regular la adopción". En 2011, en el penúltimo año de su mandato, solicitó al Senado retirar la Declaración Interpretativa de 1981 sobre el artículo 4.º de la Convención Americana sobre Derechos Humanos. Dicho texto señala, textualmente, que toda persona tiene derecho a que se respete su vida y estará protegido por la ley, en general, a partir del momento de la concepción. México, por su parte, respaldado por la resolución No. 23/81 al caso 2141 ("Baby Boy") de la CIDH Y Observación General No. 6 del Comité de Derechos Humanos de Naciones Unidas (CDH); siempre ha expresado que debido a la palabra en general, ese párrafo se traduce en que no deben existir obligaciones absolutas para penalizar aún más el aborto o para reducir los derechos sexuales y reproductivos de la ciudadanía mexicana al dotar de personalidad jurídica al nasciturus. Aquél presidente buscaba lo anterior ya que desde 2011 la Constitución general obliga a todas las autoridades a promover, respetar, proteger y garantizar los derechos humanos de conformidad con los tratados internacionales, favoreciendo en todo tiempo la protección más amplia a las personas. Es decir, temía que el aborto electivo se despenalizaría y legalizaría debido a que la gran mayoría de las organizaciones internacionales de derechos humanos no son partidarias a la restricción de la práctica. Su propuesta, afortunadamente, nunca prosperó.
Siguiendo el ejemplo de Chihuahua, numerosas entidades fueron en sentido contrario al DF y cambiaron sus constituciones locales para meter blindajes a la vida en gestación desde el momento de la concepción. Si bien tenían la intención de reducir los derechos sexuales y reproductivos de las mujeres y las personas gestantes en sus territorios, al impedir el acceso al aborto legal y seguro (contemplado en las causales de sus códigos penales) y obstaculizar futuros intentos para ampliar los supuestos o permitir el aborto voluntario; en realidad, nada de eso se cumplió y solo crearon mayor confusión, incertidumbre jurídica y prejuicios: Baja California (2008), Morelos (2008), Colima (2009), Durango (2009), Guanajuato (2009), Jalisco (2009), Nayarit (2009), Oaxaca (2009), Puebla (2009), Querétaro (2009), Quintana Roo (2009), San Luis Potosí (2009), Sonora (2009), Yucatán (2009), Chiapas (2010) y Tamaulipas (2010). Finalmente, en 2010, tanto la Academia Mexicana Ciencias como la Academia Nacional de Medicina de México se pronuncian contra de estas disposiciones, pues según sus miembros responden más a cuestiones religiosas que científicas (por lo que el Estado laico se estaría vulnerando) y empujan aún más a las mujeres (sobre todo las más marginadas) a buscar opciones que dañen su salud y pongan en riesgo su vida.

En 2009, el gobernador de Jalisco, Emilio González Márquez, promovió antes la SCJN, la controversia constitucional CC 54/2009 en contra de varios preceptos de la NOM-046-SSA2-2005, sobre todo de la anticonceptivos de emergencia (también conocida como píldora del día siguiente) para víctimas de violencia sexual al considerarla "abortiva". Fue hasta el 27 de mayo de 2010, cuando 10 de los 11 ministros del pleno no le dieron la razón y votaron por la completa validez de la normativa.

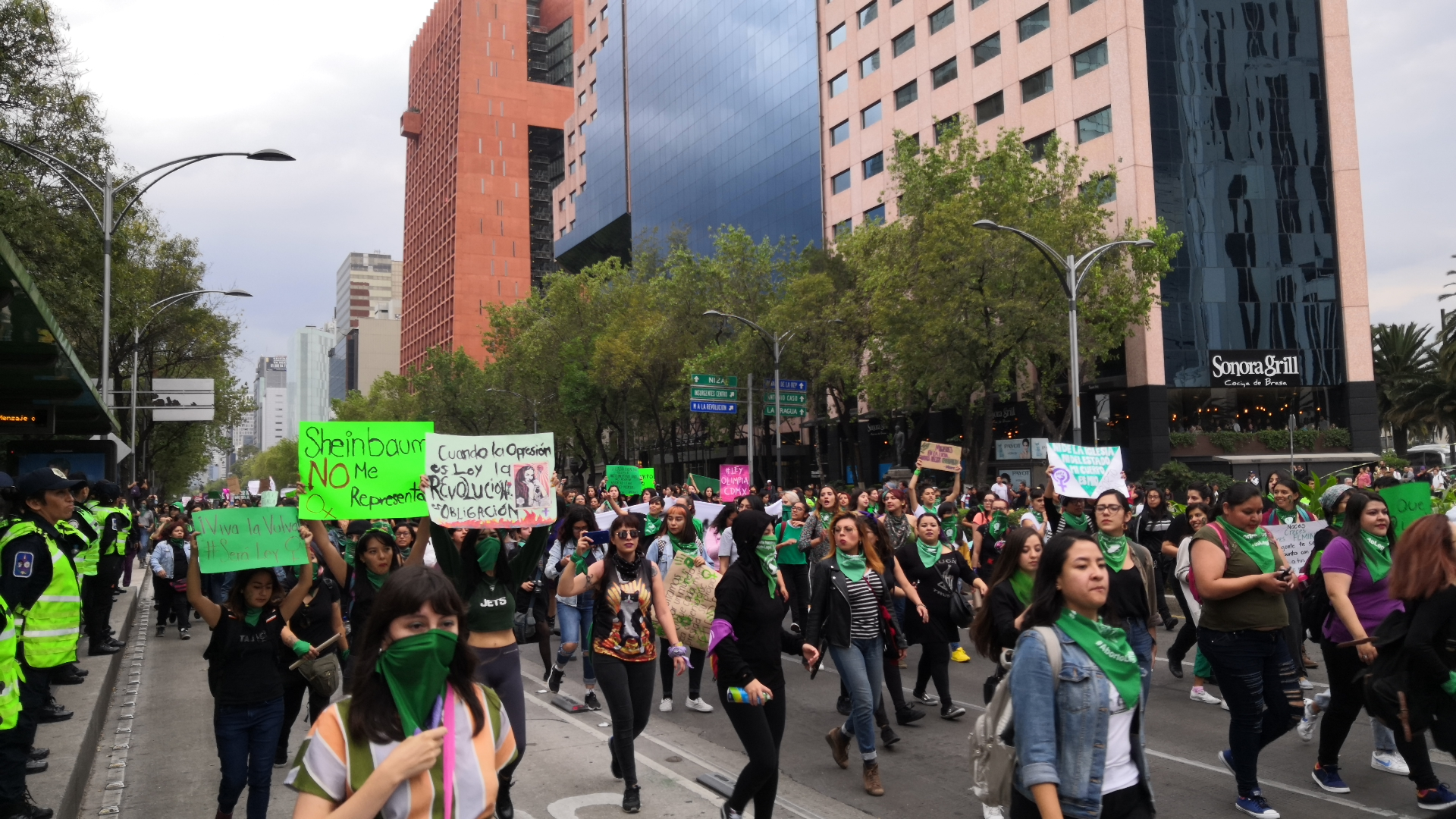
Marcha del 28 de septiembre de 2019 sobre avenida Reforma, en la Ciudad de México, en conmemoración del Día de Acción Global por el Acceso al Aborto Legal y Seguro.

En 2011, la Comisión Federal para la Protección contra Riesgos Sanitarios (Cofepris) autoriza la comercialización de la mifepristona para el tratamiento de hiperglucemia. Desde la década anterior, la misma comisión ya permitía la venta de misoprostol para el tratamiento de úlceras gástricas. Ambos tratamientos también se usan combinados para interrumpir embarazos de manera segura previo a la semana 10 de gestación y con una efectividad del 92%, siempre y cuando se ingiera la dosis correcta. Desde 1980, las mujeres brasileñas se dieron cuenta del efecto secundario abortivo del misoprostol, con una efectividad de entre el 84% al 87% cuando no está combinado. De esta manera, su uso en abortos clandestinos se expandió a otras zonas de América Latina. En México desde la década del 2000, sobre todo entre las mujeres de zonas urbanas, se ha utilizado como primera opción ya que, hasta la fecha, a diferencia de la mifepristona, no requiere receta médica y su precio es más bajo. Es desde este momento que las redes de acompañamiento de las colectivas y organizaciones feministas para la interrupción autogestionada del embarazo de manera segura, pero todavía ilegal, empezaron a vislumbrarse (como sucedía en los Estados Unidos en la década de 1960).
A mediados de 2012, se despenaliza y legaliza el aborto electivo en Uruguay, siendo el segundo país independiente de América Latina en hacerlo. También por esa fecha, en las elecciones federales de 2012, el PRI volvió al poder de la mano de Enrique Peña Nieto, el cual siempre se mostró ambivalente con respecto a este tema. Cuando aún era candidato, expresó que por un lado, no estaría a favor de poner los servicios públicos para que las mujeres pudieran abortar, pero por otro lado, tampoco estaría de acuerdo con criminalizar a las mujeres. Es más, en una reunión con la CEM, frente a varios sacerdotes, aseguró que aunque el respeto al derecho a la vida forma parte de sus convicciones personales, también se pronunciaba en contra de la criminalización de quien abortara, pues esa decisión debiera ser la última a la que eventualmente llegara una mujer. Además sostuvo que cuidaría el Estado laico. Si bien parte de sus propuestas incluían pacificar el país después del desastre que ocasionó el gobierno anterior, eso nunca se logró y la violencia creció mucho más, afectando también a las mujeres. No solo creció el feminicidio, sino también la impunidad hacia este crimen.
Las propuestas para despenalizar y legalizar el aborto voluntario fueron escasas o muy tímidas durante este periodo. Únicamente en 2014, la LXXII legislatura del Congreso del Estado de Michoacán, reformó el código penal local para aumentar una causal más, la de "precaria situación económica" dentro de las primeras 12 semanas de gestación. De esta manera, se convirtió en el segundo estado en hacerlo, junto a Yucatán, aunque con casi 70 años de diferencia.
Sin embargo, en 2017, el entonces procurador general, Raúl Cervantes Andrade impulsó ante la SCJN, la acción de inconstitucionalidad AI 148/2017 en contra de varios artículos del recién reformado Código Penal de Coahuila de Zaragoza, sobre todo en la penalización del aborto electivo al considerarlo contrario a los derechos de autonomía y libertad reproductiva de las mujeres. Fue hasta el 7 de septiembre de 2021, cuando 10 de los 11 ministros del pleno le dieron la razón y votaron por la completa invalidez de esos apartados. No solo eso, debido al nuevo ordenamiento jurídico sobre este tipo de jurisprudencias, a partir de ahora, el aborto voluntario en todo el país está despenalizado de facto, convirtiendo a México en el cuarto país independiente de América Latina en hacerlo.Finalmente, en 2018, el candidato del Movimiento de Regeneración Nacional (Morena), el cual suele clasificarse a veces como atrapalotodo y a veces a la izquierda populista en el espectro político mexicano, Andrés Manuel López Obrador, gana las elecciones federales de ese año. Aunque su gobierno ha tenido varias contradicciones ideológicas, en el país se vivió una especie de catarsis que ha hecho que numerosas causas sociales a favor de los derechos humanos, mismas que se venían arrastrando de los dos gobiernos anteriores, tomaran mucha más fuerza. Como si se tratara de una nueva cuarta ola del feminismo, las asociaciones, colectivas y organizaciones feministas a favor del aborto legal vuelven a tomar las calles debido a los escasos éxitos en la reducción de la impunidad y la violencia feminicida, así como por las declaraciones, un tanto hostiles, del nuevo presidente en contra de ese movimiento. Es así que, a partir de 2019, la marea verde llega a México proveniente de Argentina donde el aborto electivo fue despenalizado y legalizado a finales de 2020 (siendo el tercer país independiente de América Latina en hacerlo).

#### Década de 2020 en adelante
Las sentencias judiciales de 2021 de la SCJN no solo despenalizaron de facto el aborto electivo en el país, sino que también declararon inconstitucionales los blindajes absolutos a la vida prenatal, debilitando así la ola antiderechos que prevaleció durante las dos décadas anteriores. Asimismo, establecieron que tanto la legislación federal como la local deben incluir límites claros a la objeción de conciencia. La situación es similar a Colombia donde el aborto voluntario está despenalizado desde principios de 2022 (siendo el quinto país independiente de América Latina en hacerlo).
Dos años después, en 2023, la SCJN flexibilizó la impugnación de normas restrictivas mediante juicios de amparo indirectos y volvió a declarar inconstitucional la penalización del aborto voluntario, esta vez en el Código Penal Federal. Esto permitió que el servicio de interrupción legal del embarazo pudiera ser accesible en hospitales y clínicas del Instituto Mexicano del Seguro Social (IMSS), del Instituto de Seguridad y Servicios Sociales de los Trabajadores del Estado (ISSSTE), del Instituto de Seguridad Social para las Fuerzas Armadas Mexicanas (ISSFAM), de la empresa pública de Petróleos Mexicanos (PEMEX) y del programa IMSS-Bienestar. Aunque aún falta la armonización adecuada a la legislación federal.
A partir de este momento, numerosas entidades empiezan a liberalizar el aborto electivo. Al igual que en otros temas de libertades civiles en México (como el matrimonio igualitario o el reconocimiento a la identidad de género autopercibida); la batalla de las asociaciones, colectivas y organizaciones feministas a favor del aborto legal se descentraliza para enfocarse a nivel local. Las redes de acompañamiento en todo el país salen de la clandestinidad para exigir servicios de aborto seguro y voluntario de calidad y sin malos tratos en las instituciones públicas de salud en las entidades tanto permisivas como restrictivas. Hasta hace bien poco, la tendencia había sido muy restrictiva inclusive si la interrupción del embarazo se ajustaba a las causales legales de cada código penal. De manera general (a excepción de la Ciudad de México) hasta finales de la década de 2010 e inicios de la década de 2020, acceder a un aborto legal no era sencillo. La periodista Jo Tuckman del periódico The Guardian, señalaba en 2008 que en la práctica había pocos estados que lo facilitaran. Aunque, según ella, a veces tampoco se procesaban a los médicos que ofrecían opciones clandestinas, tanto seguras para las personas adineradas como potencialmente fatales para las personas pobres.La situación sigue estando lejos de ser perfecta, pero ahora se tiene a la sociedad civil para dialogar con las autoridades, hacer presión cuando no se les escucha (a través de manifestaciones o de la redacción y presentación de propuestas legislativas o amparos judiciales), monitorear abortos autogestionados, o crear redes de apoyo o de campañas de difusión y desestigmatización entre la población en general.
La diversidad sexogenérica regresa como un aliado importante en la lucha por la liberalización del aborto electivo (como en la década de 1970). Sin embargo, algunas corrientes feministas minoritarias, en particular aquellas clasificadas por algunas autoras como TERF (feministas radicales trans-excluyentes), no comparten esta postura. En la legislación mexicana comienza a aparecer la fórmula inclusiva de "mujeres y personas gestantes" para reconocer y abarcar a hombres trans, personas no binarias, queer, gender fluid, agénero o bigénero; ampliando así el marco de derechos reproductivos a todas las personas que puedan gestar.
A diferencia de México, en Estados Unidos se vive un retroceso en 2022 con el Caso Dobbs contra Jackson Women's Health Organization, el cual anula el Caso Roe contra Wade de 1973 y por lo tanto la protección constitucional al aborto a nivel federal en ese país. No solo eso, a partir de ese momento, ese país vive su propia ola antiderechos siendo mucho más restrictiva que la que hubo en México a finales de la década de 2000. Así, las mujeres y personas gestantes en Estados Unidos vuelven a cruzar la frontera para tener servicios de aborto seguro en territorio mexicano, pero ahora de manera legal. Las asociaciones, colectivas y organizaciones mexicanas también empiezan a tejer redes transfronterizas.
Durante el mandato de AMLO, el expresidente mantuvo una postura distante respecto al tema del aborto. No obstante, su gobierno tomó medidas discretas, como la elaboración del Lineamiento Técnico para la Atención del Aborto Seguro en México y la creación de los Servicios de Aborto Seguro en las 32 entidades del país.
En 2024, por primera vez en la historia de México, Claudia Sheinbaum, una candidata que algunas personas identifican con los sectores de la izquierda progresista también de Morena, ganó las elecciones federales de ese año. Está por verse si su gobierno adoptará una postura más explícita en apoyo al aborto voluntario.

### Cronología
| Año    | Entidad             | Aprobación       | Entrada vigor    | Modificación                              | Método                       | Efectos                                          | Publicado en |
| ------ | ------------------- | ---------------- | ---------------- | ----------------------------------------- | ---------------------------- | ------------------------------------------------ | --- |
| 2007   | Ciudad de México    | 24 de abril      | 27 de abril      | Código Penal Ley de Salud                 | Reforma legislativa          | Despenalización Legalización                     | Gaceta Oficial del Distrito Federal, décima séptima época, n.º 70                                                                |
| 2019   | Oaxaca              | 25 de septiembre | 25 de octubre    | Código Penal                              | Reforma legislativa          | Despenalización                                  | Periódico Oficial de Oaxaca, tomo CI, extraordinario                                                                             |
| 2021   | Hidalgo             | 30 de junio      | 7 de julio       | Código Penal Ley de Salud                 | Reforma legislativa          | Despenalización Legalización                     | Periódico Oficial de Hidalgo, tomo CLIV, alcance 7, n.º 27                                                                       |
| 2021   | Veracruz            | 20 de julio      | 21 de julio      | Código Penal                              | Reforma legislativa          | Despenalización                                  | Gaceta Oficial de Veracruz, tomo CCIV, n.º 286 extraordinario, número extraordinario tomo III                                    |
| 2021   | Veracruz            | 11 de noviembre  | 12 de noviembre  | Protocolo de los servicios                | Decisión del ejecutivo       | Legalización                                     | Gaceta Oficial de Veracruz, tomo CCIV, n.º 450 extraordinario, número extraordinario tomo III                                    |
| 2021   | Coahuila            | 7 de septiembre  | 9 de septiembre  | Código Penal                              | Sentencia judicial           | Despenalización                                  | Diario Oficial de la Federación, edición matutina n.º 16 del 19 de enero de 2022                                                 |
| 2021   | Oaxaca              | 22 de septiembre | 17 de octubre    | Ley de Salud                              | Reforma legislativa          | Legalización                                     | Periódico Oficial de Oaxaca, tomo CIII, n.º 42                                                                                   |
| 2021   | Oaxaca              | 29 de septiembre | 24 de octubre    | Constitución                              | Reforma legislativa          | Armonización                                     | Periódico Oficial de Oaxaca, tomo CIII, n.º 43                                                                                   |
| 2021   | Baja California     | 29 de octubre    | 13 de noviembre  | Código Penal Ley de Salud Ley de Víctimas | Reforma legislativa          | Despenalización Legalización                     | Periódico Oficial de Baja California, tomo CXXVIII, sección III, n.º 93, sección II                                              |
| 2021   | Colima              | 29 de septiembre | 25 de noviembre  | Constitución                              | Reforma legislativa          | Armonización                                     | Periódico Oficial de Colima, edición extraordinaria, tomo CVI, n.º 90                                                            |
| 2021   | Colima              | 1 de diciembre   | 12 de diciembre  | Código Penal Ley de Salud                 | Reforma legislativa          | Despenalización Legalización                     | Periódico Oficial de Colima, edición ordinaria, tomo CVI, suplemento 3, n.º 96                                                   |
| 2022   | Sinaloa             | 8 de marzo       | 12 de marzo      | Código Penal Ley de Salud Código Civil    | Reforma legislativa          | Despenalización Legalización                     | Periódico Oficial de Sinaloa, tomo CXII, 3.ª época, n.º 031                                                                      |
| 2022   | Sinaloa             | 9 de marzo       | 9 de abril       | Constitución                              | Reforma legislativa          | Armonización                                     | Periódico Oficial de Sinaloa, tomo CXII, 3.ª época, n.º 043                                                                      |
| 2022   | Guerrero            | 17 de mayo       | 21 de mayo       | Código Penal                              | Reforma legislativa          | Despenalización                                  | Periódico Oficial de Guerrero, año CIII, edición n.º 40, alcance I                                                               |
| 2022   | Baja California Sur | 2 de junio       | 15 de junio      | Código Penal Ley de Salud                 | Despenalización Legalización | Reforma legislativa                              | Boletín Oficial de Baja California Sur, tomo XLIX, n.º 36                                                                        |
| 2022   | Quintana Roo        | 26 de octubre    | 29 de octubre    | Código Penal                              | Reforma legislativa          | Despenalización                                  | Periódico Oficial de Quintana Roo, tomo III, n.º 179 extraordinario, Décima Época                                                |
| 2023   | Aguascalientes      | 30 de agosto     | 30 de agosto     | Código Penal                              | Sentencia judicial           | Mandato para despenalizar                        | Pendiente |
| 2023   | Aguascalientes      | 14 de diciembre  | 28 de diciembre  | Código Penal                              | Reforma legislativa          | Despenalización                                  | Periódico Oficial de Aguascalientes, tomo XXIV, n.º 60 extraordinario                                                            |
| 2024   | Jalisco             | 25 de abril      | 25 de abril      | Código Penal                              | Sentencia judicial           | Mandato para despenalizar                        | Pendiente |
| 2024   | Jalisco             | 4 de octubre     | 9 de octubre     | Código Penal                              | Reforma legislativa          | Despenalización                                  | Periódico Oficial de Jalisco, tomo CDXI, n.º 39, sección IV                                                                      |
| 2024   | Chihuahua           | 27 de mayo       | 27 de mayo       | Ley de Salud                              | Sentencia judicial           | Mandato para despenalizar                        | Pendiente |
| 2024   | Puebla              | 15 de julio      | 16 de agosto     | Código Penal                              | Reforma legislativa          | Despenalización                                  | Periódico Oficial de Puebla, edición vespertina, tomo DXCII, n.º 11                                                              |
| 2024   | Nayarit             | 2 de agosto      | 2 de agosto      | Código Penal                              | Sentencia judicial           | Mandato para despenalizar                        | Pendiente |
| 2024   | Zacatecas           | 9 de agosto      | 9 de agosto      | Código Penal                              | Sentencia judicial           | Mandato para despenalizar                        | Pendiente |
| 2024   | Zacatecas           | 20 de noviembre  | 1 de diciembre   | Código Penal                              | Reforma legislativa          | Despenalización                                  | Periódico Oficial de Zacatecas, tomo CXXXIV, n.º 96                                                                              |
| 2024   | Yucatán             | 21 de agosto     | 21 de agosto     | Código Penal                              | Sentencia judicial           | Mandato para despenalizar                        | Pendiente |
| 2024   | Aguascalientes      | 28 de agosto     | 24 de septiembre | Código Penal                              | Reforma legislativa          | Retroceso                                        | Periódico Oficial de Aguascalientes, tomo LXXXVII, n.º 39, primera sección                                                       |
| 2024   | San Luis Potosí     | 26 de septiembre | 26 de septiembre | Código Penal                              | Sentencia judicial           | Mandato para despenalizar                        | Pendiente |
| 2024   | San Luis Potosí     | 7 de noviembre   | 13 de noviembre  | Código Penal                              | Reforma legislativa          | Despenalización                                  | Periódico Oficial de San Luis Potosí, año CVII, tomo II, edición extraordinaria                                                  |
| 2024   | San Luis Potosí     | 13 de diciembre  | 28 de mayo       | Ley de Salud Constitución                 | Reforma legislativa          | Legalización                                     | Periódico Oficial de San Luis Potosí, año CVIII, tomo II, edición extraordinaria                                                 |
| 2024   | San Luis Potosí     | 13 de diciembre  | Pendiente        | Ley de Salud Constitución                 | Reforma legislativa          | Armonización                                     | Periódico Oficial de San Luis Potosí, año CVIII, tomo II, edición extraordinaria                                                 |
| 2024   | Quintana Roo        | 26 de marzo      | 10 de octubre    | Código Penal                              | Reforma legislativa          | Rectificación                                    | Periódico Oficial de Quintana Roo, tomo III, n.º 201 extraordinario, Décima Época                                                |
| 2024   | Michoacán           | 10 de octubre    | 12 de octubre    | Código Penal                              | Reforma legislativa          | Despenalización                                  | Periódico Oficial de Michoacán, tomo CLXXXVI, n.º 62, décima sección                                                             |
| 2024   | Michoacán           | 7 de noviembre   | 8 de noviembre   | Protocolo de los servicios                | Decisión del ejecutivo       | Legalización                                     | Periódico Oficial de Michoacán, tomo CLXXXVI, n.º 81, décima primera sección                                                     |
| 2024   | Morelos             | 29 de octubre    | 29 de octubre    | Código Penal                              | Sentencia judicial           | Mandato para despenalizar                        | Pendiente |
| 2024   | Chiapas             | 7 de noviembre   | 7 de noviembre   | Código Penal                              | Sentencia judicial           | Mandato para despenalizar                        | Pendiente |
| 2024   | Chiapas             | 19 de noviembre  | 22 de noviembre  | Constitución                              | Reforma legislativa          | Armonización                                     | Periódico Oficial de Chiapas, tomo III, n.º 377                                                                                  |
| 2024   | Chiapas             | 26 de noviembre  | 28 de noviembre  | Código Penal                              | Reforma legislativa          | Despenalización                                  | Periódico Oficial de Chiapas, tomo III, n.º 379                                                                                  |
| 2024   | Estado de México    | 25 de noviembre  | 7 de diciembre   | Código Penal                              | Reforma legislativa          | Despenalización                                  | Periódico Oficial del Estado de México, tomo CCXVIII, n.º 106, Sección Segunda                                                   |
| 2025   | Nayarit             | 24 de enero      | 28 de enero      | Código Penal                              | Reforma legislativa          | Despenalización                                  | Periódico Oficial de Nayarit, tomo CCXVI, n.º 016, tiraje 030, Sección Sexta                                                     |
| 2025   | Chihuahua           | 30 de enero      | 25 de marzo      | Código Penal                              | Sentencia judicial           | Despenalización                                  | Diario Oficial de la Federación, edición matutina n.º 102/2025 del 15 de abril de 2025                                           |
| 2025   | Campeche            | 25 de febrero    | 26 de febrero    | Código Penal                              | Reforma legislativa          | Despenalización                                  | Periódico Oficial de Campeche, Cuarta Época, Año X, No. 2361, Segunda Sección                                                    |
| 2025   | Michoacán           | 27 de febrero    | 11 de marzo      | Ley de Salud                              | Reforma legislativa          | Legalización                                     | Periódico Oficial de Michoacán, tomo CLXXXVII, n.º 68, décima primera sección                                                    |
| 2025   | Zacatecas           | 25 de marzo      | Pendiente        | Ley de Salud                              | Reforma legislativa          | Legalización                                     | Pendiente |
| 2025   | Yucatán             | 9 de abril       | 8 de mayo        | Código Penal                              | Reforma legislativa          | Despenalización                                  | Diario Oficial del Estado de Yucatán, Año CXXVIII, No. 35,698                                                                    |
| 2025   | Tabasco             | 14 de mayo       | 18 de mayo       | Código Penal                              | Reforma legislativa          | Despenalización                                  | Periódico Oficial del Estado de Tabasco, Época 7A, Suplemento O, Edición 8590                                                    |
| 2025   | Durango             | 18 de julio      | 18 de julio      | Código Penal                              | Sentencia judicial           | Mandato para despenalizar                        | Pendiente |
| México | 2021                | 7 de septiembre  | 9 de septiembre  | Código Penal de Coahuila                  | Sentencia judicial           | Inconstitucionalidad de las condenas             | Diario Oficial de la Federación, edición matutina n.º 16 del 19 de enero de 2022                                                 |
| México | 2021                | 7 de septiembre  | 9 de septiembre  | Constitución del Estado de Sinaloa        | Sentencia judicial           | Inconstitucionalidad de los blindajes antiaborto | Diario Oficial de la Federación, edición matutina n.º 16 del 19 de enero de 2022                                                 |
| México | 2021                | 20 de septiembre | 20 de septiembre | Ley General de Salud                      | Sentencia judicial           | Límites a la objeción de consciencia             | Diario Oficial de la Federación, edición matutina n.º 21 del 12 de diciembre de 2021                                             |
| México | 2023                | 21 de junio      | 21 de junio      | -                                         | Sentencia judicial           | Impugnación por juicio de amparo                 | Gaceta del Semanario Judicial de la Federación. Undécima Época. Primera Sala. Libro 32. Diciembre de 2023. Tomo II. Página: 1855 |
| México | 2023                | 6 de septiembre  | 6 de septiembre  | Código Penal Federal                      | Sentencia judicial           | Inconstitucionalidad de las condenas             | Amparo en Revisión 267/2023 |
| México | 2025                | 23 de enero      | 24 de enero      | -                                         | Decisión administrativa      | Protocolos de atención (ISSSTE)                  | Diario Oficial de la Federación, edición matutina n.º 021/2025 del 23 de enero de 2025                                           |

## Consecuencias del aborto voluntario ilegal

### Opacidad e injusticia
Algunas colectivas y asociaciones indican que es difícil saber el número exacto de personas sentenciadas porque no hay información clara, está incompleta o simplemente no existe. Otras veces, las autoridades no han querido cooperar y los datos llegan muy tarde (o nunca llegan). Sin embargo, estas organizaciones calculan que, en 2021, son aproximadamente 200 mujeres las que estarían privadas de la libertad por haber abortado. Por su parte la Segob, a través de la Conavim, asegura que son 432 carpetas de investigación las que se han abierto entre enero y julio de 2021 y que están siendo revisadas para ayudar en la liberación de las y los sentenciados, cumpliendo así con lo dispuesto por la SCJN en septiembre de 2021.
En México, el machismo y el conservadurismo religioso han dominado durante mucho tiempo, por lo que persiste un fuerte estigma social en torno al aborto. Muchas personas aún tienen la idea de que la maternidad es la función obligatoria de las mujeres, y lamentablemente esto ha permeado en las instituciones del Estado. En un país donde se calcula que la impunidad es de hasta el 99%, la justicia hacía hasta lo imposible para encarcelar, a como diera lugar, no solo a las mujeres que decidían interrumpir sus embarazos de manera voluntaria, sino también a aquellas que sufrían abortos espontáneos e imprudenciales (totalmente despenalizado en 30 de las 32 entidades federativas). Entre los más afectados, se encuentran personas que ya se encontraban vulneradas por su condición étnica (mujeres indígenas y muchas veces no hispanohablantes), sus ingresos económicos (en pobreza) y por su nivel de estudios (con apenas educación básica terminada o menos); por lo que se habla de una total revictimización.
Debido a la escasa perspectiva de género y sensibilización en los derechos humanos de las instituciones del Estado; muchos fiscales, jueces y personal médico y de enfermería eran cómplices. Como si se tratara de una venganza moral, se clasificaban los casos para que las personas fueran sentenciadas por otros delitos con penas mayores como el infanticidio, el filicidio, el homicidio en razón de parentesco o la omisión de cuidados. En varias ocasiones, se violó el principio de presunción de inocencia y el debido proceso, consagrado en las leyes mexicanas, o se recurrió a la tortura para obtener confesiones (que podían ser falsas). Se condicionaba la asistencia sanitaria siempre y cuando aceptaran que se habían realizado un aborto (aunque esto no fuera verdad). Cuando alguien llegaba a los servicios médicos por una emergencia obstétrica, se presionaba a las víctimas para que estas se echaran la culpa de algo que quizás no hicieron, o peor aún, se mentía a las autoridades para inculpar a personas que podían ser inocentes. Las asociaciones, colectivas y organizaciones feministas a favor del aborto legal han documentado varios de estos abusos en las últimas 3 décadas. De hecho, lamentablemente, ha sido gracias a la presión social lo que ha hecho que las instituciones trabajen a favor de las mujeres y personas gestantes que ellas mismas revictimizaron:
- El caso Paulina en Baja California de 1999.[349]
- El caso Irma Felipe en el Estado de México de 2005[350][351]
- El caso Helena en San Luis Potosí de 2009[352]
- El caso Las Libres en Guanajuato de 2010.[353][354]
- El caso Evelia en Yucatán de 2010.[355]
- El caso Elena en Michoacán de 2011[356]
- El caso Marisa en la Ciudad de México de 2013.[357][358][359]
- El caso Adriana en Guerrero de 2014.[360][361]
- El caso Marimar en Morelos de 2015.[362][363]
- El caso Carlota en Hidalgo de 2015.[364][365]
- El caso Daphne en Querétaro de 2015.[366][367]
- El caso Fernanda en Oaxaca de 2016.[368]
- El caso Jessica en Chiapas de 2018.[369][370]
- El caso Aurelia en Guerrero de 2019.[371][372][373]
- El caso Diana Patricia en Veracruz de 2021.[374][375][376]
- El caso María en Guerrero de 2022.[377][378][379]
- El caso Rocío en Jalisco de 2024.[380][381]
- El caso Esmeralda en Querétaro de 2024.[382][383]

Es por esto que las medidas alternativas pueden ser problemáticas cuando no se menciona la perspectiva de género, la sensibilización en los derechos humanos y la elusión a estereotipos que estigmaticen, discrimine o atenten contra la dignidad de las personas. Por un lado, sólo algunos códigos locales indican que se debe ser respetuoso con los derechos humanos de la mujer o la persona gestante o con lo dispuesto en sus respectivas leyes de acceso a una vida libre de violencia para las mujeres. Por otro lado, algunas otras entidades aún señalan los supuestos “valores humanos de la maternidad” y el “fortalecimiento de la familia”, lo que refuerza el concepto arcaico y conservador de la maternidad como una función obligatoria de todas las mujeres (totalmente contrario a los ideales progresistas de la Constitución general y de las jurisprudencias de la SCJN).
En cuanto al número total de abortos realizados en del país, un estudio realizado en 2008 por el Consejo Nacional de Población (Conapo), El Colegio de México, la oficina mexicana del Population Council y el Instituto Guttmacherestimó que se realizaron 874 747 abortos en 2006, con un promedio de 33 abortos por cada 1 000 mujeres entre las edades de 15 y 44 (ligeramente superior al promedio para América Latina de 31 por 1 000). Así mismo, ocurrieron aproximadamente 44 abortos por cada 100 nacidos vivos. Según el mismo Instituto Guttmacher, y a pesar de las restricciones legales, de 1990 a 2006 hubo un incremento de casi 33% en la tasa de aborto inducido en todo México. En un estudio de 2013 realizado por la demógrafa Fátima Juárez la mitad de los embarazos en México son embarazos no planeados, de los cuales la mayoría terminan en aborto, una tercera parte en nacimientos no planeados y cerca de 10 por ciento en abortos espontáneos.
Según un estudio denominado Panorama actual sobre el aborto en México, realizado por Irma Kánter Coronel y publicado en 2021 por el Instituto Belisario Domínguez del Senado; en el país se realizan al año un millón 26 mil abortos. De estos, aproximadamente la mitad fueron por embarazos no deseados.

### Mortalidad Materna y aborto inseguro
Debido a que la mayoría de las muertes que se presentan bajo las circunstancias antes descritas son atribuibles a causas prevenibles, la mortalidad es un asunto derechos humanos. Así, este tema ha sido reconocido y analizado por varias instituciones y organismos internacionales. Por ejemplo, en 2009, la Comisión de Derechos Humanos de las Naciones Unidas expresó su preocupación por alta Razón de Muerte Materna (RMM) en el mundo. Asimismo, solicitó a los Estados miembros renovar su compromiso de eliminar los casos de mortalidad y morbilidad materna prevenibles en cumplimiento de sus obligaciones adquiridas en materia de derechos humanos.
Por una parte, la reducción de la RMM en 75% entre 1990 y 2015 fue incluida como parte de los Objetivos de Desarrollo del Milenio (ODM). Dicha mención representa el compromiso de los Estados miembros de la ONU para reducir la muerte materna y mejorar los servicios de salud, reiterando sus compromisos internacionales de la Conferencia Internacional sobre Población y Desarrollo - El Cairo 1994, la Conferencia Mundial sobre la Mujer de 1995 de Beijing y la Declaración y Plataforma de Acción de Beijing de 1995.
Por otro lado, de acuerdo con la Organización Mundial de Salud (OMS), todos los días mueren en el mundo 800 mujeres por causas relacionadas con el embarazo y el parto. La mayor parte de esas muertes son prevenibles y un porcentaje muy grande corresponde a mujeres en situación de vulnerabilidad: en ámbitos rurales, de comunidades indígenas, afrodescendientes o empobrecidas. Las causas directas de la mortalidad materna incluyen la eclampsia y preclamsia, las hemorragias, las infecciones y los abortos clandestinos e ilegales, realizados en condiciones inseguras y peligrosas. Muchas de estas causas se relacionan con la falta de acceso a servicios de salud de calidad, pues se asocian a costos elevados en la atención médica, deficiencias en los insumos o equipos y la falta de personal capacitado. Igualmente, existen barreras estructurales como las leyes, políticas y prácticas que perpetúan la discriminación contra las mujeres en el ámbito social, económico y familiar.
De los 4.4 millones de abortos realizados en América Latina y el Caribe en 2008, el 95% fueron calificados como inseguros. El aborto con medicamentos usualmente basado en misoprostol, obtenido por una variedad de fuentes, es cada vez más común en toda la región y ha aumentado la seguridad de los procedimientos clandestinos. El uso de este método es particularmente común en Brasil, Colombia, Ecuador, México, Perú y la República Dominicana. Sin embargo, las mujeres sin recursos económicos suficientes o con otras desventajas recurren a métodos inseguros y a lugares o personas inadecuadamente capacitados. Según la misma OMS, en 2008, el 12% de todas las muertes maternas en América Latina y el Caribe (1 100 en total) se debieron a abortos inseguros. Cerca de un millón de mujeres en América Latina y el Caribe son hospitalizadas anualmente para ser tratadas por complicaciones derivadas de abortos inseguros.
Asimismo, la Comisión Interamericana de Derechos Humanos (CIDH) ha reiterado que la falta de acceso a servicios adecuados de salud materna constituye una infracción de los derechos humanos de las mujeres, particularmente en lo que respecta a su integridad personal, su salud reproductiva y su derecho a no ser objeto de discriminación por razones de género. En este sentido, ha subrayado que es esencial que los Estados miembros de la Organización de Estados Americanos adopten "medidas prioritarias inmediatas" para abordar esta problemática y reducir la mortalidad materna. Dentro de las recomendaciones emitidas por la CIDH para que los Estados cumplan con sus obligaciones en esta área, se incluye la garantía de acceso rápido a recursos judiciales efectivos para las mujeres que consideren que el Estado no ha cumplido con sus responsabilidades en el ámbito de la salud materna. Por lo tanto, además de las medidas que los Estados deben implementar para prevenir la muerte materna en el sector sanitario, resulta imprescindible promover el acceso a la justicia tanto en casos de mortalidad materna como en aquellos que impliquen complicaciones graves o discapacitantes. El principal mecanismo para asegurar una adecuada investigación y sanción de estas vulneraciones es garantizar que las víctimas y sus familiares cuenten con recursos eficaces y protección judicial. Adicionalmente, las investigaciones judiciales orientadas a establecer la responsabilidad del Estado en estos casos son cruciales para identificar y erradicar las prácticas discriminatorias que perpetúan la mortalidad materna, reparar el daño a las afectadas y fomentar la implementación de reformas legislativas y políticas públicas que eviten la repetición de estos casos.
En 2011 la Convención sobre la Eliminación de Todas las Formas de Discriminación Contra la Mujer (CEDAW) decidió sobre el primer caso de este tipo presentado a nivel internacional, en el cual condenó al Estado brasileño por la falta de medidas efectivas para prevenir la muerte materna de una joven afrodescendiente.
Raffaela Schiavon, directora de la organización Ipas México, mencionó en 2012 que el aborto clandestino o ilegal, realizado en condiciones inseguras y peligrosas, representaría un 7% del total de las muertes maternas en el país. No obstante, estas cifras siguen estando en discusión, ya que los datos son incompletos (sanidad pública, pero no privada) o parciales. Sobre todo porque, previo a la década de 2020, la gran mayoría de las entidades no llevaban un registro oficial de estos procedimientos. Así, algunas investigaciones realizadas por actores ligados a instituciones conservadoras o de fuerte arraigo religioso (como la Universidad Popular Autónoma del Estado de Puebla), han tratado de subestimar el problema de la mortalidad materna debido a procedimientos de aborto clandestino. Y por lo tanto, abonar así en la rétorica antiderechos de continuar con la penalización y la ilegalización del aborto voluntario.

## Debate sobre el aborto electivo
La despenalización del aborto en México es uno de los temas más controversiales de la sociedad actual. Por una parte, existen quienes consideran que la interrupción del embarazo es un problema de salud pública y como tal, debe poder realizarse de manera segura, libre y gratuita. 
Desde esta perspectiva de salud pública, se ha observado que en países donde no es legal se propicia que se incurran en métodos con alto riesgo para la salud de la mujer. Por lo que resulta que países con restricciones a abortos inducidos tienen alta incidencia en uso de métodos inseguros para la salud de la mujer, en comparación con países sin restricciones.
La Organización Mundial de la Salud ha propuesto abordar el problema del aborto inducido con métodos inseguros para la mujer proponiendo la legalización del aborto, la capacitación del personal médico y asegurar el acceso a servicios de salud reproductiva y planificación familiar.
En Estados Unidos se ha encontrado una relación estadística entre el comienzo de la libertad de la mujer sobre abortar y la disminución de la violencia criminal 20 años después. Los defensores de la penalización del aborto sostienen que el feto y el embrión constituyen un ser humano con todos los derechos.
Por el otro lado, grupos en contra del aborto, apelan a que se trata de una acción no ética que rebasa la moral e integridad de quienes deciden practicarlo.

## Situación por entidad
De manera resumida, se menciona de manera cronológica el desarrollo en la liberalización del aborto electivo. En algunas entidades federativas este proceso inició con una sentencia judicial para obligar a que el poder legislativo local armonice su normativa local. En el caso de estas entidades, se contempla ese momento original para considerar su posición ordinal en esta lista. Se describirá, de manera muy general, la situación que se vive actualmente. La información detallada y particular se encuentra en los artículos principales recomendados.

### Ciudad de México
| Despenalización                                     | 2007 (parcial)                                                                                 |
| Legalización                                        | 2004 (límites y protocolos básicos)                                                            |
| Candado constitucional                              | Ninguno. Nunca lo hubo.                                                                        |
| Límite gestacional                                  | 12 semanas (a partir de la implantación)                                                       |
| Causales y supuestos después del límite gestacional | Imprudencial                                                                                   |
| Causales y supuestos después del límite gestacional | Violación                                                                                      |
| Causales y supuestos después del límite gestacional | Fecundación asistida indebida                                                                  |
| Causales y supuestos después del límite gestacional | Daño a la salud                                                                                |
| Causales y supuestos después del límite gestacional | Alteración al producto                                                                         |
| Unidades de atención                                | 15 públicas (servicio gratuito universal)                                                      |
| Unidades de atención                                | Numerosas privadas (en las demarcaciones principales)                                          |
| Actualización de datos                              | El gobierno local actualiza y publica estadísticas, procedimientos y requisitos constantemente |

### Oaxaca
| Despenalización                                     | 2019 (parcial)                                                                                     |
| Legalización                                        | 2021 (límites y protocolos básicos)                                                                |
| Candado constitucional                              | Ninguno. Existió uno entre 2009 y 2021.                                                            |
| Límite gestacional                                  | 12 semanas (a partir de la implantación)                                                           |
| Causales y supuestos después del límite gestacional | Imprudencial                                                                                       |
| Causales y supuestos después del límite gestacional | Violación                                                                                          |
| Causales y supuestos después del límite gestacional | Fecundación asistida indebida                                                                      |
| Causales y supuestos después del límite gestacional | Peligro de muerte                                                                                  |
| Causales y supuestos después del límite gestacional | Daño a la salud                                                                                    |
| Causales y supuestos después del límite gestacional | Alteración al producto                                                                             |
| Unidades de atención                                | 10 públicas (servicio gratuito universal)                                                          |
| Unidades de atención                                | Algunas privadas (en las ciudades principales)                                                     |
| Actualización de datos                              | El gobierno local no actualiza ni publica estadísticas, procedimientos y requisitos constantemente |

### Hidalgo
| Despenalización                                     | 2021 (parcial)                                                                                     |
| Legalización                                        | 2021 (límites y protocolos básicos)                                                                |
| Candado constitucional                              | Ninguno. Nunca lo hubo.                                                                            |
| Límite gestacional                                  | 12 semanas (a partir de la implantación)                                                           |
| Causales y supuestos después del límite gestacional | Imprudencial                                                                                       |
| Causales y supuestos después del límite gestacional | Violación                                                                                          |
| Causales y supuestos después del límite gestacional | Fecundación asistida indebida                                                                      |
| Causales y supuestos después del límite gestacional | Peligro de muerte                                                                                  |
| Causales y supuestos después del límite gestacional | Daño a la salud                                                                                    |
| Causales y supuestos después del límite gestacional | Alteración al producto                                                                             |
| Unidades de atención                                | 16 públicas (servicio gratuito universal)                                                          |
| Unidades de atención                                | Algunas privadas (en las ciudades principales)                                                     |
| Actualización de datos                              | El gobierno local no actualiza ni publica estadísticas, procedimientos y requisitos constantemente |

### Veracruz
| Despenalización                                     | 2021 (parcial)                                                                                     |
| Legalización                                        | Pendiente                                                                                          |
| Candado constitucional                              | Sí. Desde 2017 (declarado inconstitucional en 2022)                                                |
| Límite gestacional                                  | 12 semanas (a partir de la implantación)                                                           |
| Causales y supuestos después del límite gestacional | Imprudencial                                                                                       |
| Causales y supuestos después del límite gestacional | Violación                                                                                          |
| Causales y supuestos después del límite gestacional | Fecundación asistida indebida                                                                      |
| Causales y supuestos después del límite gestacional | Peligro de muerte                                                                                  |
| Causales y supuestos después del límite gestacional | Daño a la salud                                                                                    |
| Causales y supuestos después del límite gestacional | Alteración al producto                                                                             |
| Unidades de atención                                | 7 públicas (servicio gratuito universal)                                                           |
| Unidades de atención                                | Algunas privadas (en las ciudades principales)                                                     |
| Actualización de datos                              | El gobierno local no actualiza ni publica estadísticas, procedimientos y requisitos constantemente |

### Coahuila
| Despenalización                                     | 2021 (parcial)                                                                                     |
| Legalización                                        | Pendiente                                                                                          |
| Candado constitucional                              | Ninguno. Nunca lo hubo.                                                                            |
| Límite gestacional                                  | No definido                                                                                        |
| Causales y supuestos después del límite gestacional | Imprudencial                                                                                       |
| Causales y supuestos después del límite gestacional | Violación                                                                                          |
| Causales y supuestos después del límite gestacional | Fecundación asistida indebida                                                                      |
| Causales y supuestos después del límite gestacional | Daño a la salud                                                                                    |
| Causales y supuestos después del límite gestacional | Alteración al producto                                                                             |
| Unidades de atención                                | 7 públicas (servicio gratuito universal)                                                           |
| Unidades de atención                                | Algunas privadas (en las ciudades principales)                                                     |
| Actualización de datos                              | El gobierno local no actualiza ni publica estadísticas, procedimientos y requisitos constantemente |

### Baja California
| Despenalización                                     | 2021 (parcial)                                                                                     |
| Legalización                                        | 2021 (límites y protocolos básicos)                                                                |
| Candado constitucional                              | Sí. Desde 2008 (considerada inconstitucional desde 2021)                                           |
| Límite gestacional                                  | 12 semanas (a partir de la implantación)                                                           |
| Causales y supuestos después del límite gestacional | Imprudencial                                                                                       |
| Causales y supuestos después del límite gestacional | Violación                                                                                          |
| Causales y supuestos después del límite gestacional | Fecundación asistida indebida                                                                      |
| Causales y supuestos después del límite gestacional | Daño a la salud                                                                                    |
| Causales y supuestos después del límite gestacional | Alteración al producto                                                                             |
| Unidades de atención                                | 8 públicas (servicio gratuito universal)                                                           |
| Unidades de atención                                | Algunas privadas (en las ciudades principales)                                                     |
| Actualización de datos                              | El gobierno local no actualiza ni publica estadísticas, procedimientos y requisitos constantemente |

### Colima
| Despenalización                                     | 2021 (parcial)                                                                                     |
| Legalización                                        | 2021 (límites y protocolos básicos)                                                                |
| Candado constitucional                              | Ninguno. Existió uno entre 2009 y 2021.                                                            |
| Límite gestacional                                  | 12 semanas (a partir de la implantación)                                                           |
| Causales y supuestos después del límite gestacional | Imprudencial                                                                                       |
| Causales y supuestos después del límite gestacional | Violación                                                                                          |
| Causales y supuestos después del límite gestacional | Fecundación asistida indebida                                                                      |
| Causales y supuestos después del límite gestacional | Peligro de muerte                                                                                  |
| Causales y supuestos después del límite gestacional | Daño a la salud                                                                                    |
| Causales y supuestos después del límite gestacional | Alteración al producto                                                                             |
| Causales y supuestos después del límite gestacional | Obstaculización del servicio                                                                       |
| Causales y supuestos después del límite gestacional | Omisión de información                                                                             |
| Unidades de atención                                | 4 públicas (servicio gratuito universal)                                                           |
| Unidades de atención                                | Algunas privadas (en las ciudades principales)                                                     |
| Actualización de datos                              | El gobierno local no actualiza ni publica estadísticas, procedimientos y requisitos constantemente |

### Sinaloa
| Despenalización                                     | 2022 (parcial)                                                                                     |
| Legalización                                        | 2022 (límites y protocolos básicos)                                                                |
| Candado constitucional                              | Ninguno. Existió uno entre 2018 y 2022.                                                            |
| Límite gestacional                                  | 13 semanas (a partir de la implantación)                                                           |
| Causales y supuestos después del límite gestacional | Imprudencial                                                                                       |
| Causales y supuestos después del límite gestacional | Violación                                                                                          |
| Causales y supuestos después del límite gestacional | Fecundación asistida indebida                                                                      |
| Causales y supuestos después del límite gestacional | Peligro de muerte                                                                                  |
| Causales y supuestos después del límite gestacional | Daño a la salud                                                                                    |
| Causales y supuestos después del límite gestacional | Trastorno ginecológico                                                                             |
| Causales y supuestos después del límite gestacional | Alteración al producto                                                                             |
| Unidades de atención                                | 3 públicas (servicio gratuito universal)                                                           |
| Unidades de atención                                | Algunas privadas (en las ciudades principales)                                                     |
| Actualización de datos                              | El gobierno local no actualiza ni publica estadísticas, procedimientos y requisitos constantemente |

### Guerrero
| Despenalización                                     | 2022 (parcial)                                                                                     |
| Legalización                                        | Pendiente                                                                                          |
| Candado constitucional                              | Ninguno. Nunca lo hubo.                                                                            |
| Límite gestacional                                  | 12 semanas (a partir de la implantación)                                                           |
| Causales y supuestos después del límite gestacional | Imprudencial                                                                                       |
| Causales y supuestos después del límite gestacional | Violación                                                                                          |
| Causales y supuestos después del límite gestacional | Fecundación asistida indebida                                                                      |
| Causales y supuestos después del límite gestacional | Daño a la salud                                                                                    |
| Causales y supuestos después del límite gestacional | Alteración al producto                                                                             |
| Causales y supuestos después del límite gestacional | Obstaculización del servicio                                                                       |
| Unidades de atención                                | 5 públicas (servicio gratuito universal)                                                           |
| Unidades de atención                                | Algunas privadas (en las ciudades principales)                                                     |
| Actualización de datos                              | El gobierno local no actualiza ni publica estadísticas, procedimientos y requisitos constantemente |

### Baja California Sur
| Despenalización                                     | 2022 (parcial)                                                                                     |
| Legalización                                        | 2022 (límites y protocolos básicos)                                                                |
| Candado constitucional                              | Ninguno. Nunca lo hubo.                                                                            |
| Límite gestacional                                  | 12 semanas (a partir de la implantación)                                                           |
| Causales y supuestos después del límite gestacional | Imprudencial                                                                                       |
| Causales y supuestos después del límite gestacional | Violación                                                                                          |
| Causales y supuestos después del límite gestacional | Fecundación asistida indebida                                                                      |
| Causales y supuestos después del límite gestacional | Peligro de muerte                                                                                  |
| Causales y supuestos después del límite gestacional | Daño a la salud                                                                                    |
| Causales y supuestos después del límite gestacional | Alteración al producto                                                                             |
| Causales y supuestos después del límite gestacional | Obstaculización del servicio                                                                       |
| Unidades de atención                                | 20 públicas (servicio gratuito universal)                                                          |
| Unidades de atención                                | Algunas privadas (en las ciudades principales)                                                     |
| Actualización de datos                              | El gobierno local no actualiza ni publica estadísticas, procedimientos y requisitos constantemente |

### Quintana Roo
| Despenalización                                     | 2022 (parcial)                                                                                     |
| Legalización                                        | Pendiente                                                                                          |
| Candado constitucional                              | Sí. Desde 2009 (considerada inconstitucional desde 2021)                                           |
| Límite gestacional                                  | 12 semanas (a partir de la implantación)                                                           |
| Causales y supuestos después del límite gestacional | Imprudencial                                                                                       |
| Causales y supuestos después del límite gestacional | Violación                                                                                          |
| Causales y supuestos después del límite gestacional | Peligro de muerte                                                                                  |
| Causales y supuestos después del límite gestacional | Daño a la salud                                                                                    |
| Causales y supuestos después del límite gestacional | Alteración al producto                                                                             |
| Unidades de atención                                | 3 públicas (servicio gratuito universal)                                                           |
| Unidades de atención                                | Algunas privadas (en las ciudades principales)                                                     |
| Actualización de datos                              | El gobierno local no actualiza ni publica estadísticas, procedimientos y requisitos constantemente |

### Aguascalientes
| Despenalización                                     | 2023 (parcial)                                                                                     |
| Legalización                                        | Pendiente                                                                                          |
| Candado constitucional                              | Sí. Desde 2021 (declarado inconstitucional en 2022)                                                |
| Límite gestacional                                  | 6 semanas (en revisión por la SCJN)                                                                |
| Causales y supuestos después del límite gestacional | Imprudencial                                                                                       |
| Causales y supuestos después del límite gestacional | Violación                                                                                          |
| Causales y supuestos después del límite gestacional | Alteración al producto                                                                             |
| Unidades de atención                                | 2 públicas (servicio gratuito universal)                                                           |
| Unidades de atención                                | Algunas privadas (en las ciudades principales)                                                     |
| Actualización de datos                              | El gobierno local no actualiza ni publica estadísticas, procedimientos y requisitos constantemente |

### Jalisco
| Despenalización                                     | 2024 (parcial)                                                                                     |
| Legalización                                        | Pendiente                                                                                          |
| Candado constitucional                              | Sí. Desde 2009 (considerada inconstitucional desde 2021)                                           |
| Límite gestacional                                  | 12 semanas (a partir de la implantación)                                                           |
| Causales y supuestos después del límite gestacional | Imprudencial                                                                                       |
| Causales y supuestos después del límite gestacional | Violación                                                                                          |
| Causales y supuestos después del límite gestacional | Fecundación asistida indebida                                                                      |
| Causales y supuestos después del límite gestacional | Peligro de muerte                                                                                  |
| Causales y supuestos después del límite gestacional | Daño a la salud                                                                                    |
| Causales y supuestos después del límite gestacional | Alteración al producto                                                                             |
| Unidades de atención                                | 3 públicas (servicio gratuito universal)                                                           |
| Unidades de atención                                | Algunas privadas (en las ciudades principales)                                                     |
| Actualización de datos                              | El gobierno local no actualiza ni publica estadísticas, procedimientos y requisitos constantemente |

### Chihuahua
| Despenalización                                     | 2024 (parcial)                                                                                     |
| Legalización                                        | Pendiente                                                                                          |
| Candado constitucional                              | Sí. Desde 1994 (considerada inconstitucional desde 2021)                                           |
| Límite gestacional                                  | No definido                                                                                        |
| Causales y supuestos después del límite gestacional | Imprudencial                                                                                       |
| Causales y supuestos después del límite gestacional | Violación                                                                                          |
| Causales y supuestos después del límite gestacional | Fecundación asistida indebida                                                                      |
| Causales y supuestos después del límite gestacional | Daño a la salud                                                                                    |
| Unidades de atención                                | 1 pública (servicio gratuito universal)                                                            |
| Unidades de atención                                | No se reportan privadas aún                                                                        |
| Actualización de datos                              | El gobierno local no actualiza ni publica estadísticas, procedimientos y requisitos constantemente |

### Puebla
| Despenalización                                     | 2024 (parcial)                                                                                     |
| Legalización                                        | Pendiente                                                                                          |
| Candado constitucional                              | Sí. Desde 2009 (considerada inconstitucional desde 2021)                                           |
| Límite gestacional                                  | 12 semanas (a partir de la implantación)                                                           |
| Causales y supuestos después del límite gestacional | Imprudencial                                                                                       |
| Causales y supuestos después del límite gestacional | Violación                                                                                          |
| Causales y supuestos después del límite gestacional | Fecundación asistida indebida                                                                      |
| Causales y supuestos después del límite gestacional | Peligro de Muerte                                                                                  |
| Causales y supuestos después del límite gestacional | Alteración al producto                                                                             |
| Unidades de atención                                | 5 públicas (servicio gratuito universal)                                                           |
| Unidades de atención                                | Algunas privadas (en las ciudades principales)                                                     |
| Actualización de datos                              | El gobierno local no actualiza ni publica estadísticas, procedimientos y requisitos constantemente |

### Nayarit
| Despenalización                                     | 2025 (parcial)                                                                                     |
| Legalización                                        | Pendiente                                                                                          |
| Candado constitucional                              | Sí. Desde 2009 (considerada inconstitucional desde 2021)                                           |
| Límite gestacional                                  | 12 semanas (a partir de la implantación)                                                           |
| Causales y supuestos después del límite gestacional | Imprudencial                                                                                       |
| Causales y supuestos después del límite gestacional | Violación                                                                                          |
| Causales y supuestos después del límite gestacional | Peligro de Muerte                                                                                  |
| Causales y supuestos después del límite gestacional | Daño a la salud                                                                                    |
| Causales y supuestos después del límite gestacional | Alteración al producto                                                                             |
| Unidades de atención                                | 5 públicas (servicio gratuito universal)                                                           |
| Unidades de atención                                | No se reportan privadas aún                                                                        |
| Actualización de datos                              | El gobierno local no actualiza ni publica estadísticas, procedimientos y requisitos constantemente |

### Zacatecas
| Despenalización                                     | 2024 (parcial)                                                                                     |
| Legalización                                        | Pendiente                                                                                          |
| Candado constitucional                              | Ninguno. Nunca lo hubo                                                                             |
| Límite gestacional                                  | 12 semanas (a partir de la implantación)                                                           |
| Causales y supuestos después del límite gestacional | Imprudencial                                                                                       |
| Causales y supuestos después del límite gestacional | Violación                                                                                          |
| Causales y supuestos después del límite gestacional | Fecundación asistida indebida                                                                      |
| Causales y supuestos después del límite gestacional | Peligro de Muerte                                                                                  |
| Causales y supuestos después del límite gestacional | Daño a la salud                                                                                    |
| Causales y supuestos después del límite gestacional | Alteración al producto                                                                             |
| Unidades de atención                                | 2 públicas (servicio gratuito universal)                                                           |
| Unidades de atención                                | No se reportan privadas aún                                                                        |
| Actualización de datos                              | El gobierno local no actualiza ni publica estadísticas, procedimientos y requisitos constantemente |

### Yucatán
| Despenalización                                     | 2025 (parcial)                                                                                     |
| Legalización                                        | Pendiente                                                                                          |
| Candado constitucional                              | Sí. Desde 2009 (considerada inconstitucional desde 2021)                                           |
| Límite gestacional                                  | 12 semanas (a partir de la implantación)                                                           |
| Causales y supuestos después del límite gestacional | Imprudencial                                                                                       |
| Causales y supuestos después del límite gestacional | Violación                                                                                          |
| Causales y supuestos después del límite gestacional | Fecundación asistida indebida                                                                      |
| Causales y supuestos después del límite gestacional | Peligro de Muerte                                                                                  |
| Causales y supuestos después del límite gestacional | Alteración al producto                                                                             |
| Causales y supuestos después del límite gestacional | Razones económicas                                                                                 |
| Unidades de atención                                | 2 públicas (servicio gratuito universal)                                                           |
| Unidades de atención                                | No se reportan privadas aún                                                                        |
| Actualización de datos                              | El gobierno local no actualiza ni publica estadísticas, procedimientos y requisitos constantemente |

### San Luis Potosí
| Despenalización                                     | 2025 (parcial)                                                                                     |
| Legalización                                        | Pendiente                                                                                          |
| Candado constitucional                              | Sí. Desde 2009 (considerada inconstitucional desde 2021)                                           |
| Límite gestacional                                  | 12 semanas (a partir de la implantación)                                                           |
| Causales y supuestos después del límite gestacional | Imprudencial                                                                                       |
| Causales y supuestos después del límite gestacional | Violación                                                                                          |
| Causales y supuestos después del límite gestacional | Fecundación asistida indebida                                                                      |
| Unidades de atención                                | 1 pública (servicio gratuito universal)                                                            |
| Unidades de atención                                | No se reportan privadas aún                                                                        |
| Actualización de datos                              | El gobierno local no actualiza ni publica estadísticas, procedimientos y requisitos constantemente |

### Michoacán
| Despenalización                                     | 2024 (parcial)                                                                                     |
| Legalización                                        | 2025 (límites y protocolos básicos)                                                                |
| Candado constitucional                              | Ninguno. Nunca lo hubo.                                                                            |
| Límite gestacional                                  | 12 semanas (a partir de la implantación)                                                           |
| Causales y supuestos después del límite gestacional | Imprudencial                                                                                       |
| Causales y supuestos después del límite gestacional | Violación                                                                                          |
| Causales y supuestos después del límite gestacional | Fecundación asistida indebida                                                                      |
| Causales y supuestos después del límite gestacional | Peligro de Muerte                                                                                  |
| Causales y supuestos después del límite gestacional | Daño a la salud                                                                                    |
| Causales y supuestos después del límite gestacional | Alteración al producto                                                                             |
| Causales y supuestos después del límite gestacional | Razones económicas                                                                                 |
| Causales y supuestos después del límite gestacional | Obstaculización del servicio                                                                       |
| Unidades de atención                                | 1 pública (servicio gratuito universal)                                                            |
| Unidades de atención                                | No se reportan privadas aún                                                                        |
| Actualización de datos                              | El gobierno local no actualiza ni publica estadísticas, procedimientos y requisitos constantemente |

### Chiapas
| Despenalización                                     | 2024 (parcial)                                                                                     |
| Legalización                                        | Pendiente                                                                                          |
| Candado constitucional                              | Sí. Desde 2009 (considerada inconstitucional desde 2021)                                           |
| Límite gestacional                                  | 12 semanas (a partir de la implantación)                                                           |
| Causales y supuestos después del límite gestacional | Imprudencial                                                                                       |
| Causales y supuestos después del límite gestacional | Violación                                                                                          |
| Causales y supuestos después del límite gestacional | Fecundación asistida indebida                                                                      |
| Causales y supuestos después del límite gestacional | Peligro de Muerte                                                                                  |
| Causales y supuestos después del límite gestacional | Alteración al producto                                                                             |
| Unidades de atención                                | 5 públicas (servicio gratuito universal)                                                           |
| Unidades de atención                                | Algunas privadas (en las ciudades principales)                                                     |
| Actualización de datos                              | El gobierno local no actualiza ni publica estadísticas, procedimientos y requisitos constantemente |

### Estado de México
| Despenalización                                     | 2024 (parcial)                                                                                     |
| Legalización                                        | Pendiente                                                                                          |
| Candado constitucional                              | Ninguno. Nunca lo hubo                                                                             |
| Límite gestacional                                  | 12 semanas (a partir de la implantación)                                                           |
| Causales y supuestos después del límite gestacional | Imprudencial                                                                                       |
| Causales y supuestos después del límite gestacional | Violación                                                                                          |
| Causales y supuestos después del límite gestacional | Fecundación asistida indebida                                                                      |
| Causales y supuestos después del límite gestacional | Peligro de Muerte                                                                                  |
| Causales y supuestos después del límite gestacional | Daño a la salud                                                                                    |
| Causales y supuestos después del límite gestacional | Trastorno ginecológico                                                                             |
| Causales y supuestos después del límite gestacional | Alteración al producto                                                                             |
| Causales y supuestos después del límite gestacional | Obstaculización del servicio                                                                       |
| Causales y supuestos después del límite gestacional | Privación de la libertad                                                                           |
| Unidades de atención                                | 2 públicas (servicio gratuito universal)                                                           |
| Unidades de atención                                | No se reportan privadas aún                                                                        |
| Actualización de datos                              | El gobierno local no actualiza ni publica estadísticas, procedimientos y requisitos constantemente |

### Campeche
| Despenalización                                     | 2025 (parcial)                                                                                     |
| Legalización                                        | Pendiente                                                                                          |
| Candado constitucional                              | Ninguno. En 2021 se intentó, pero nunca entró en vigor.                                            |
| Límite gestacional                                  | 12 semanas (a partir de la implantación)                                                           |
| Causales y supuestos después del límite gestacional | Imprudencial                                                                                       |
| Causales y supuestos después del límite gestacional | Violación                                                                                          |
| Causales y supuestos después del límite gestacional | Fecundación asistida indebida                                                                      |
| Causales y supuestos después del límite gestacional | Peligro de Muerte                                                                                  |
| Causales y supuestos después del límite gestacional | Daño a la salud                                                                                    |
| Causales y supuestos después del límite gestacional | Alteración al producto                                                                             |
| Causales y supuestos después del límite gestacional | Razones económicas                                                                                 |
| Causales y supuestos después del límite gestacional | Negación del servicio                                                                              |
| Causales y supuestos después del límite gestacional | Privación de la libertad                                                                           |
| Unidades de atención                                | 3 públicas (servicio gratuito universal)                                                           |
| Unidades de atención                                | No se reportan privadas aún                                                                        |
| Actualización de datos                              | El gobierno local no actualiza ni publica estadísticas, procedimientos y requisitos constantemente |

## Encuestas y sondeos
| Encuesta                                          | Pregunta                                                                                             | Variable                                                                                             | Acuerdo                                                                                              | Desacuerdo                                                                                           | No sabe / No contesta                                                                                |
| ------------------------------------------------- | --- | --- | --- | --- | --- |
| Consulta Mitofsky (1 000 personas) Diciembre 2009 | ¿Está usted de acuerdo o en desacuerdo en que las mujeres que lo deseen puedan realizarse un aborto? | ¿Está usted de acuerdo o en desacuerdo en que las mujeres que lo deseen puedan realizarse un aborto? | ¿Está usted de acuerdo o en desacuerdo en que las mujeres que lo deseen puedan realizarse un aborto? | ¿Está usted de acuerdo o en desacuerdo en que las mujeres que lo deseen puedan realizarse un aborto? | ¿Está usted de acuerdo o en desacuerdo en que las mujeres que lo deseen puedan realizarse un aborto? |
| Consulta Mitofsky (1 000 personas) Diciembre 2009 | Total                                                                                                | Total                                                                                                | 48.8%                                                                                                | 45.3%                                                                                                | 5.9%                                                                                                 |
| Consulta Mitofsky (1 000 personas) Diciembre 2009 | Género                                                                                               | Hombre                                                                                               | 48.1%                                                                                                | 44.8%                                                                                                | 7.1%                                                                                                 |
| Consulta Mitofsky (1 000 personas) Diciembre 2009 | Género                                                                                               | Mujer                                                                                                | 49.5%                                                                                                | 45.7%                                                                                                | 4.8%                                                                                                 |
| Consulta Mitofsky (1 000 personas) Diciembre 2009 | Edad                                                                                                 | 18-29                                                                                                | 53.6%                                                                                                | 40.9%                                                                                                | 5.5%                                                                                                 |
| Consulta Mitofsky (1 000 personas) Diciembre 2009 | Edad                                                                                                 | 30-49                                                                                                | 51.0%                                                                                                | 44.3%                                                                                                | 4.7%                                                                                                 |
| Consulta Mitofsky (1 000 personas) Diciembre 2009 | Edad                                                                                                 | 50 o más                                                                                             | 37.2%                                                                                                | 54.4%                                                                                                | 8.4%                                                                                                 |
| Consulta Mitofsky (1 000 personas) Diciembre 2009 | Escolaridad                                                                                          | Básica                                                                                               | 35.9%                                                                                                | 56.1%                                                                                                | 8.0%                                                                                                 |
| Consulta Mitofsky (1 000 personas) Diciembre 2009 | Escolaridad                                                                                          | Media                                                                                                | 53.1%                                                                                                | 41.5%                                                                                                | 5.4%                                                                                                 |
| Consulta Mitofsky (1 000 personas) Diciembre 2009 | Escolaridad                                                                                          | Superior                                                                                             | 63.3%                                                                                                | 34.3%                                                                                                | 2.4%                                                                                                 |
| Consulta Mitofsky (1 000 personas) Diciembre 2009 | Localidad                                                                                            | Urbana                                                                                               | 52.5%                                                                                                | 41.7%                                                                                                | 5.8%                                                                                                 |
| Consulta Mitofsky (1 000 personas) Diciembre 2009 | Localidad                                                                                            | Rural                                                                                                | 31.8%                                                                                                | 62.0%                                                                                                | 6.2%                                                                                                 |
| Consulta Mitofsky (1 000 personas) Diciembre 2009 | Región                                                                                               | Norte                                                                                                | 43.8%                                                                                                | 48.7%                                                                                                | 7.5%                                                                                                 |
| Consulta Mitofsky (1 000 personas) Diciembre 2009 | Región                                                                                               | Bajío                                                                                                | 37.1%                                                                                                | 59.7%                                                                                                | 3.2%                                                                                                 |
| Consulta Mitofsky (1 000 personas) Diciembre 2009 | Región                                                                                               | Centro                                                                                               | 62.6%                                                                                                | 29.0%                                                                                                | 8.4%                                                                                                 |
| Consulta Mitofsky (1 000 personas) Diciembre 2009 | Región                                                                                               | Sureste                                                                                              | 42.8%                                                                                                | 53.9%                                                                                                | 3.3%                                                                                                 |
| Consulta Mitofsky (1 000 personas) Diciembre 2009 | Con base en lo que usted piensa ¿debe ser un delito el aborto?                                       | | | | |
| Consulta Mitofsky (1 000 personas) Diciembre 2009 | Total                                                                                                | Total                                                                                                | 41.1%                                                                                                | 45.7%                                                                                                | 13.2%                                                                                                |
| Consulta Mitofsky (1 000 personas) Diciembre 2009 | Género                                                                                               | Hombre                                                                                               | 41.7%                                                                                                | 44.0%                                                                                                | 14.3%                                                                                                |
| Consulta Mitofsky (1 000 personas) Diciembre 2009 | Género                                                                                               | Mujer                                                                                                | 40.4%                                                                                                | 47.3%                                                                                                | 12.3%                                                                                                |
| Consulta Mitofsky (1 000 personas) Diciembre 2009 | Edad                                                                                                 | 18-29                                                                                                | 35.6%                                                                                                | 51.3%                                                                                                | 13.1%                                                                                                |
| Consulta Mitofsky (1 000 personas) Diciembre 2009 | Edad                                                                                                 | 30-49                                                                                                | 42.1%                                                                                                | 46.1%                                                                                                | 11.8%                                                                                                |
| Consulta Mitofsky (1 000 personas) Diciembre 2009 | Edad                                                                                                 | 50 o más                                                                                             | 48.3%                                                                                                | 35.9%                                                                                                | 15.8%                                                                                                |
| Consulta Mitofsky (1 000 personas) Diciembre 2009 | Escolaridad                                                                                          | Básica                                                                                               | 53.3%                                                                                                | 33.5%                                                                                                | 13.2%                                                                                                |
| Consulta Mitofsky (1 000 personas) Diciembre 2009 | Escolaridad                                                                                          | Media                                                                                                | 35.1%                                                                                                | 49.8%                                                                                                | 15.1%                                                                                                |
| Consulta Mitofsky (1 000 personas) Diciembre 2009 | Escolaridad                                                                                          | Superior                                                                                             | 36.4%                                                                                                | 58.9%                                                                                                | 4.7%                                                                                                 |
| Consulta Mitofsky (1 000 personas) Diciembre 2009 | Ingreso                                                                                              | Alto                                                                                                 | 34.8%                                                                                                | 54.2%                                                                                                | 11.0%                                                                                                |
| Consulta Mitofsky (1 000 personas) Diciembre 2009 | Ingreso                                                                                              | Medio                                                                                                | 37.8%                                                                                                | 47.5%                                                                                                | 14.7%                                                                                                |
| Consulta Mitofsky (1 000 personas) Diciembre 2009 | Ingreso                                                                                              | Bajo                                                                                                 | 53.4%                                                                                                | 34.7%                                                                                                | 11.9%                                                                                                |
| Consulta Mitofsky (1 000 personas) Diciembre 2009 | Localidad                                                                                            | Urbana                                                                                               | 36.2%                                                                                                | 50.8%                                                                                                | 13.0%                                                                                                |
| Consulta Mitofsky (1 000 personas) Diciembre 2009 | Localidad                                                                                            | Rural                                                                                                | 63.9%                                                                                                | 22.2%                                                                                                | 13.9%                                                                                                |
| Consulta Mitofsky (1 000 personas) Diciembre 2009 | Región                                                                                               | Norte                                                                                                | 49.1%                                                                                                | 37.8%                                                                                                | 13.1%                                                                                                |
| Consulta Mitofsky (1 000 personas) Diciembre 2009 | Región                                                                                               | Bajío                                                                                                | 49.7%                                                                                                | 37.8%                                                                                                | 12.5%                                                                                                |
| Consulta Mitofsky (1 000 personas) Diciembre 2009 | Región                                                                                               | Centro                                                                                               | 22.1%                                                                                                | 65.3%                                                                                                | 12.6%                                                                                                |
| Consulta Mitofsky (1 000 personas) Diciembre 2009 | Región                                                                                               | Sureste                                                                                              | 52.8%                                                                                                | 32.7%                                                                                                | 14.5%                                                                                                |

| Encuesta                                            | Pregunta                                               | Variable                                               | Acuerdo                                                | Desacuerdo                                             | No sabe / No contesta                                  |
| --------------------------------------------------- | ------------------------------------------------------ | ------------------------------------------------------ | ------------------------------------------------------ | ------------------------------------------------------ | ------------------------------------------------------ |
| El Financiero-Bloomberg (1 500 personas) Marzo 2022 | ¿La ley debe permitir a la mujer el derecho al aborto? | ¿La ley debe permitir a la mujer el derecho al aborto? | ¿La ley debe permitir a la mujer el derecho al aborto? | ¿La ley debe permitir a la mujer el derecho al aborto? | ¿La ley debe permitir a la mujer el derecho al aborto? |
| El Financiero-Bloomberg (1 500 personas) Marzo 2022 | Género                                                 | Hombre                                                 | 50.0%                                                  | 45.0%                                                  | -                                                      |
| El Financiero-Bloomberg (1 500 personas) Marzo 2022 | Género                                                 | Mujer                                                  | 49.0%                                                  | 46.0%                                                  | -                                                      |
| El Financiero-Bloomberg (1 500 personas) Marzo 2022 | Edad                                                   | 18-29                                                  | 65.0%                                                  | 31.0%                                                  | -                                                      |
| El Financiero-Bloomberg (1 500 personas) Marzo 2022 | Edad                                                   | 30-49                                                  | 49.0%                                                  | 47.0%                                                  | -                                                      |
| El Financiero-Bloomberg (1 500 personas) Marzo 2022 | Edad                                                   | 50 o más                                               | 38.0%                                                  | 57.0%                                                  | -                                                      |
| El Financiero-Bloomberg (1 500 personas) Marzo 2022 | Escolaridad                                            | Básica                                                 | 39.0%                                                  | 55.0%                                                  | -                                                      |
| El Financiero-Bloomberg (1 500 personas) Marzo 2022 | Escolaridad                                            | Media                                                  | 57.0%                                                  | 41.0%                                                  | -                                                      |
| El Financiero-Bloomberg (1 500 personas) Marzo 2022 | Escolaridad                                            | Superior                                               | 69.0%                                                  | 28.0%                                                  | -                                                      |
| El Financiero-Bloomberg (1 500 personas) Marzo 2022 | Apoyo al gobierno de la 4T                             | A favor                                                | 40.0%                                                  | 55.0%                                                  | -                                                      |
| El Financiero-Bloomberg (1 500 personas) Marzo 2022 | Apoyo al gobierno de la 4T                             | En contra                                              | 55.0%                                                  | 40.0%                                                  | -                                                      |
| El Financiero-Bloomberg (1 500 personas) Marzo 2022 | Apoyo al gobierno de la 4T                             | Neutral                                                | 59.0%                                                  | 38.0%                                                  | -                                                      |
| El Financiero-Bloomberg (1 500 personas) Marzo 2022 | Espectro político                                      | Izquierda                                              | 42.0%                                                  | 54.0%                                                  | -                                                      |
| El Financiero-Bloomberg (1 500 personas) Marzo 2022 | Espectro político                                      | Centro                                                 | 60.0%                                                  | 37.0%                                                  | -                                                      |
| El Financiero-Bloomberg (1 500 personas) Marzo 2022 | Espectro político                                      | Derecha                                                | 44.0%                                                  | 51.0%                                                  | -                                                      |

| Encuesta                                      | Pregunta | Variable                                                                        | Acuerdo                                                                         | Desacuerdo                                                                      | No sabe / No contesta                                                           |
| --------------------------------------------- | --- | ------------------------------------------------------------------------------- | ------------------------------------------------------------------------------- | ------------------------------------------------------------------------------- | ------------------------------------------------------------------------------- |
| Consulta Mitofsky (1 000 personas) Julio 2022 | ¿Está de acuerdo con que las mujeres que lo deseen puedan realizarse un aborto? | ¿Está de acuerdo con que las mujeres que lo deseen puedan realizarse un aborto? | ¿Está de acuerdo con que las mujeres que lo deseen puedan realizarse un aborto? | ¿Está de acuerdo con que las mujeres que lo deseen puedan realizarse un aborto? | ¿Está de acuerdo con que las mujeres que lo deseen puedan realizarse un aborto? |
| Consulta Mitofsky (1 000 personas) Julio 2022 | Total | Total                                                                           | 40.9%                                                                           | 36.4%                                                                           | 22.7%                                                                           |
| Consulta Mitofsky (1 000 personas) Julio 2022 | Con base en lo que usted piensa ¿debe ser un delito el aborto? |                                                                                 |                                                                                 |                                                                                 |                                                                                 |
| Consulta Mitofsky (1 000 personas) Julio 2022 | Total | Total                                                                           | 28.1%                                                                           | 50.1%                                                                           | 21.8%                                                                           |
| Consulta Mitofsky (1 000 personas) Julio 2022 | ¿Estás de acuerdo o en desacuerdo en que se castigue como un delincuente a las mujeres que se realicen un aborto? |                                                                                 |                                                                                 |                                                                                 |                                                                                 |
| Consulta Mitofsky (1 000 personas) Julio 2022 | Total | Total                                                                           | 20.4%                                                                           | 59.1%                                                                           | 20.5%                                                                           |
| Consulta Mitofsky (1 000 personas) Julio 2022 | En algunos estados el aborto está permitido cuando la mujer considera que se pone en riesgo su proyecto de vida, es decir, se le deja a su criterio la decisión de interrumpir o continuar con su embarazo. ¿Cree que esta ley debe o no aplicarse en todo el país? |                                                                                 |                                                                                 |                                                                                 |                                                                                 |
| Consulta Mitofsky (1 000 personas) Julio 2022 | Total | Total                                                                           | 45.5%                                                                           | 30.9%                                                                           | 23.6%                                                                           |

| Encuesta                                                                      | Pregunta | Variable                                                               | Acuerdo                                                                | Desacuerdo                                                             | No sabe / No contesta                                                  |
| ----------------------------------------------------------------------------- | --- | ---------------------------------------------------------------------- | ---------------------------------------------------------------------- | ---------------------------------------------------------------------- | ---------------------------------------------------------------------- |
| Red de Católicas por el Derecho a Decidir e Ipsos (1 080 personas) Julio 2022 | Por ley, ¿el aborto debe estar permitido en algunos o todos los casos?                                                                                | Por ley, ¿el aborto debe estar permitido en algunos o todos los casos? | Por ley, ¿el aborto debe estar permitido en algunos o todos los casos? | Por ley, ¿el aborto debe estar permitido en algunos o todos los casos? | Por ley, ¿el aborto debe estar permitido en algunos o todos los casos? |
| Red de Católicas por el Derecho a Decidir e Ipsos (1 080 personas) Julio 2022 | Total | Total                                                                  | 81%                                                                    | 17%                                                                    | 2%                                                                     |
| Red de Católicas por el Derecho a Decidir e Ipsos (1 080 personas) Julio 2022 | Católicos | Católicos                                                              | 81%                                                                    | 17%                                                                    | 2%                                                                     |
| Red de Católicas por el Derecho a Decidir e Ipsos (1 080 personas) Julio 2022 | Evangélicos | Evangélicos                                                            | 64%                                                                    | 34%                                                                    | 2%                                                                     |
| Red de Católicas por el Derecho a Decidir e Ipsos (1 080 personas) Julio 2022 | Sin filiación | Sin filiación                                                          | 97%                                                                    | 3%                                                                     | -                                                                      |
| Red de Católicas por el Derecho a Decidir e Ipsos (1 080 personas) Julio 2022 | Otros | Otros                                                                  | 94%                                                                    | 6%                                                                     | -                                                                      |
| Red de Católicas por el Derecho a Decidir e Ipsos (1 080 personas) Julio 2022 | ¿Una mujer puede hacerse un aborto cuando el embarazo es resultado de una violación?                                                                  |                                                                        |                                                                        |                                                                        |                                                                        |
| Red de Católicas por el Derecho a Decidir e Ipsos (1 080 personas) Julio 2022 | Total | Total                                                                  | 83%                                                                    | 17%                                                                    | -                                                                      |
| Red de Católicas por el Derecho a Decidir e Ipsos (1 080 personas) Julio 2022 | Católicos | Católicos                                                              | 78%                                                                    | 21%                                                                    | 2%                                                                     |
| Red de Católicas por el Derecho a Decidir e Ipsos (1 080 personas) Julio 2022 | Evangélicos | Evangélicos                                                            | 79%                                                                    | 20%                                                                    | 2%                                                                     |
| Red de Católicas por el Derecho a Decidir e Ipsos (1 080 personas) Julio 2022 | Sin filiación | Sin filiación                                                          | 57%                                                                    | 42%                                                                    | -                                                                      |
| Red de Católicas por el Derecho a Decidir e Ipsos (1 080 personas) Julio 2022 | Otros | Otros                                                                  | 95%                                                                    | 5%                                                                     | -                                                                      |
| Red de Católicas por el Derecho a Decidir e Ipsos (1 080 personas) Julio 2022 | ¿Una mujer puede hacerse un aborto cuando su vida este en peligro?                                                                                    |                                                                        |                                                                        |                                                                        |                                                                        |
| Red de Católicas por el Derecho a Decidir e Ipsos (1 080 personas) Julio 2022 | Total | Total                                                                  | 78%                                                                    | 9%                                                                     | 13%                                                                    |
| Red de Católicas por el Derecho a Decidir e Ipsos (1 080 personas) Julio 2022 | Católicos | Católicos                                                              | 88%                                                                    | 10%                                                                    | 2%                                                                     |
| Red de Católicas por el Derecho a Decidir e Ipsos (1 080 personas) Julio 2022 | Evangélicos | Evangélicos                                                            | 89%                                                                    | 10%                                                                    | 1%                                                                     |
| Red de Católicas por el Derecho a Decidir e Ipsos (1 080 personas) Julio 2022 | Sin filiación | Sin filiación                                                          | 81%                                                                    | 18%                                                                    | 1%                                                                     |
| Red de Católicas por el Derecho a Decidir e Ipsos (1 080 personas) Julio 2022 | Otros | Otros                                                                  | 95%                                                                    | 5%                                                                     | -                                                                      |
| Red de Católicas por el Derecho a Decidir e Ipsos (1 080 personas) Julio 2022 | ¿Una mujer puede hacerse un aborto cuando su salud este en riesgo?                                                                                    |                                                                        |                                                                        |                                                                        |                                                                        |
| Red de Católicas por el Derecho a Decidir e Ipsos (1 080 personas) Julio 2022 | Total | Total                                                                  | 78%                                                                    | 9%                                                                     | 13%                                                                    |
| Red de Católicas por el Derecho a Decidir e Ipsos (1 080 personas) Julio 2022 | Católicos | Católicos                                                              | 87%                                                                    | 12%                                                                    | 1%                                                                     |
| Red de Católicas por el Derecho a Decidir e Ipsos (1 080 personas) Julio 2022 | Evangélicos | Evangélicos                                                            | 88%                                                                    | 11%                                                                    | 1%                                                                     |
| Red de Católicas por el Derecho a Decidir e Ipsos (1 080 personas) Julio 2022 | Sin filiación | Sin filiación                                                          | 76%                                                                    | 24%                                                                    | -                                                                      |
| Red de Católicas por el Derecho a Decidir e Ipsos (1 080 personas) Julio 2022 | Otros | Otros                                                                  | 95%                                                                    | 5%                                                                     | -                                                                      |
| Red de Católicas por el Derecho a Decidir e Ipsos (1 080 personas) Julio 2022 | ¿Una mujer puede hacerse un aborto cuando el feto presenta defectos congénitos?                                                                       |                                                                        |                                                                        |                                                                        |                                                                        |
| Red de Católicas por el Derecho a Decidir e Ipsos (1 080 personas) Julio 2022 | Total | Total                                                                  | 63%                                                                    | 19%                                                                    | 18%                                                                    |
| Red de Católicas por el Derecho a Decidir e Ipsos (1 080 personas) Julio 2022 | Católicos | Católicos                                                              | 73%                                                                    | 26%                                                                    | 1%                                                                     |
| Red de Católicas por el Derecho a Decidir e Ipsos (1 080 personas) Julio 2022 | Evangélicos | Evangélicos                                                            | 72%                                                                    | 26%                                                                    | 2%                                                                     |
| Red de Católicas por el Derecho a Decidir e Ipsos (1 080 personas) Julio 2022 | Sin filiación | Sin filiación                                                          | 62%                                                                    | 36%                                                                    | 2%                                                                     |
| Red de Católicas por el Derecho a Decidir e Ipsos (1 080 personas) Julio 2022 | Otros | Otros                                                                  | 92%                                                                    | 8%                                                                     | -                                                                      |
| Red de Católicas por el Derecho a Decidir e Ipsos (1 080 personas) Julio 2022 | ¿Una mujer debe ir presa porque no quiere continuar con el embarazo?                                                                                  |                                                                        |                                                                        |                                                                        |                                                                        |
| Red de Católicas por el Derecho a Decidir e Ipsos (1 080 personas) Julio 2022 | Total | Total                                                                  | 32%                                                                    | 65%                                                                    | 3%                                                                     |
| Red de Católicas por el Derecho a Decidir e Ipsos (1 080 personas) Julio 2022 | Católicos | Católicos                                                              | 34%                                                                    | 64%                                                                    | 2%                                                                     |
| Red de Católicas por el Derecho a Decidir e Ipsos (1 080 personas) Julio 2022 | Evangélicos | Evangélicos                                                            | 36%                                                                    | 61%                                                                    | 3%                                                                     |
| Red de Católicas por el Derecho a Decidir e Ipsos (1 080 personas) Julio 2022 | Sin filiación | Sin filiación                                                          | 18%                                                                    | 82%                                                                    | -                                                                      |
| Red de Católicas por el Derecho a Decidir e Ipsos (1 080 personas) Julio 2022 | Otros | Otros                                                                  | 28%                                                                    | 54%                                                                    | 18%                                                                    |
| Red de Católicas por el Derecho a Decidir e Ipsos (1 080 personas) Julio 2022 | ¿Si estuviera permitido el aborto/ahora que el aborto es legal en tu estado morirán/morirían menos mujeres por abortos clandestinos?                  |                                                                        |                                                                        |                                                                        |                                                                        |
| Red de Católicas por el Derecho a Decidir e Ipsos (1 080 personas) Julio 2022 | Total | Total                                                                  | 74%                                                                    | 21%                                                                    | -                                                                      |
| Red de Católicas por el Derecho a Decidir e Ipsos (1 080 personas) Julio 2022 | Católicos | Católicos                                                              | 73%                                                                    | 22%                                                                    | -                                                                      |
| Red de Católicas por el Derecho a Decidir e Ipsos (1 080 personas) Julio 2022 | Evangélicos | Evangélicos                                                            | 71%                                                                    | 23%                                                                    | -                                                                      |
| Red de Católicas por el Derecho a Decidir e Ipsos (1 080 personas) Julio 2022 | Sin filiación | Sin filiación                                                          | 85%                                                                    | 13%                                                                    | -                                                                      |
| Red de Católicas por el Derecho a Decidir e Ipsos (1 080 personas) Julio 2022 | Otros | Otros                                                                  | 71%                                                                    | 23%                                                                    | -                                                                      |
| Red de Católicas por el Derecho a Decidir e Ipsos (1 080 personas) Julio 2022 | ¿Si estuviera permitido el aborto/ahora que el aborto es legal en tu estado se respetará/respetaría el derecho de la mujer a decidir sobre su cuerpo? |                                                                        |                                                                        |                                                                        |                                                                        |
| Red de Católicas por el Derecho a Decidir e Ipsos (1 080 personas) Julio 2022 | Total | Total                                                                  | 75%                                                                    | 16%                                                                    | -                                                                      |
| Red de Católicas por el Derecho a Decidir e Ipsos (1 080 personas) Julio 2022 | Católicos | Católicos                                                              | 76%                                                                    | 15%                                                                    | -                                                                      |
| Red de Católicas por el Derecho a Decidir e Ipsos (1 080 personas) Julio 2022 | Evangélicos | Evangélicos                                                            | 63%                                                                    | 27%                                                                    | -                                                                      |
| Red de Católicas por el Derecho a Decidir e Ipsos (1 080 personas) Julio 2022 | Sin filiación | Sin filiación                                                          | 83%                                                                    | 11%                                                                    | -                                                                      |
| Red de Católicas por el Derecho a Decidir e Ipsos (1 080 personas) Julio 2022 | Otros | Otros                                                                  | 56%                                                                    | 28%                                                                    | -                                                                      |
| Red de Católicas por el Derecho a Decidir e Ipsos (1 080 personas) Julio 2022 | ¿Si estuviera permitido el aborto/ahora que el aborto es legal en tu estado aumentarán/aumentaría el número de abortos realizados ?                   |                                                                        |                                                                        |                                                                        |                                                                        |
| Red de Católicas por el Derecho a Decidir e Ipsos (1 080 personas) Julio 2022 | Total | Total                                                                  | 44%                                                                    | 40%                                                                    | -                                                                      |
| Red de Católicas por el Derecho a Decidir e Ipsos (1 080 personas) Julio 2022 | Católicos | Católicos                                                              | 46%                                                                    | 38%                                                                    | -                                                                      |
| Red de Católicas por el Derecho a Decidir e Ipsos (1 080 personas) Julio 2022 | Evangélicos | Evangélicos                                                            | 43%                                                                    | 46%                                                                    | -                                                                      |
| Red de Católicas por el Derecho a Decidir e Ipsos (1 080 personas) Julio 2022 | Sin filiación | Sin filiación                                                          | 36%                                                                    | 44%                                                                    | -                                                                      |
| Red de Católicas por el Derecho a Decidir e Ipsos (1 080 personas) Julio 2022 | Otros | Otros                                                                  | 43%                                                                    | 33%                                                                    | -                                                                      |

- Enero de 2010. Realizada por Consulta Mitofsky (1 000 personas):[l]

¿Está usted de acuerdo con los siguientes métodos de prevención e interrupción del embarazo?
- Condón
- Anticonceptivos
- Píldora del día siguiente
- Aborto

- Mayo de 2017. Realizada por Parametría (8 000 personas)[l]:[441]

¿Cree usted que las mujeres puedan abortar sin ser penalizadas en las primeras 12 semanas de embarazo?
- Acuerdo
- Desacuerdo
- Ni acuerdo, ni desacuerdo

¿Qué tan de acuerdo o en desacuerdo está con que las mujeres puedan tener un aborto en los siguientes casos?
- Muy de acuerdo
- Acuerdo
- Desacuerdo
- Muy en desacuerdo
- No sabe o no contesta

¿Cree usted que el aborto es moralmente aceptable, moralmente inaceptable o no es una cuestión moral?
- Aceptable
- Inaceptable
- No es una cuestión moral

- Septiembre de 2019. Realizada por El Financiero-Bloomberg (15 000 personas):[m][442]

¿La ley debe permitir a la mujer el derecho al aborto?
- Acuerdo
- Desacuerdo

- Julio de 2021. Realizada por Ipsos (20 003 personas):[o][p][443]

¿Cree que el aborto debería ser legal en las siguientes circunstancias?
- Libre elección
- Violación
- Peligro de muerte
- Nunca debe permitirse
- No sabe / No conesta

Favorabilidad hacia el aborto
- Septiembre de 2021. Realizada por El Financiero-Bloomberg (1 000 personas):[m][444]

¿La ley debe permitir a la mujer el derecho al aborto?
- Acuerdo
- Desacuerdo

¿La ley debe permitir a la mujer el derecho al aborto? (% de acuerdo)
- Hombres
- Mujeres

¿La ley debe permitir a la mujer el derecho al aborto? (% de acuerdo)
- 18 a 29 años
- 30 a 49 años
- 50 o más

¿La ley debe permitir a la mujer el derecho al aborto? (% de acuerdo)
- Básica
- Media y universitaria

¿La ley debe permitir a la mujer el derecho al aborto? (% de acuerdo)
- Ingreso medio y medio-alto
- Ingreso medio-bajo y bajo

- Julio de 2022. Realizada por Consulta Mitofsky (1 000 personas):[n]

¿Está de acuerdo con que las mujeres que lo deseen puedan realizarse un aborto?
- Acuerdo
- Desacuerdo
- No contesta

Con base en lo que piensas, ¿el aborto debe ser un delito?
- Acuerdo
- Desacuerdo
- No contesta

¿Estás de acuerdo o en desacuerdo en que se castigue como delincuente a las mujeres que aborten?
- Acuerdo
- Desacuerdo
- No contesta

- Julio de 2022. Realizada por Ipsos (20 523 personas):[o][p][445]

¿Cree que el aborto debería ser legal en las siguientes circunstancias?
- Peligro de vida o riesgo a la salud
- Violación
- Malformaciones del feto
- Electivo (primeras 6 semanas)
- Electivo (primeras 14 semanas)
- Electivo (primeras 20 semanas)